# Włodzimierz Lenin
Włodzimierz Lenin (ros. Владимир Ленин), właśc. Władimir Iljicz Uljanow (ros. Владимир Ильич Ульянов; ur. 10 kwietnia?/22 kwietnia 1870 w Symbirsku, zm. 21 stycznia 1924 w Gorkach) – rosyjski polityk socjaldemokratyczny i komunistyczny, filozof marksistowski, organizator i przywódca rewolucji październikowej, a następnie pierwszy przywódca Rosji Radzieckiej (1917–1924) i ZSRR (1922–1924). Współzałożyciel i lider partii bolszewickiej (1903–1924). Teoretyk ideologii komunizmu i twórca idei leninizmu.
Urodził się w Symbirsku w południowo-zachodniej części Rosji nad Wołgą, w rodzinie urzędnika szkolnego pochodzenia kałmucko-rosyjskiego Ilji Uljanowa i Marii z domu Blank, pochodzenia żydowsko-niemiecko-szwedzkiego. Rewolucyjnie lewicowymi poglądami zainteresował się po egzekucji brata Aleksandra w 1887 roku, którego skazano za przygotowania do zamachu na cara. Za udział w protestach przeciwko carskiemu reżimowi relegowany z Uniwersytetu Kazańskiego. W kolejnych latach zainteresował się marksizmem, a po przenosinach do Petersburga stał się jednym z przywódców Socjaldemokratycznej Partii Robotniczej Rosji (SDPRR). Aresztowany za działalność wywrotową i skazany na trzy lata zesłania na Syberii. Po odbyciu kary wyemigrował do Europy Zachodniej. W 1903 roku stanął na czele frakcji bolszewickiej w SDPRR. W trakcie I wojny światowej prowadził działalność antywojenną. Po rewolucji lutowej i obaleniu caratu powrócił do Rosji, gdzie przeprowadził rewolucję październikową, wprowadzając dyktaturę partii bolszewickiej.
Po zbrojnym przejęciu władzy utworzył rząd bolszewicki i zadecydował o rozpędzeniu siłą wybranego w demokratycznych wyborach w grudniu 1917 Zgromadzenia Ustawodawczego Rosji (konstytuanty Rosji). W nowym państwie rosyjskim utworzył system monopartyjny, w którym rządzącą partią była Rosyjska Komunistyczna Partia (bolszewików). Jako przywódca wycofał Rosję z udziału w I wojnie światowej zawierając separatystyczny pokój z państwami centralnymi. Sprzeciw wobec narzuconych siłą rządów bolszewickich wywołał trwającą od 1917 do 1922 roku wojnę domową, z której jako przywódca bolszewików wyszedł zwycięsko. Inicjator Międzynarodówki Komunistycznej (Kominternu). W 1921 roku rozpoczął proces powojennej odbudowy kraju, inicjując Nową Politykę Ekonomiczną będącą mieszanym systemem gospodarczym określanym jako kapitalizm państwowy. W 1922 roku połączył większą część dawnych terenów Imperium Rosyjskiego, tworząc Związek Socjalistycznych Republik Radzieckich.
Pozostaje jedną z najbardziej znaczących i wpływowych postaci historycznych XX wieku, budząc jednocześnie wiele kontrowersji. Krytycy widzą w nim dyktatora odpowiedzialnego za wybuch wojny domowej w Rosji, wprowadzenie systemu totalitarnej monopartyjnej dyktatury, opartej na masowym terrorze Czeka, i stworzonym w 1918 roku dla przeciwników politycznych systemie obozów koncentracyjnych przekształconych już po jego śmierci w system Gułagu.
Dokładna liczba ofiar rządów Lenina nie jest znana. Amerykański historyk Warren H. Carroll oszacował, że za rządów Lenina około 5 mln ludzi zmarło podczas głodu wywołanego przez bolszewickie rządy i klęskę nieurodzaju, zaś liczba osób rozstrzelanych i zmarłych w więzieniach wynosi ponad 1 mln, co razem daje 6 mln ofiar.

Lenin jako przywódca Rosji radzieckiej podczas przemówienia, 1917

## Życiorys

### Wczesne życie

#### Narodowość i pochodzenie

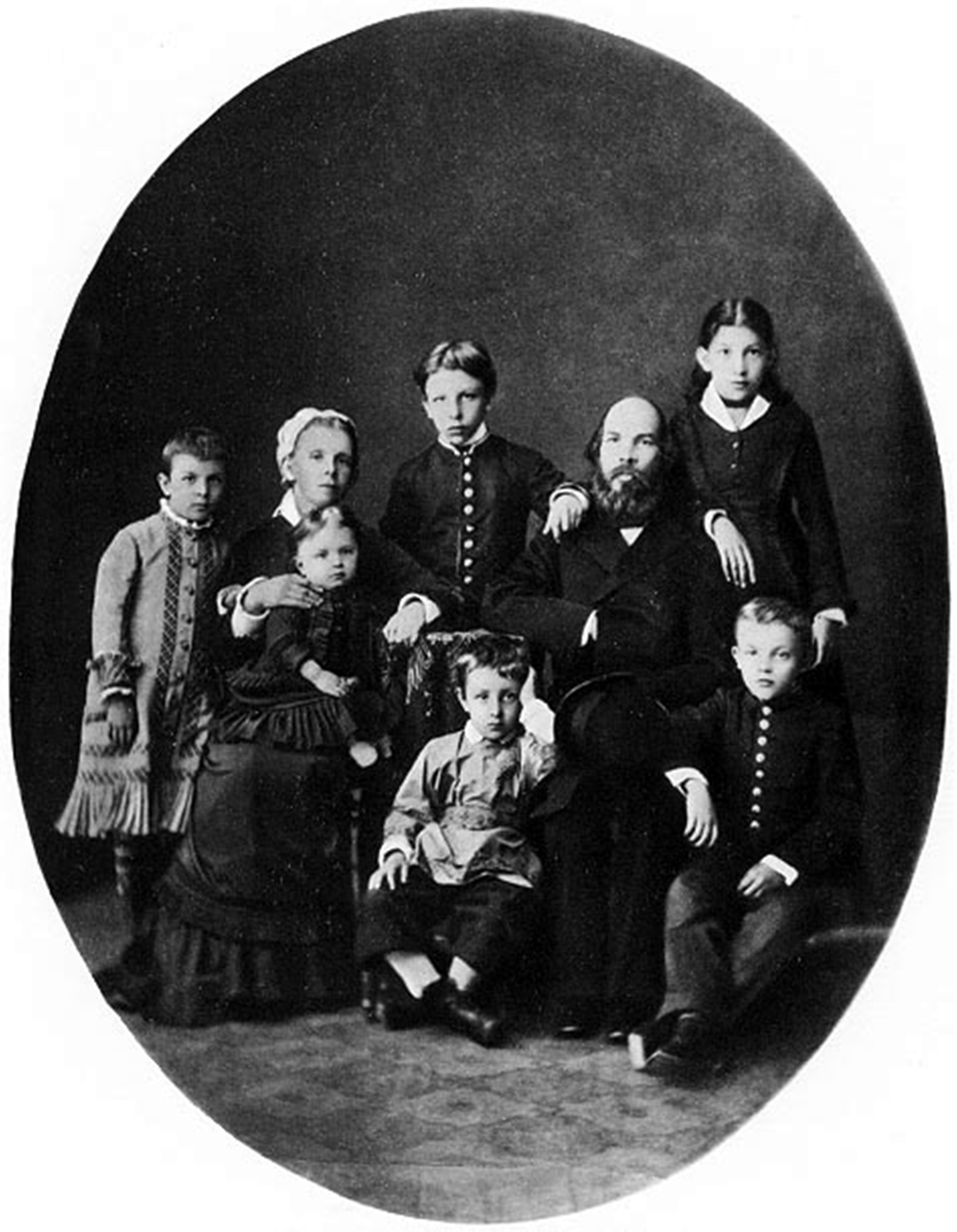
Rodzina Uljanowów (Władimir po prawej), 1879

Według historyków ojciec Lenina był pochodzenia rosyjsko-kałmuckiego, a matka żydowsko-niemiecko-szwedzkiego. Sam Lenin jako ideologiczny kosmopolita i internacjonalista miał nie przywiązywać wagi do swojego pochodzenia, choć zdarzało mu się powoływać na swoją rosyjskość i wykorzystywać szlachectwo.
Po śmierci Lenina w 1924, jego siostra Anna, współtwórczyni Instytutu Lenina, otrzymała zadanie przebadania genealogii rodziny Uljanowów. W 1932 roku przedstawiła wyniki badań Stalinowi. Zwróciła uwagę, że fakt żydowskiego pochodzenia matki Lenina „może okazać się pomocny w walce z antysemityzmem”, który wówczas narastał w Związku Sowieckim. Zgodnie z decyzją Stalina wyniki jej badań zostały jednak utajnione. W okresie radzieckim oficjalnie obowiązywała wersja o rosyjskiej narodowości pierwszego przywódcy Kraju Rad.
Bardziej dostępna okazała się wiedza o kałmuckim pochodzeniu ojca Lenina, Ilji Uljanowa. W Europie upowszechnił ją Ferdynand Ossendowski w wydanej w 1930 roku powieści Lenin (powieść w latach 30. XX w. została przetłumaczona na 8 języków). W Związku Radzieckim natomiast upubliczniła ją pisarka Marietta Szaginian w powieści Rodzina Uljanowów, która ukazała się w sierpniu 1938 roku w czasopiśmie „Krasnaja Now”. Według Marietty Szaginian, to matka Ilji Uljanowa, Anna Smirnow, była chrzczoną Kałmuczką, a Nikołaj Uljanin był synem uciekinierów chłopskich z Niżnego Nowogrodu. Chociaż przed drukiem powieść czytali i zaakceptowali wdowa po Leninie, Nadieżda Krupska i jego brat, Dmitrij Uljanow, to wzmianka o kałmuckich przodkach pierwszego wodza Rosji radzieckiej spotkała się ze sprzeciwem Biura Politycznego i została objęta zakazem cenzorskim aż do czasów pieriestrojki. Obecnie wśród samych Kałmuków powszechna jest świadomość kałmuckich korzeni Lenina.
Według badań Dmitrija Wołkogonowa, Anna Smirnow, babka Lenina ze strony ojca, była córką ochrzczonego Kałmuka i najprawdopodobniej Rosjanki. To po babce Lenin miał odziedziczyć azjatycki typ urody. Mąż Anny, Nikołaj Uljanin, dziadek Lenina, był z pochodzenia albo rosyjskim chłopem, albo według innych źródeł Czuwaszem. Przodkowie Lenina pochodzili więc z wielonarodowej społeczności Powołża, z obszarów dawnych Chanatu Astrachańskiego i Chanatu Kazańskiego, które zostały podbite i przyłączone do Rosji przez Iwana Groźnego w XVI wieku.
W okresie radzieckim podkreślano również „plebejskie” pochodzenie pierwszego przywódcy ZSRR i zwracano uwagę, że dziad Lenina pochodził z „poddanych chłopów”. W rzeczywistości chłopem był jego pradziad Wasilij, a jego dziad Nikołaj był astrachańskim mieszczaninem, który dorobił się jako krawiec. Rodzina, w której wychowywał się Lenin była dość zamożna, posiadała szlachectwo i majątek ziemski, a jego ojciec piastował wysokie stanowisko urzędnicze.

#### Rodzina

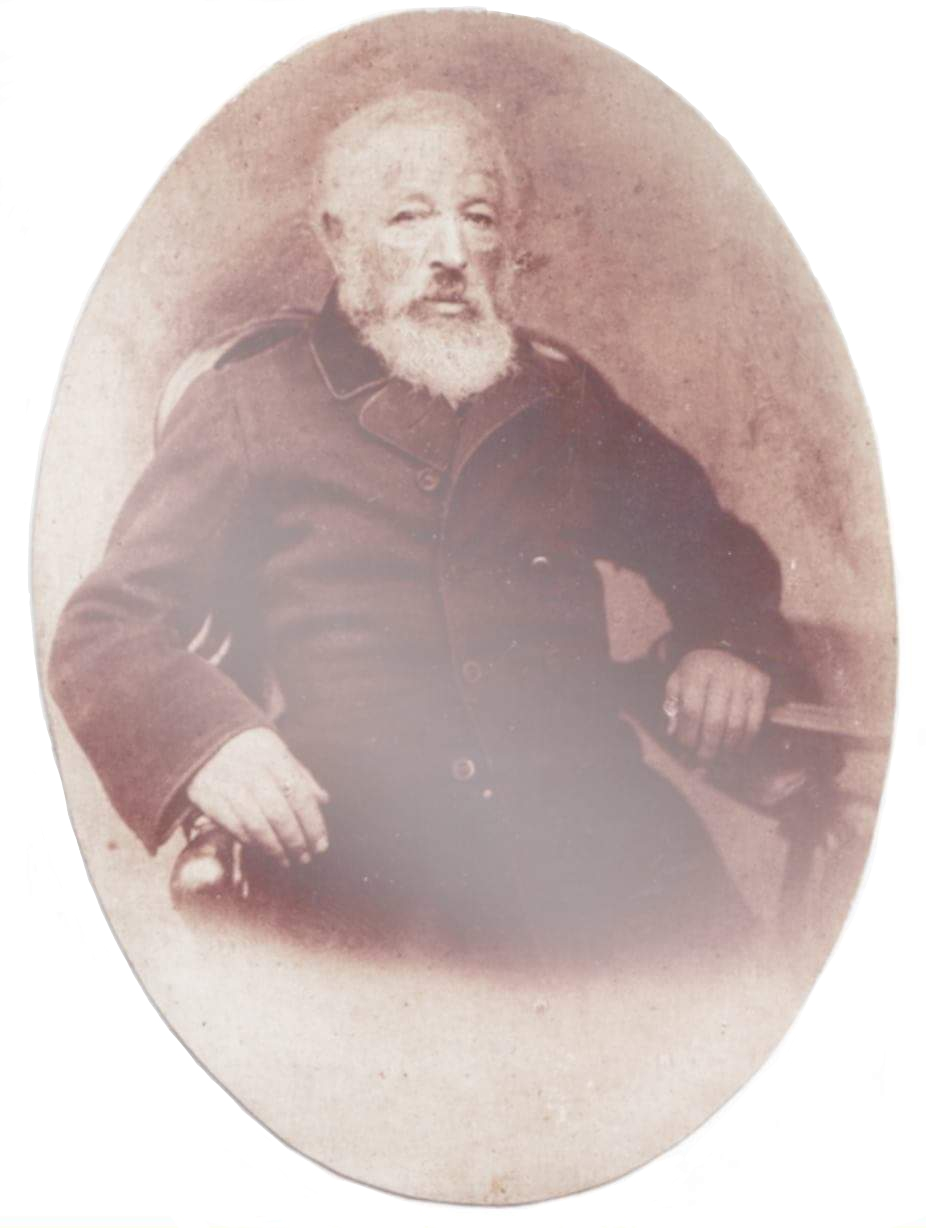
Dr Aleksander (Izrael) Błank (zm. 1870), dziadek Lenina

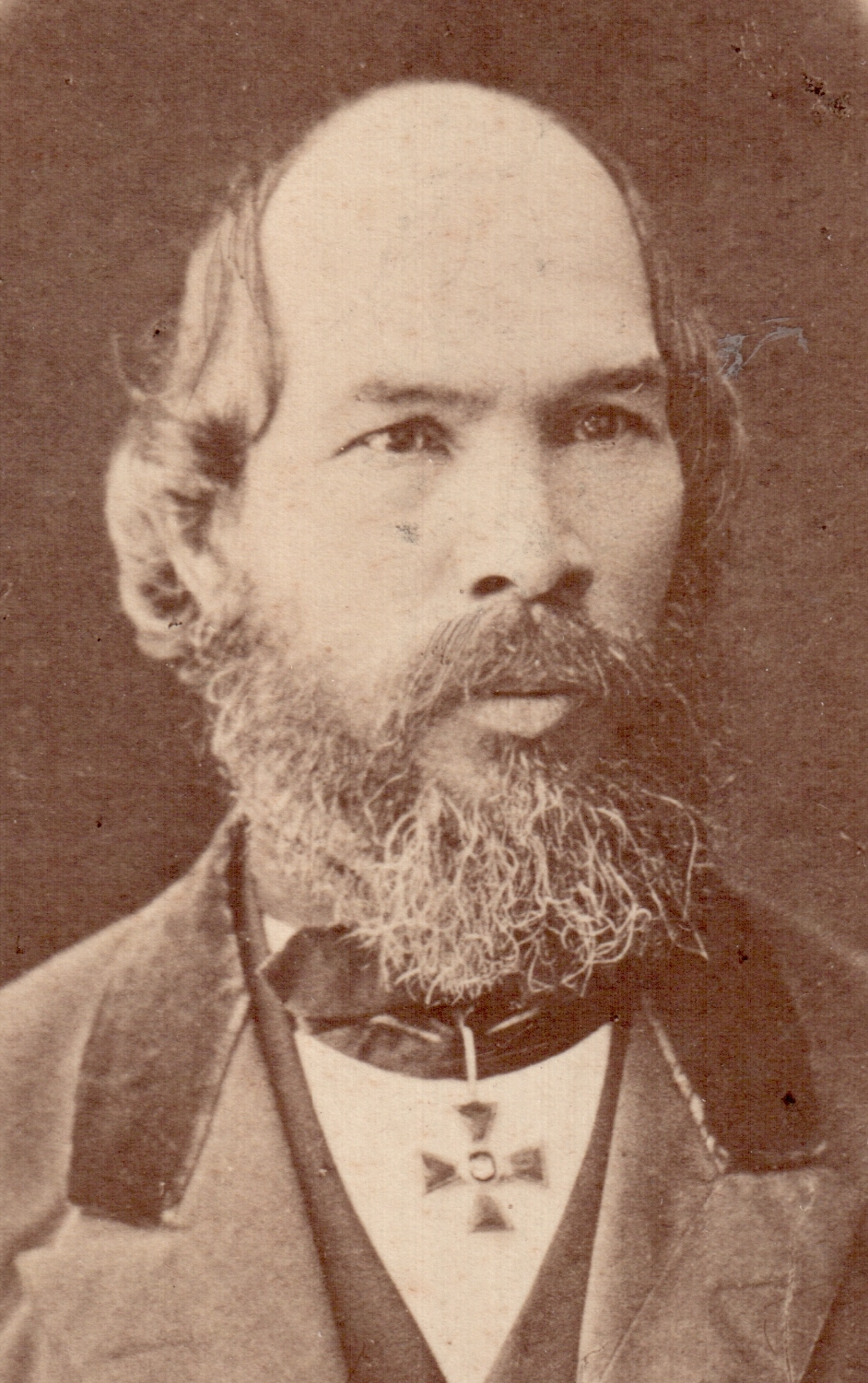
Ilja Uljanow (1831–1886), ojciec Lenina, pedagog i urzędnik carski, z Orderem Świętego Włodzimierza

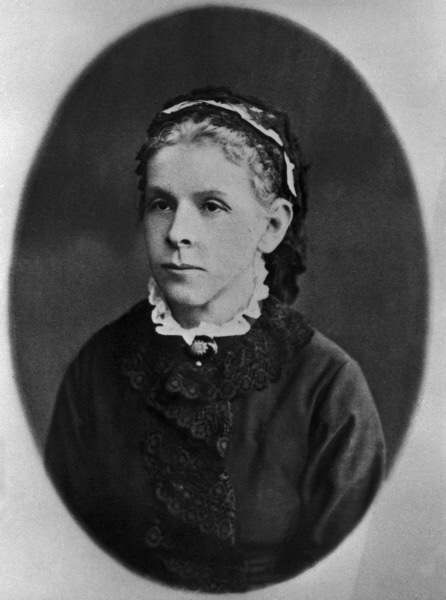
Maria Uljanowa z domu Błank (1835–1916), matka Lenina

Ojciec Lenina, Ilja Nikołajewicz Uljanow (urodzony jako Uljanin, zmienił formę nazwiska na bardziej rosyjską Uljanow), pochodził z Astrachania i był urzędnikiem carskim oraz inspektorem szkolnym guberni symbirskiej. Był on czwartym dzieckiem astrachańskiego mieszczanina Nikołaja Wasiliewicza Uljanina i znacznie młodszej od niego Anny Aleksiejewny Smirnowej. Ilja ukończył studia w dziedzinie fizyki i matematyki na Kazańskim Uniwersytecie Państwowym. Następnie pracował jako nauczyciel w Instytucie Szlacheckim w Penzie, a później został inspektorem.
Matka Lenina, Maria Aleksandrowna z domu Błank, po ojcu miała korzenie żydowskie. Ojcem Marii był doktor Izrael Moisiejewicz Błank, ukraiński Żyd pochodzący z Żytomierza. Izrael i jego brat Abel przyjęli chrześcijaństwo i imiona Aleksander Dmitrijewicz i Dmitrij Dmitrijewicz w 1820 roku, a ich ojciec Mojsze Błank ochrzcił się pod imieniem Dymitr Iwanowicz w 1844 roku. Matka Marii Aleksandrowny, Anna Iwanowna (Ioganowna) z domu Großschopf, miała pochodzenie niemiecko-szwedzkie (rodzice: Johann Gottlieb Großschopf i Anna Estedt) i była wyznania luterańskiego. Rodzice zadbali o dobre wykształcenie córki, która biegle władała językami rosyjskim, niemieckim, francuskim i angielskim oraz dobrze znała literaturę rosyjską.
Maria Błank poślubiła Ilję Uljanowa w lecie 1863 roku. Ślub odbył się w Penzie, gdzie Uljanow pracował. Krótko po ślubie Uljanow otrzymał posadę w Niżnym Nowogrodzie, w 1869 roku został inspektorem szkół ludowych w guberni symbirskiej, zaś w 1874 – ich dyrektorem. Pod jego nadzorem, w ramach rządowego projektu modernizacji szkolnictwa, powstało blisko 450 szkół. W dowód zasług w roku 1882 nadano mu Order Świętego Włodzimierza i dziedziczne szlachectwo. Uljanowowie byli monarchistami ceniącymi reformy cara Aleksandra II i liberalnymi konserwatystami wystrzegającymi się politycznego radykalizmu.
Lenin miał kilkoro rodzeństwa. Sam był trzecim dzieckiem. Wcześniej od niego urodzili się siostra Anna (1864) i brat Aleksander (1866). Młodsze od niego były natomiast siostry Olga (1871) i Maria (1878) oraz brat Dymitr (1874). Brat Nikołaj zmarł kilka dni po przyjściu na świat w roku 1873. Ilja był pobożnym wiernym Rosyjskiego Kościoła Prawosławnego i ochrzcił wszystkie swoje dzieci w tym Kościele (chrzest Włodzimierza Uljanowa odbył się krótko po jego urodzeniu w cerkwi św. Mikołaja w Symbirsku). Jego żona, Maria, była w dużej mierze obojętna wobec religii, co miało wpływ na późniejszą postawę dzieci.

#### Wywód genealogiczny
Lenin pochodził z rodziny – jak często w Rosji – o mieszanych korzeniach: żydowskich (na drzewie genealogicznym poniżej Błank), niemieckich (na drzewie Großschopf), szwedzkich (na drzewie Estedt) i rosyjsko-kałmuckich (Smirnow i Uljanow/Uljanin), a jednocześnie odziedziczył po rodzicach pochodzenie szlacheckie.
|                                           |                                           |                                           |                                           |                                           |                                           |  |  |                                |                                |                                |                                |                                |                                |                            |                            |                                       |                                       |                                       |                                       |                                       |                                       |                  |                  |                              |                              |                              |                              |                              |                              |                   |                   |                           |                           |                           |                           |                                                      |                                                      |                                                      |                                                      |                                                      |                                                      | Grigorij Uljanin            |                             |                             |                             |                             |                             |                            |                            |                            |                            |                            |                            |  |  |  |  |
|                                           |                                           |                                           |                                           |                                           |                                           |  |  |                                |                                |                                |                                |                                |                                |                            |                            |                                       |                                       |                                       |                                       |                                       |                                       |                  |                  |                              |                              |                              |                              |                              |                              |                   |                   |                           |                           |                           |                           |                                                      |                                                      |                                                      |                                                      |                                                      |                                                      |                             |                             |                             |                             |                             |                             |                            |                            |                            |                            |                            |                            |  |  |  |  |
|                                           |                                           |                                           |                                           |                                           |                                           |  |  |                                |                                |                                |                                |                                |                                |                            |                            |                                       |                                       |                                       |                                       |                                       |                                       |                  |                  |                              |                              |                              |                              |                              |                              | Łukian Smirnow    | Łukian Smirnow    | Łukian Smirnow            | Łukian Smirnow            | Łukian Smirnow            | Łukian Smirnow            |                                                      |                                                      |                                                      |                                                      |                                                      |                                                      | Nikita Uljanin (ur. 1711)   | Nikita Uljanin (ur. 1711)   | Nikita Uljanin (ur. 1711)   | Nikita Uljanin (ur. 1711)   | Nikita Uljanin (ur. 1711)   | Nikita Uljanin (ur. 1711)   |                            |                            |                            |                            |                            |                            |  |  |  |  |
|                                           |                                           |                                           |                                           |                                           |                                           |  |  |                                |                                |                                |                                |                                |                                |                            |                            |                                       |                                       |                                       |                                       |                                       |                                       |                  |                  |                              |                              |                              |                              |                              |                              | Łukian Smirnow    | Łukian Smirnow    | Łukian Smirnow            | Łukian Smirnow            | Łukian Smirnow            | Łukian Smirnow            |                                                      |                                                      |                                                      |                                                      |                                                      |                                                      | Nikita Uljanin (ur. 1711)   | Nikita Uljanin (ur. 1711)   | Nikita Uljanin (ur. 1711)   | Nikita Uljanin (ur. 1711)   | Nikita Uljanin (ur. 1711)   | Nikita Uljanin (ur. 1711)   |                            |                            |                            |                            |                            |                            |  |  |  |  |
| Dymitr (Mojżesz) Błank                    | Dymitr (Mojżesz) Błank                    | Dymitr (Mojżesz) Błank                    | Dymitr (Mojżesz) Błank                    | Dymitr (Mojżesz) Błank                    | Dymitr (Mojżesz) Błank                    |  |  |                                |                                |                                |                                | Johann Gottlieb Großschopf     | Johann Gottlieb Großschopf     | Johann Gottlieb Großschopf | Johann Gottlieb Großschopf | Johann Gottlieb Großschopf            | Johann Gottlieb Großschopf            |                                       |                                       | Anna z d. Estedt                      | Anna z d. Estedt                      | Anna z d. Estedt | Anna z d. Estedt | Anna z d. Estedt             | Anna z d. Estedt             |                              |                              |                              |                              | Aleksy Smirnow    | Aleksy Smirnow    | Aleksy Smirnow            | Aleksy Smirnow            | Aleksy Smirnow            | Aleksy Smirnow            |                                                      |                                                      |                                                      |                                                      |                                                      |                                                      | Wasyl Uljanin (ur. 1733)    | Wasyl Uljanin (ur. 1733)    | Wasyl Uljanin (ur. 1733)    | Wasyl Uljanin (ur. 1733)    | Wasyl Uljanin (ur. 1733)    | Wasyl Uljanin (ur. 1733)    |                            |                            |                            |                            |                            |                            |  |  |  |  |
| Dymitr (Mojżesz) Błank                    | Dymitr (Mojżesz) Błank                    | Dymitr (Mojżesz) Błank                    | Dymitr (Mojżesz) Błank                    | Dymitr (Mojżesz) Błank                    | Dymitr (Mojżesz) Błank                    |  |  |                                |                                |                                |                                | Johann Gottlieb Großschopf     | Johann Gottlieb Großschopf     | Johann Gottlieb Großschopf | Johann Gottlieb Großschopf | Johann Gottlieb Großschopf            | Johann Gottlieb Großschopf            |                                       |                                       | Anna z d. Estedt                      | Anna z d. Estedt                      | Anna z d. Estedt | Anna z d. Estedt | Anna z d. Estedt             | Anna z d. Estedt             |                              |                              |                              |                              | Aleksy Smirnow    | Aleksy Smirnow    | Aleksy Smirnow            | Aleksy Smirnow            | Aleksy Smirnow            | Aleksy Smirnow            |                                                      |                                                      |                                                      |                                                      |                                                      |                                                      | Wasyl Uljanin (ur. 1733)    | Wasyl Uljanin (ur. 1733)    | Wasyl Uljanin (ur. 1733)    | Wasyl Uljanin (ur. 1733)    | Wasyl Uljanin (ur. 1733)    | Wasyl Uljanin (ur. 1733)    |                            |                            |                            |                            |                            |                            |  |  |  |  |
|                                           |                                           |                                           |                                           |                                           |                                           |  |  |                                |                                |                                |                                |                                |                                |                            |                            |                                       |                                       |                                       |                                       |                                       |                                       |                  |                  |                              |                              |                              |                              |                              |                              |                   |                   |                           |                           |                           |                           |                                                      |                                                      |                                                      |                                                      |                                                      |                                                      |                             |                             |                             |                             |                             |                             |                            |                            |                            |                            |                            |                            |  |  |  |  |
| Aleksandr (Izrael) Błank (1801/1804–1870) | Aleksandr (Izrael) Błank (1801/1804–1870) | Aleksandr (Izrael) Błank (1801/1804–1870) | Aleksandr (Izrael) Błank (1801/1804–1870) | Aleksandr (Izrael) Błank (1801/1804–1870) | Aleksandr (Izrael) Błank (1801/1804–1870) |  |  |                                |                                |                                |                                |                                |                                |                            |                            | Anna z d. Großschopf (1810–1838)      | Anna z d. Großschopf (1810–1838)      | Anna z d. Großschopf (1810–1838)      | Anna z d. Großschopf (1810–1838)      | Anna z d. Großschopf (1810–1838)      | Anna z d. Großschopf (1810–1838)      |                  |                  |                              |                              |                              |                              |                              |                              | Anna z d. Smirnow | Anna z d. Smirnow | Anna z d. Smirnow         | Anna z d. Smirnow         | Anna z d. Smirnow         | Anna z d. Smirnow         |                                                      |                                                      |                                                      |                                                      |                                                      |                                                      | Mikołaj Uljanin (1770–1838) | Mikołaj Uljanin (1770–1838) | Mikołaj Uljanin (1770–1838) | Mikołaj Uljanin (1770–1838) | Mikołaj Uljanin (1770–1838) | Mikołaj Uljanin (1770–1838) |                            |                            |                            |                            |                            |                            |  |  |  |  |
| Aleksandr (Izrael) Błank (1801/1804–1870) | Aleksandr (Izrael) Błank (1801/1804–1870) | Aleksandr (Izrael) Błank (1801/1804–1870) | Aleksandr (Izrael) Błank (1801/1804–1870) | Aleksandr (Izrael) Błank (1801/1804–1870) | Aleksandr (Izrael) Błank (1801/1804–1870) |  |  |                                |                                |                                |                                |                                |                                |                            |                            | Anna z d. Großschopf (1810–1838)      | Anna z d. Großschopf (1810–1838)      | Anna z d. Großschopf (1810–1838)      | Anna z d. Großschopf (1810–1838)      | Anna z d. Großschopf (1810–1838)      | Anna z d. Großschopf (1810–1838)      |                  |                  |                              |                              |                              |                              |                              |                              | Anna z d. Smirnow | Anna z d. Smirnow | Anna z d. Smirnow         | Anna z d. Smirnow         | Anna z d. Smirnow         | Anna z d. Smirnow         |                                                      |                                                      |                                                      |                                                      |                                                      |                                                      | Mikołaj Uljanin (1770–1838) | Mikołaj Uljanin (1770–1838) | Mikołaj Uljanin (1770–1838) | Mikołaj Uljanin (1770–1838) | Mikołaj Uljanin (1770–1838) | Mikołaj Uljanin (1770–1838) |                            |                            |                            |                            |                            |                            |  |  |  |  |
|                                           |                                           |                                           |                                           |                                           |                                           |  |  |                                |                                |                                |                                |                                |                                |                            |                            |                                       |                                       |                                       |                                       |                                       |                                       |                  |                  |                              |                              |                              |                              |                              |                              |                   |                   |                           |                           |                           |                           |                                                      |                                                      |                                                      |                                                      |                                                      |                                                      |                             |                             |                             |                             |                             |                             |                            |                            |                            |                            |                            |                            |  |  |  |  |
|                                           |                                           |                                           |                                           |                                           |                                           |  |  | Maria z d. Błank (1835–1916)   | Maria z d. Błank (1835–1916)   | Maria z d. Błank (1835–1916)   | Maria z d. Błank (1835–1916)   | Maria z d. Błank (1835–1916)   | Maria z d. Błank (1835–1916)   |                            |                            |                                       |                                       |                                       |                                       |                                       |                                       |                  |                  |                              |                              |                              |                              |                              |                              |                   |                   |                           |                           |                           |                           | Ilja (Eliasz) Uljanow (ur. jako Uljanin) (1831–1886) | Ilja (Eliasz) Uljanow (ur. jako Uljanin) (1831–1886) | Ilja (Eliasz) Uljanow (ur. jako Uljanin) (1831–1886) | Ilja (Eliasz) Uljanow (ur. jako Uljanin) (1831–1886) | Ilja (Eliasz) Uljanow (ur. jako Uljanin) (1831–1886) | Ilja (Eliasz) Uljanow (ur. jako Uljanin) (1831–1886) |                             |                             |                             |                             |                             |                             |                            |                            |                            |                            |                            |                            |  |  |  |  |
|                                           |                                           |                                           |                                           |                                           |                                           |  |  | Maria z d. Błank (1835–1916)   | Maria z d. Błank (1835–1916)   | Maria z d. Błank (1835–1916)   | Maria z d. Błank (1835–1916)   | Maria z d. Błank (1835–1916)   | Maria z d. Błank (1835–1916)   |                            |                            |                                       |                                       |                                       |                                       |                                       |                                       |                  |                  |                              |                              |                              |                              |                              |                              |                   |                   |                           |                           |                           |                           | Ilja (Eliasz) Uljanow (ur. jako Uljanin) (1831–1886) | Ilja (Eliasz) Uljanow (ur. jako Uljanin) (1831–1886) | Ilja (Eliasz) Uljanow (ur. jako Uljanin) (1831–1886) | Ilja (Eliasz) Uljanow (ur. jako Uljanin) (1831–1886) | Ilja (Eliasz) Uljanow (ur. jako Uljanin) (1831–1886) | Ilja (Eliasz) Uljanow (ur. jako Uljanin) (1831–1886) |                             |                             |                             |                             |                             |                             |                            |                            |                            |                            |                            |                            |  |  |  |  |
|                                           |                                           |                                           |                                           |                                           |                                           |  |  |                                |                                |                                |                                |                                |                                |                            |                            |                                       |                                       |                                       |                                       |                                       |                                       |                  |                  |                              |                              |                              |                              |                              |                              |                   |                   |                           |                           |                           |                           |                                                      |                                                      |                                                      |                                                      |                                                      |                                                      |                             |                             |                             |                             |                             |                             |                            |                            |                            |                            |                            |                            |  |  |  |  |
|                                           |                                           |                                           |                                           |                                           |                                           |  |  |                                |                                |                                |                                |                                |                                |                            |                            |                                       |                                       |                                       |                                       |                                       |                                       |                  |                  |                              |                              |                              |                              |                              |                              |                   |                   |                           |                           |                           |                           |                                                      |                                                      |                                                      |                                                      |                                                      |                                                      |                             |                             |                             |                             |                             |                             |                            |                            |                            |                            |                            |                            |  |  |  |  |
| Anna Jelizarowa-Uljanowa (1864–1935)      | Anna Jelizarowa-Uljanowa (1864–1935)      | Anna Jelizarowa-Uljanowa (1864–1935)      | Anna Jelizarowa-Uljanowa (1864–1935)      | Anna Jelizarowa-Uljanowa (1864–1935)      | Anna Jelizarowa-Uljanowa (1864–1935)      |  |  | Aleksander Uljanow (1866–1887) | Aleksander Uljanow (1866–1887) | Aleksander Uljanow (1866–1887) | Aleksander Uljanow (1866–1887) | Aleksander Uljanow (1866–1887) | Aleksander Uljanow (1866–1887) |                            |                            | Włodzimierz Uljanow Lenin (1870–1924) | Włodzimierz Uljanow Lenin (1870–1924) | Włodzimierz Uljanow Lenin (1870–1924) | Włodzimierz Uljanow Lenin (1870–1924) | Włodzimierz Uljanow Lenin (1870–1924) | Włodzimierz Uljanow Lenin (1870–1924) |                  |                  | Nadieżda Krupska (1869–1939) | Nadieżda Krupska (1869–1939) | Nadieżda Krupska (1869–1939) | Nadieżda Krupska (1869–1939) | Nadieżda Krupska (1869–1939) | Nadieżda Krupska (1869–1939) |                   |                   | Olga Uljanowa (1871–1891) | Olga Uljanowa (1871–1891) | Olga Uljanowa (1871–1891) | Olga Uljanowa (1871–1891) | Olga Uljanowa (1871–1891)                            | Olga Uljanowa (1871–1891)                            |                                                      |                                                      | Dymitr Uljanow (1874–1943)                           | Dymitr Uljanow (1874–1943)                           | Dymitr Uljanow (1874–1943)  | Dymitr Uljanow (1874–1943)  | Dymitr Uljanow (1874–1943)  | Dymitr Uljanow (1874–1943)  |                             |                             | Maria Uljanowa (1878–1937) | Maria Uljanowa (1878–1937) | Maria Uljanowa (1878–1937) | Maria Uljanowa (1878–1937) | Maria Uljanowa (1878–1937) | Maria Uljanowa (1878–1937) |  |  |  |  |
| Anna Jelizarowa-Uljanowa (1864–1935)      | Anna Jelizarowa-Uljanowa (1864–1935)      | Anna Jelizarowa-Uljanowa (1864–1935)      | Anna Jelizarowa-Uljanowa (1864–1935)      | Anna Jelizarowa-Uljanowa (1864–1935)      | Anna Jelizarowa-Uljanowa (1864–1935)      |  |  | Aleksander Uljanow (1866–1887) | Aleksander Uljanow (1866–1887) | Aleksander Uljanow (1866–1887) | Aleksander Uljanow (1866–1887) | Aleksander Uljanow (1866–1887) | Aleksander Uljanow (1866–1887) |                            |                            | Włodzimierz Uljanow Lenin (1870–1924) | Włodzimierz Uljanow Lenin (1870–1924) | Włodzimierz Uljanow Lenin (1870–1924) | Włodzimierz Uljanow Lenin (1870–1924) | Włodzimierz Uljanow Lenin (1870–1924) | Włodzimierz Uljanow Lenin (1870–1924) |                  |                  | Nadieżda Krupska (1869–1939) | Nadieżda Krupska (1869–1939) | Nadieżda Krupska (1869–1939) | Nadieżda Krupska (1869–1939) | Nadieżda Krupska (1869–1939) | Nadieżda Krupska (1869–1939) |                   |                   | Olga Uljanowa (1871–1891) | Olga Uljanowa (1871–1891) | Olga Uljanowa (1871–1891) | Olga Uljanowa (1871–1891) | Olga Uljanowa (1871–1891)                            | Olga Uljanowa (1871–1891)                            |                                                      |                                                      | Dymitr Uljanow (1874–1943)                           | Dymitr Uljanow (1874–1943)                           | Dymitr Uljanow (1874–1943)  | Dymitr Uljanow (1874–1943)  | Dymitr Uljanow (1874–1943)  | Dymitr Uljanow (1874–1943)  |                             |                             | Maria Uljanowa (1878–1937) | Maria Uljanowa (1878–1937) | Maria Uljanowa (1878–1937) | Maria Uljanowa (1878–1937) | Maria Uljanowa (1878–1937) | Maria Uljanowa (1878–1937) |  |  |  |  |
|                                           |                                           |                                           |                                           |                                           |                                           |  |  |                                |                                |                                |                                |                                |                                |                            |                            |                                       |                                       |                                       |                                       |                                       |                                       |                  |                  |                              |                              |                              |                              |                              |                              |                   |                   |                           |                           |                           |                           |                                                      |                                                      |                                                      |                                                      |                                                      |                                                      |                             |                             |                             |                             |                             |                             |                            |                            |                            |                            |                            |                            |  |  |  |  |
|                                           |                                           |                                           |                                           |                                           |                                           |  |  |                                |                                |                                |                                |                                |                                |                            |                            |                                       |                                       |                                       |                                       |                                       |                                       |                  |                  |                              |                              |                              |                              |                              |                              |                   |                   |                           |                           |                           |                           |                                                      |                                                      |                                                      |                                                      | Olga Uljanowa (1922–2011)                            |                                                      |                             |                             |                             |                             |                             |                             |                            |                            |                            |                            |                            |                            |  |  |  |  |

#### Okres dzieciństwa i lata młodzieńcze (1870–1887)

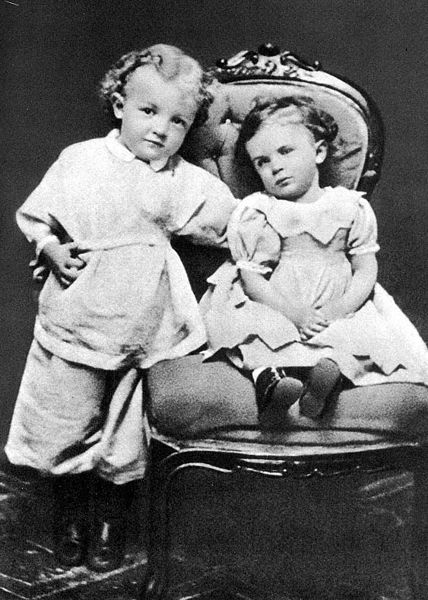
Władimir Uljanow (po lewej) w wieku trzech lat

Władimir Uljanow urodził się 22 kwietnia 1870 roku w Symbirsku. W chwili jego urodzin miasto to liczyło 43 tysiące mieszkańców (wówczas 57,5% zamieszkujących stanowili mieszczanie, a pozostałymi mieszkańcami byli chłopi, wojskowi, a w mniejszym stopniu szlachta). W mieście występowały liczne mniejszości Czuwaszów i Tatarów. Od wczesnego dzieciństwa wraz z kuzynostwem na okres letni opuszczał dom przy ulicy Moskiewskiej w Symbirsku i jeździł na wakacje do majątku Kokuszkino. Spośród rodzeństwa najbliższe relacje łączyły go z o rok młodszą Olgą. Większość wolnego czasu jako zapalony sportowiec spędzał na świeżym powietrzu. Chętnie grał również w szachy. Uczył się w gimnazjum klasycznym w Symbirsku, gdzie uzyskiwał bardzo wysokie wyniki w nauce. W tym czasie udzielał korepetycji w zakresie łaciny innemu uczniowi, Czuwaszowi z pochodzenia, oraz pomagał w nauce tego przedmiotu swojej starszej siostrze.
12 stycznia 1886 Ilja Uljanow zmarł z powodu wylewu krwi do mózgu. Władimir Uljanow miał wówczas 15 lat. Śmierć ojca mocno nim wstrząsnęła. W rezultacie zaczął zachowywać się w konfrontacyjny sposób. M.in. zadeklarował się jako ateista.
W tym czasie starszy brat Włodzimierza, Aleksandr, zaczął działać w rosyjskim ruchu rewolucyjnym. Aleksandr studiował biologię na Petersburskim Uniwersytecie Państwowym. W 1885 otrzymał złoty medal za dysertację, na jej podstawie został również przyjęty do uczelnianego Towarzystwa Naukowo-Literackiego. Brał udział w agitacji przeciwko monarchii absolutnej cara Aleksandra III, czytał zakazane przez rząd prace lewicowych autorów – Karla Marksa, Nikołaja Czernyszewskiego, Dmitrija Pisariewa, Nikołaja Dobrolubowa. Pod ich wpływem wstąpił do socjalistycznej organizacji spiskowej, przygotowującej zamach na cara; sam zajmował się konstruowaniem bomby. Do zamachu nie doszło, gdyż policja wykryła spisek i aresztowała jego autorów. 25 kwietnia 1887 roku Aleksandr został skazany na śmierć przez powieszenie. Wyrok wykonano 8 maja. Według Wołkogonowa było to dla Lenina traumatyczne przeżycie. Mimo to kontynuował naukę, kończąc szkołę ze złotym medalem i pochwałą dyrektora szkoły Fiodora Kiereńskiego (prywatnie ojca przyszłego premiera Aleksandra Kiereńskiego). Pipes twierdzi natomiast, że egzekucja brata nie wpłynęła znacząco na postępowanie Włodzimierza, który w tym czasie nie interesował się polityką, a ze starszym bratem nie pozostawał w dobrych relacjach. W 1887 stawił się przed wojskową komisją poborową, gdzie zarejestrowano go jako osobę podlegającą obowiązkowej służbie w armii. Zgodnie z ówczesnym prawem, jako najstarszy syn wdowy i potencjalny żywiciel rodziny został jednak zwolniony z obowiązku odbycia służby wojskowej. Edukację kontynuował na studiach prawniczych na Uniwersytecie Kazańskim.

#### Studia i zwrot w stronę politycznego radykalizmu (1887–1893)

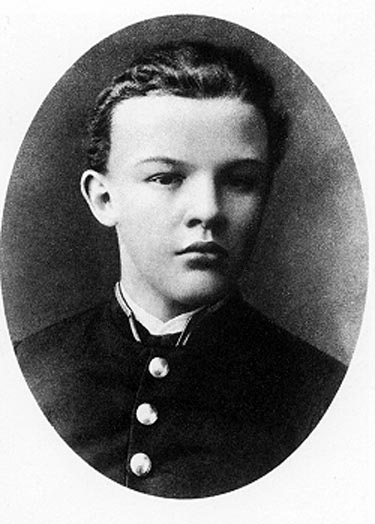
Lenin, ok. 1887

W 1887 roku rozpoczął studia prawnicze Uniwersytetu Kazańskiego. Po przeprowadzce Włodzimierza do Kazania, rodzina Uljanowów opuściła dom, przeznaczając go na wynajem, i przeniosła się do mieszkania. Na studiach zainteresował się radykalnymi ideami wyznawanymi przez straconego brata. W Kazaniu nawiązał kontakt z komórką rewolucyjną prowadzoną przez agrarnego socjalistę Łazara Bogoraza, która stawiała sobie za cel odrodzenie Narodnej Woli. Należał ponadto do nielegalnego ziomkostwa skupiającego osoby pochodzące spoza Kazania, z Symbirska i Samary. 4 grudnia wziął udział w demonstracji, żądając zniesienia statutu z 1884 roku, który delegalizował stowarzyszenia studenckie. Wraz z setką innych protestujących został aresztowany przez policję. Areszt poskutkował wydaleniem go z uniwersytetu i umieszczeniem (z nakazu Ministerstwa Spraw Wewnętrznych) pod nadzorem policyjnym w Kukuszkinie. W trakcie pobytu na wsi m.in. przeczytał książkę Nikołaja Czernyszewskiego Co robić?, która wywarła na nim ogromne wrażenie. Matka, która nie popierała jego radykalnych poglądów, namówiła go we wrześniu 1888 roku, aby napisał do Ministerstwa Spraw Wewnętrznych prośbę o umożliwienie mu studiowania na zagranicznej uczelni. Ministerstwo odmówiło mu, jednak pozwoliło na jego powrót do Kazania, gdzie zamieszkał wraz z matką i bratem Dmitrijem.
Po powtórnej przeprowadzce do Kazania dołączył do kółka rewolucyjnego M. Czetwiergowej i tam zapoznał się z Kapitałem Karla Marksa. Dzieło wywarło na nim duże wrażenie, w efekcie czego Lenin bardziej zainteresował się marksizmem. Matka Lenina, niechętna wobec jego poglądów, nabyła posiadłość w małej wsi Ałakajewka w obwodzie samarskim, znanej z twórczości Gleba Uspienskiego, którego Lenin był wielkim admiratorem. Maria Uljanowa miała nadzieję, że jej syn zainteresuje się rolnictwem. Ten nie okazał jednak zainteresowania prowadzeniem gospodarstwa, w rezultacie czego miejscowi chłopi okradali majątek ze sprzętu i zwierząt. Kradzieże doprowadziły do jego sprzedaży.

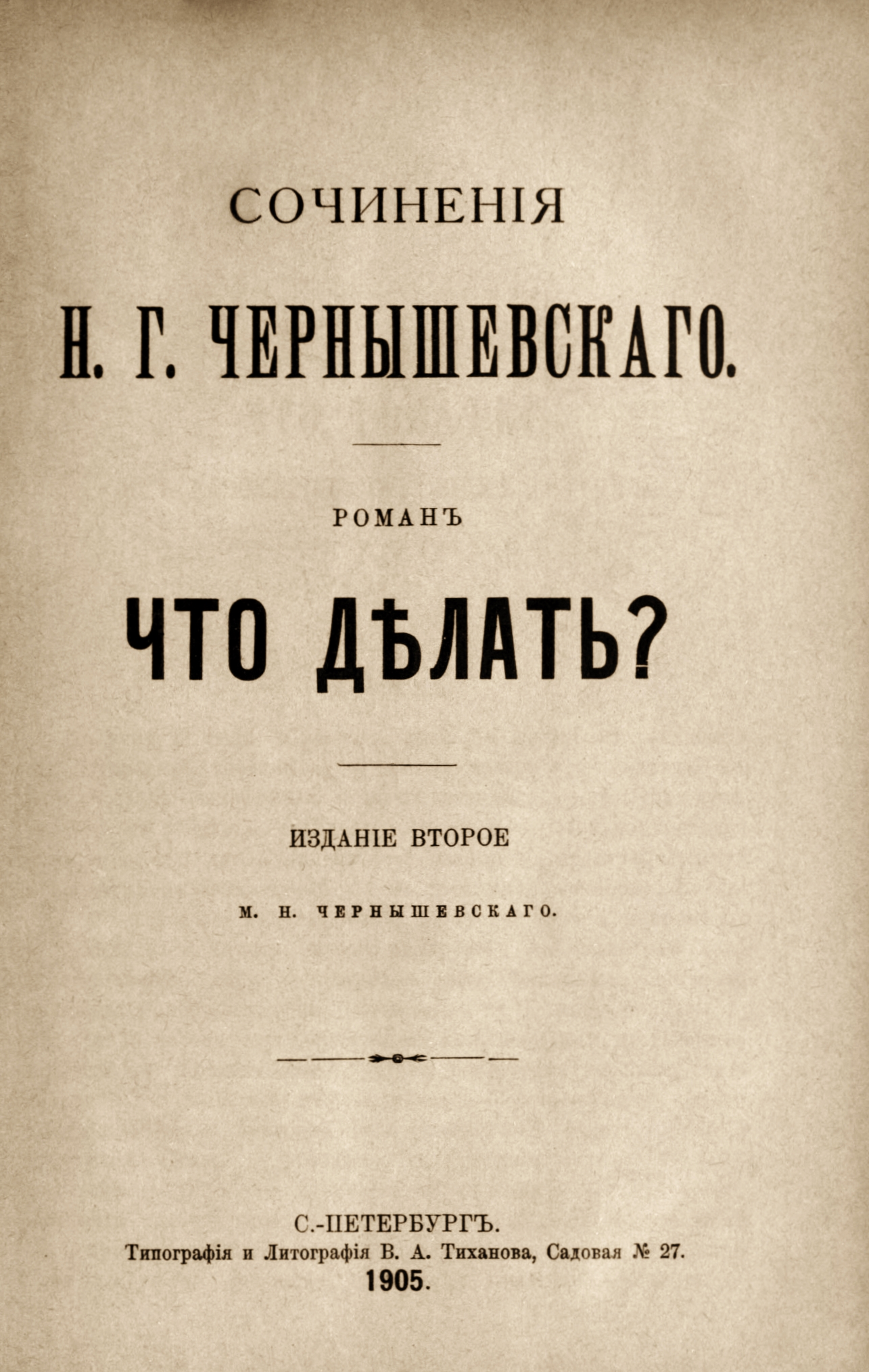
Powieść Nikołaja Czernyszewskiego Co robić?, która ukształtowała poglądy Lenina

W zimie 1889 roku Lenin z matką przenieśli się do Samary. Lenin poznał tam rosyjskich zesłańców i dołączył do lokalnego marksistowskiego kółka dyskusyjnego prowadzonego przez Aleksieja Sklarienkę. Razem z liderem kółka przetłumaczył na język rosyjski Manifest komunistyczny K. Marksa i F. Engelsa. Poznał pisma rosyjskiego marksisty Gieorgija Plechanowa, założyciela ruchu Czornyj Pieriedieł. Lenin zgodził się z tezą Plechanowa, zakładającą, że Rosja przechodzi z feudalizmu do kapitalizmu. Stawał się coraz bardziej sceptyczny wobec skuteczności taktyki polegającej na organizacji akcji bojowych i zamachów. Pogląd ten wyraził w trakcie debaty z przedstawicielem Narodnej Woli w grudniu 1889 roku. Pomimo coraz większej niechęci wobec narodników zaprzyjaźnił się z kilkoma z nich, w 1893 roku zostając nawet ojcem chrzestnym córki jednego z działaczy ruchu, Apołłona Szuchta.
W maju 1890 roku matka Lenina zdołała przekonać władze do wydania mu zgody na ukończenie studiów w trybie eksternistycznym. Lenin zdał w tym trybie egzaminy na Uniwersytecie Petersburskim, uzyskując dyplom ukończenia studiów I stopnia. W tym samym czasie zmarła na tyfus jego siostra Olga. Włodzimierz Uljanow mieszkał przez kolejne kilka lat w Samarze. Tam w styczniu 1892 roku został zatrudniony jako asystent prawny w sądzie okręgowym. Następnie otworzył samodzielną praktykę prawniczą. Był zaangażowany głównie w prowadzenie sporów pomiędzy chłopami i rzemieślnikami. Wiele wolnego czasu poświęcał na działalność polityczną w radykalnych organizacjach. Nadal należał do kółka Sklarienki, rozważając możliwość wdrażania idei marksistowskich w Rosji. Zainspirowany pracami Plechanowa, zaczął zbierać informacje na temat społeczeństwa rosyjskiego, by na ich podstawie udowodnić słuszność marksistowskiego modelu rozwoju społeczeństw. Coraz bardziej zdecydowanie odrzucał poglądy narodnickie. Na wiosnę 1893 roku napisał artykuł poświęcony przemianom gospodarczym w życiu chłopów i starał się o jego publikację w liberalnym dzienniku „Myśl Rosyjska”, który jednak odrzucił tekst. Tekst ten opublikowano dopiero w roku 1927. Jesienią tego samego roku napisał kolejny artykuł – O tak zwanej kwestii rynku, w którym krytykował rosyjskiego ekonomistę Giermana Krasina.

### Działalność rewolucyjna

#### Pobyt w Petersburgu i wizyta za granicą (1893–1895)

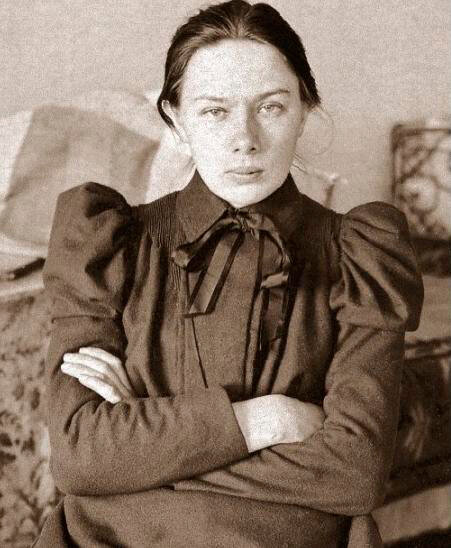
Nadieżda Krupska, żona Lenina

Jesienią 1893 roku Uljanow przeniósł się do Petersburga. Zamieszkał we własnym mieszkaniu. Zatrudnił się jako asystent prawnika, jednocześnie potajemnie działając w komórce rewolucyjnej S. Radczenki. Jej członkami byli głównie studenci Politechniki petersburskiej. Kółko skupiało marksistów, którzy jednak określali siebie jako socjaldemokratów, od nazwy Socjaldemokratycznej Partii Niemiec. Członkowie grupy byli pod wrażeniem bardzo rozległej wiedzy Uljanowa, stąd stał się on nieformalnym liderem komórki. Po dyskusji z marksistowskim teoretykiem Wasilijem Woroncowem na tajnym spotkaniu w styczniu 1894 roku zwrócił na siebie uwagę szpiegów policyjnych. W celu pozyskania środków na rozwój rosyjskiego ruchu marksistowskiego, Lenin skontaktował się z Piotrem Struwe, który był wówczas jego sympatykiem. Liczył na to, że Struwe jako majętny człowiek, pomoże mu w publikacji literatury i uruchomieniu komórek rewolucyjnych w ośrodkach przemysłowych w Rosji. W tym samym czasie Lenin zaprzyjaźnił się z Julijem Martowem, rosyjskim marksistą pochodzenia żydowskiego.
W Petersburgu Lenin związał się z nauczycielką, marksistką Nadieżdą Krupską, córką oficera polskiego pochodzenia. Do jesieni 1894 roku uruchomił rewolucyjne koło robotnicze. Jego dwugodzinne spotkania odbywały się co niedzielę. Wśród robotników znany był pod pseudonimem Nikołaj Pietrowicz. Był też pieszczotliwie nazywany Starik, czyli staruszek. Skrupulatnie zacierał ślady prowadzonej działalności, wiedząc o tym, że szpiedzy policyjni próbowali infiltrować ruch rewolucyjny. W tym czasie napisał pierwszy traktat polityczny pt. Kto to są „przyjaciele ludu” i jak oni walczą przeciwko socjaldemokratom?. Był on w dużej mierze oparty na jego doświadczeniach z Samary. Materiał został nielegalnie wydrukowany i rozpropagowany w około 200 egzemplarzach.
Mimo że wówczas znajdował się pod wpływem poglądów agrarnego socjalisty Piotra Tkaczowa, wraz z socjaldemokratami starł się z wywodzącą z ruchu narodnickiego Partią Socjalistów-Rewolucjonistów. Partia Socjalistów-Rewolucjonistów opowiadała się za socjalizmem narodnickim i podkreślała rolę chłopstwa w rewolucji (w 1881 roku w Rosji było 75 milionów chłopów i zaledwie milion proletariuszy miejskich). Tezy eserowców były więc sprzeczne z marksistowskim poglądem zakładającym, że to klasa robotnicza jest główną siłą rewolucyjną.
Lenin miał nadzieję na nawiązanie stałej współpracy z emigracyjną organizacją Wyzwolenia Pracy, założoną w Genewie przez Plechanowa i innych marksistów-emigrantów z Rosji w 1883 roku. Udał się do Szwajcarii na spotkanie z Plechanowem, który do rosyjskiej socjaldemokracji odnosił się ogólnie pozytywnie, skrytykował ją jednak za ignorowanie roli burżuazji w procesie rewolucji antycarskiej. W trakcie podróży do Zurychu zaprzyjaźnił się z innym członkiem Wyzwolenia Pracy, Pawłem Akselrodem. Po wizycie w Szwajcarii odwiedził Paryż, gdzie spotkał się z Paulem Lafargue i badał historię Komuny Paryskiej. W tym zrywie rewolucyjnym widział wczesny prototyp rządu proletariackiego. Jego podróż sfinansowała matka. Z Francji Lenin udał się do Szwajcarii, gdzie przebywał przez sześć tygodni w uzdrowisku, a następnie udał się do Berlina, gdzie spędził sześć tygodni. W stolicy Niemiec poznał Wilhelma Liebknechta i prowadził samodzielne studia w Staatsbibliothek. Wracając do Rosji, zabrał ze sobą nielegalną literaturę rewolucyjną i odwiedził różne miasta w Rosji (m.in. Petersburg, gdzie rozdawał pisma rewolucyjne strajkującym robotnikom); zdawał sobie przy tym sprawę, że jest śledzony przez policję. Wziął udział w redagowaniu pisma „Sprawa Robotnicza” i wraz z czterdziestoma innymi zaangażowanymi w to działaczami został aresztowany w nocy przed wydaniem jego pierwszego numeru, a następnie oskarżony o działalność wywrotową.

#### Zesłanie na Syberię (1895–1900)

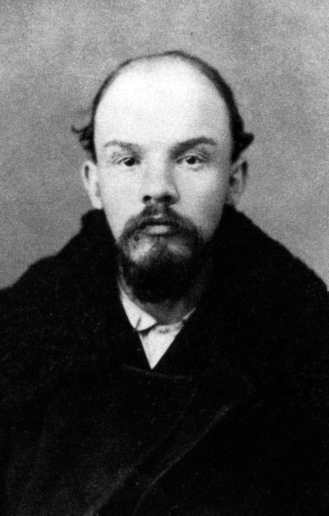
Zdjęcie Lenina z carskiej kartoteki policyjnej, grudzień 1895

W trakcie wytoczonego mu procesu odmówiono mu reprezentacji prawnej. Podsądny nie przyznał się do winy. Choć rodzina zaproponowała sądowi wpłacenie kaucji, ten odmówił i osadził go przed skazaniem na rok w areszcie. W trakcie pobytu w więzieniu zachował łączność ze współpracownikami, którzy przemycali do niego wiadomości. W areszcie zajmował się m.in. pisaniem na temat rewolucyjnego potencjału klasy robotniczej. Jego zdaniem rozwój przemysłu i kapitalizmu w Rosji doprowadził do masowych migracji chłopów do miast. Utrzymywał, że tak powstały rosyjski proletariat zyskał już świadomość klasową i drogą rewolucyjną obali rządy arystokracji i burżuazji. Do lipca 1896 roku skończył Projekt i wyjaśnienie programu partii socjaldemokratycznej i rozpoczął pracę nad książką Rozwój kapitalizmu w Rosji.
Bez formalnego wyroku został skazany na trzyletnie osiedlenie na wschodniej Syberii. W lutym 1897 roku pozwolono mu na kilkudniowy pobyt w Sankt Petersburgu, by uporządkował swoje sprawy; Lenin spotkał się wówczas z innymi rewolucjonistami. Jego komórka rewolucyjna przekształciła się w Związek Walki o Wyzwolenie Klasy Robotniczej. Wielu jej działaczy, wywodzących się z inteligencji, zostało uwięzionych, toteż ich miejsce w ruchu zajęli robotnicy. Spotkało się to z ostrożnym poparciem Lenina, ale wywołało też wewnętrzne podziały. Pod jego nieobecność w latach 1896–1897 w Sankt Petersburgu miała miejsce popierana przez marksistów fala strajków. Lenin bardzo żałował, że nie mógł uczestniczyć w tych wydarzeniach, które w jego ocenie potwierdzały formułowane przez niego prognozy. Jego podróż na Syberię trwała 11 tygodni; przez część trasy towarzyszyły mu matka i siostry. Uważany przez władzę za niezbyt niebezpiecznego, został zesłany do Szuszenskoje w rejonie minusińskim. Wynajmował pokój w chłopskiej chacie, pozostawał pod stałym nadzorem policji. Nie przeszkodziło mu to jednak w korespondowaniu z innymi działaczami antyrządowymi, którzy nawet odwiedzali go w miejscu zesłania. Lenin przyznawał, że Szuszenskoje „nie jest złym miejscem”.

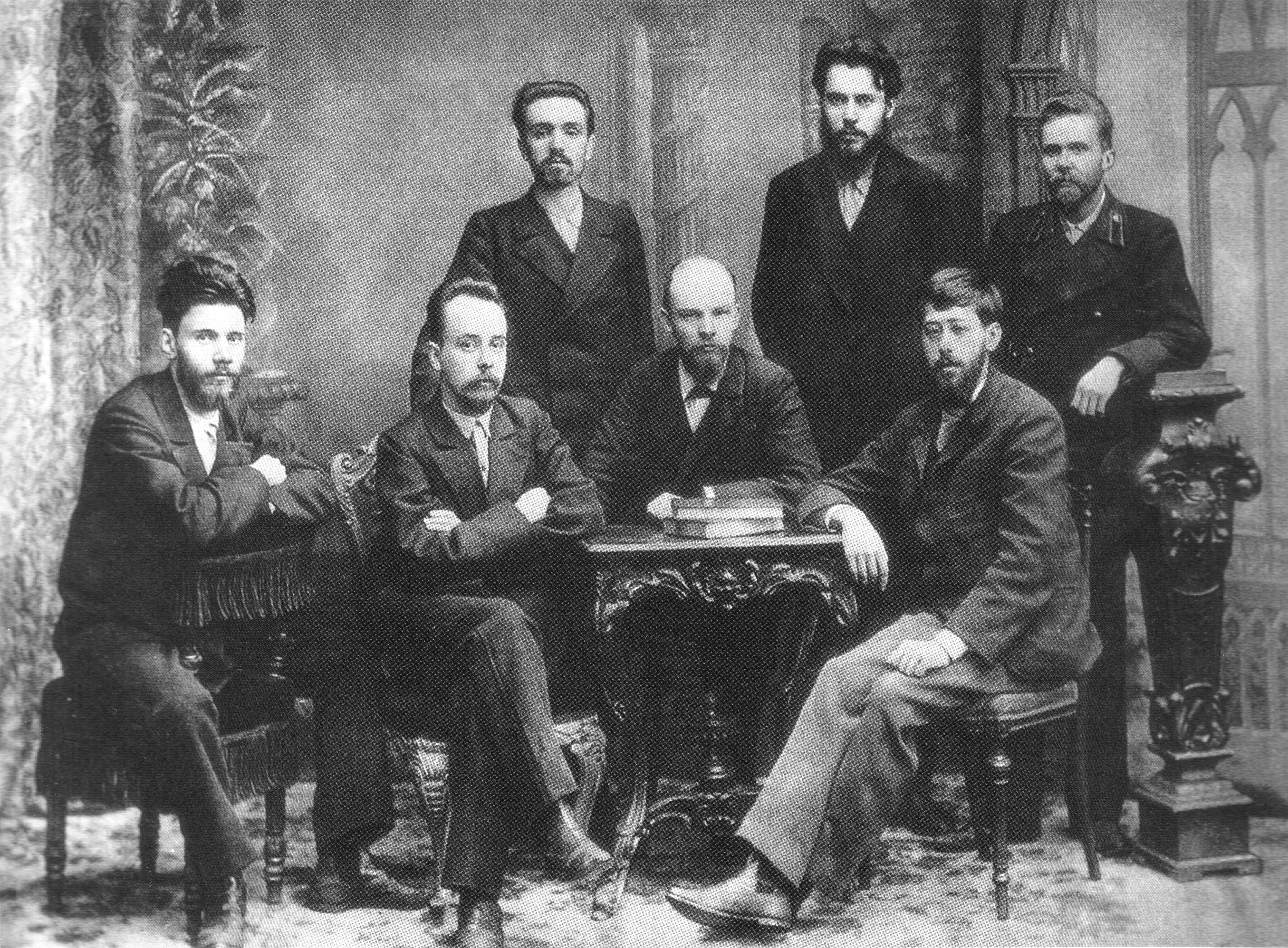
Lenin z członkami Związku Walki o Wyzwolenie Klasy Robotniczej, 1897. Obok Lenina siedzą Gleb Krżyżanowski i Lew Martow

W maju 1898 roku dołączyła do niego jego partnerka Nadieżda Krupska, która w sierpniu 1896 roku została aresztowana za zorganizowanie strajku. Początkowo trafiła do Ufy, przekonała jednak władze do przenosin, twierdząc, że była z Leninem zaręczona. 10 lipca 1898 roku para wzięła ślub w cerkwi. Na wygnaniu Lenin i Krupska przetłumaczyli na język rosyjski pracę The History of Trade Unionism (1894) autorstwa Sidneya i Beatrice Webb; pracę przy przekładzie zdobył dla nich Struwe. Lenin na tyle, na ile mógł, obserwował na bieżąco wydarzenia w niemieckim marksizmie, w którym doszło do ideologicznego podziału. Rewizjoniści, tacy jak Eduard Bernstein, działali na rzecz dążenia do socjalizmu drogą pokojową, poprzez starty partii socjaldemokratycznych w wyborach. Takie poglądy były krytykowane przez Lenina, który pozostał zwolennikiem taktyki rewolucyjnej. Swoje antyrewizjonistyczne tezy przedstawił w Proteście rosyjskich socjaldemokratów. Pozostawał krytyczny wobec „ekonomistów” – członków socjaldemokracji działających na rzecz doraźnych reform gospodarczych, niosących poprawę sytuacji pracowników, a nie na rzecz rewolucji społeczno-politycznej. W 1899 roku zakończył prace nad książką Rozwój kapitalizmu w Rosji. Była to jego jak dotąd najbardziej obszerna praca. Zawarł w niej dobrze udokumentowaną polemikę z poglądami eserowców oraz marksistowską analizę rozwoju gospodarczego Rosji. Książka została opublikowana pod pseudonimem „Włodzimierz Ilin”. Bezpośrednio po publikacji dzieło to zostało źle odebrane i zyskało słabe recenzje.

#### Monachium, Londyn i Genewa (1900–1905)

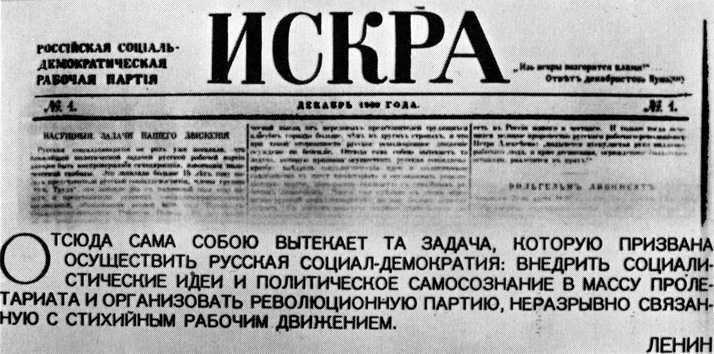
Gazeta Iskra, organ założonej w 1898 roku Socjaldemokratycznej Partii Robotniczej Rosji

Jako były zesłaniec Lenin nie mógł wrócić do Sankt Petersburga, a jego żona nadal odbywała karę i pozostawała w Ufie. W tej sytuacji Lenin zamieszkał w Pskowie. Uljanow i Struwe podjęli zbiórkę funduszy na wydawanie gazety „Iskra”, która miała być oficjalnym organem nowo utworzonej Socjaldemokratycznej Partii Robotniczej Rosji. Po wizycie u żony pod koniec lipca Lenin opuścił Rosję i wyjechał do Europy Zachodniej. Wyjechał z Rosji korzystając z paszportu na nazwisko Nikołaj Lenin, należącego do sędziwego właściciela ziemskiego z Wołogdy, ojca Olgi Nikołajeweny Leninej, współpracownicy Krupskiej w Ufie (Nikołaj Lenin zmarł w 1902 roku). Odtąd Uljanow używał nazwiska Lenin jako pseudonimu.
W Szwajcarii i Niemczech spotkał się z Akselrodem, Plechanowem i Potriesowem. 24 sierpnia wziął udział w konferencji rosyjskich marksistów w Corsier w Szwajcarii; jej uczestnicy dyskutowali o pracy „Iskry”. W czasie debaty razem z Potriesowem zraził się do Plechanowa, jego antysemickich poglądów i władczego charakteru. Uczestnicy konferencji zdecydowali, że gazeta będzie drukowana w Monachium. Tam też Uljanow przeniósł się we wrześniu. Pierwszy numer ukazał się 24 grudnia 1900 i zawierał artykuł autorstwa Lenina, w którym krytykował interwencję przeciwko chińskiemu powstaniu bokserów. Druga publikacja SDPRR – Brzask – ukazała się po raz pierwszy w marcu 1901 roku, jednak pismo Lenina okazało się o wiele bardziej popularne. Przemycane do Rosji okazało się najbardziej poczytną podziemną gazetą rosyjską od 50 lat. Wydawnictwo zawierało artykuły autorstw Polki Róży Luksemburg, Niemca pochodzenia czeskiego Karla Kautsky’ego czy młodego rosyjskiego marksisty Lwa Trockiego, który został współpracownikiem Lenina na jesieni 1902 roku.

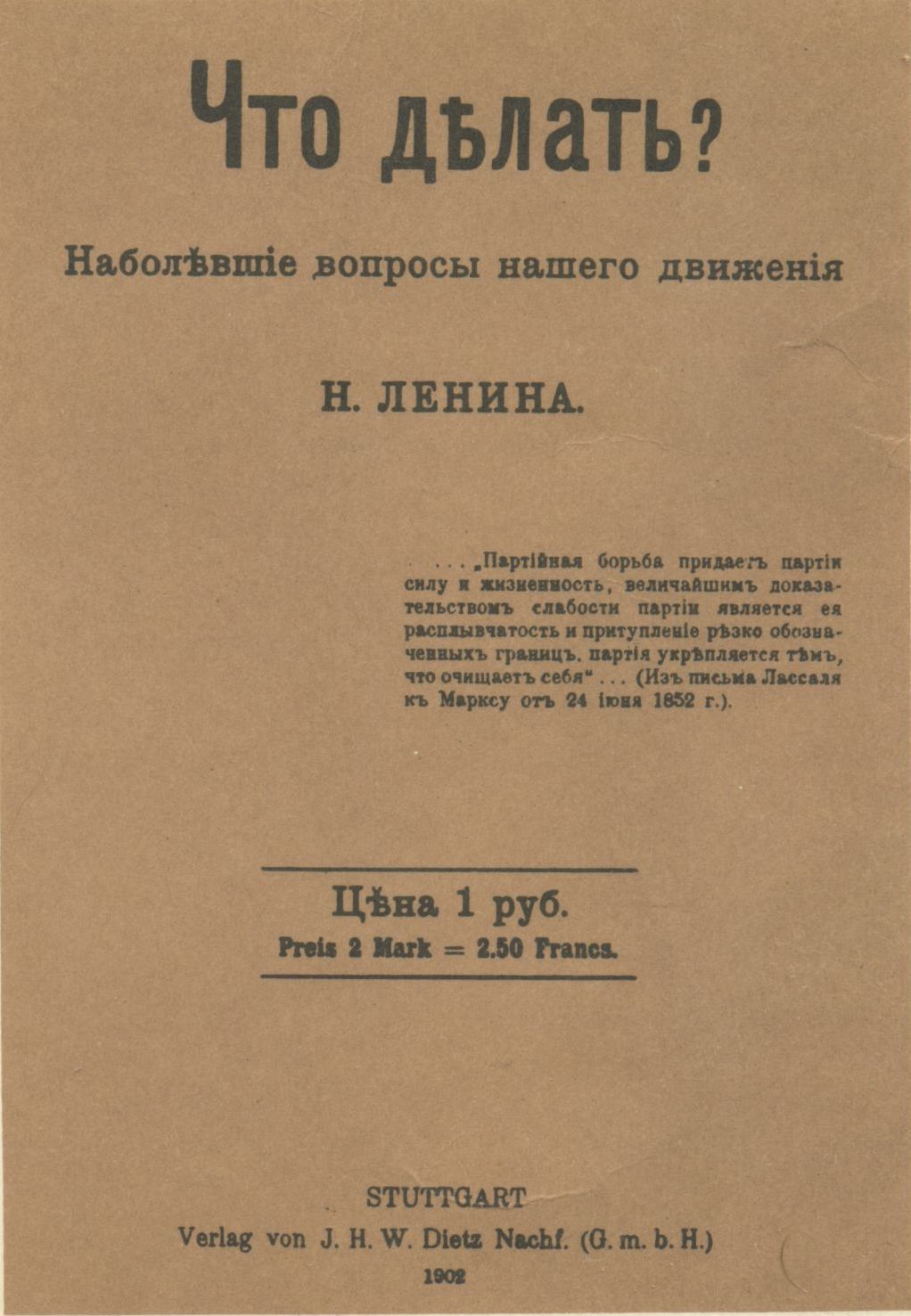
Książka Lenina Co robić? z 1902 roku. Tytuł nawiązywał do powieści N. Czernyszewskiego.

W grudniu 1901 roku zaczął podpisywać swoje artykuły pseudonimem „N. Lenin”. W 1902 roku opublikował pod tym pseudonimem (jako N. Lenin) pamflet polityczny zatytułowany Co robić? (ros. Что делать?), nawiązujący tytułem do książki Nikołaja Czernyszewskiego. Książka była najważniejszą pracą w dotychczasowym dorobku Uljanowa. Zawarta była w niej teza o potrzebie utworzenia partii awangardowej, która poprowadzi klasę robotniczą do rewolucji. Lenin poddawał natomiast krytyce tych, którzy zamierzali nie wywoływać rewolucji, a włączyć się do procesu rewolucyjnego już w jego trakcie.
Po odbyciu kary zesłania, w Monachium dołączyła do niego żona. Została jego osobistą sekretarką i wspomagała wydawanie „Iskry”. Razem kontynuowali agitację polityczną. Lenin pisał dla „Iskry” kolejne artykuły, opracowywał program SDPRR, atakował oponentów ideologicznych w partii i poza nią (w szczególności eserowców). Choć pozostawał ortodoksyjnym marksistą, zaczął akceptować poglądy partii eserowców na temat rewolucyjnej władzy chłopstwa, wydając w 1903 roku broszurę Do wsi ubogich.
Gdy zorientował się, że jest śledzony przez bawarską policję, wraz z innymi redaktorami gazety przeniósł się do Londynu. Przybył z żoną do miasta w kwietniu 1902 roku. Małżeństwo wynajęło mieszkanie w St. Pancras. Wiele czasu spędzał odtąd w czytelni Muzeum Brytyjskiego. Chociaż mieszkał niedaleko innych redaktorów „Iskry”, unikał ich, niechętny życiu w nieformalnej wspólnocie, jakie prowadzili. Zaprzyjaźnił się natomiast z Trockim, który również przybył do brytyjskiej stolicy. W trakcie pobytu w Londynie zachorował na różę. Podczas jego nieobecności w redakcji, pozostali dziennikarze zdecydowali o powrocie pisma do Szwajcarii, czemu Uljanow był przeciwny. Przed przeprowadzką spędził wraz z matką i siostrą wakacje w Bretanii.
W marcu 1902 roku powołany został Komitet Organizacyjny Kongresu SDPRR. Komitet poświęcił się organizacji II Kongresu SDPRR. Pierwotnie planowano zorganizować zjazd w lipcu tego roku w Brukseli. Z czasem środowisko rosyjskich emigrantów zostało poddane obserwacji przez belgijskie służby. Działacze zmienili więc miejsce spotkania na londyński Brotherhood Church. Na konferencji doszło do rozłamu między zwolennikami Lenina i Julija Martowa wokół pierwszego artykułu statutu partii definiującego członkostwo w partii. Lenin chciał ograniczenia członkostwa do tych, którzy działają w jednej z partyjnych organizacji (tym samym wspierając centralizację i elitaryzację partii), zaś Martow pragnął przyjmować każdego, kto tylko uznaje program SDPRR i jest gotów podporządkować się jej przywództwu (wspierając powszechność i demokratyzację partii). Sprawę poddano pod głosowanie, które zwolennicy Martowa wygrali je 28 głosami przy 22 za propozycją Lenina. Jednak w trakcie dalszej debaty kilku delegatów wspierających Martowa opuściło zjazd, w rezultacie zwolennicy Lenina znaleźli się w większości. Pozwoliło to Leninowi w celach propagandowych nazywać swoją frakcję bolszewikami, czyli większością. W przeciwieństwie do nich Martow swoich zwolenników określał jako mienszewików, czyli mniejszość. Na kongresie przyjęty został program partii i wybrano jej władze, doszło jednak do poważnego rozłamu w szeregach partii, który po rewolucji 1905 roku zaczął się jeszcze bardziej pogłębiać.
Dyskusja między bolszewikami i mienszewikami trwała także po zakończeniu Kongresu. Bolszewicy oskarżali swoich rywali o oportunizm, reformizm i brak dyscypliny. Mienszewicy z kolei twierdzili, że Lenin jest despotą i autokratą, porównywali go przy tym do Maximiliena de Robespierre. Po tym, gdy Plechanow stanął po stronie Martowa, Lenin w złości zrezygnował z członkostwa zarówno w redakcji „Iskry”, jak i w Radzie Partii. W maju 1904 roku wydał broszurę Jeden krok do przodu, dwa kroki w tył, w której twierdził, że został do tego doprowadzony podstępem przez mienszewików. Stres spowodowany rozłamem wywołał u niego chorobę, prawdopodobnie zdiagnozowaną jako neurastenia. Chcąc się uspokoić, w czerwcu udał się na wakacje na wieś, gdzie uprawiał wspinaczkę. Niektórzy członkowie partii próbowali zjednoczyć zwaśnione frakcje, co nie powiodło się. Do wiosny bolszewicy zdominowali kierownictwo partii. Wszyscy spośród ośmiu członków partyjnego Komitetu Centralnego byli zwolennikami bolszewizmu. W grudniu założyli oni bolszewicką gazetę „Naprzód”.

#### Rewolucja i następstwa (1905–1914)
W styczniu 1905 roku władze carskie dopuściły się masakry protestujących w Sankt Petersburgu. Wydarzenie to przeszło do historii jako krwawa niedziela i doprowadziło do wybuchu rewolucji 1905 roku. W reakcji Lenin wezwał bolszewików w Imperium do większego zaangażowania w wydarzenia rewolucyjne oraz wzywał do zbrojnego powstania skierowanego przeciwko instytucjom władzy, do walki z policją i z organizacjami Czarnej Sotni. W tym czasie zaczął wzywać do całkowitego zerwania między bolszewikami a mienszewikami. Jednak wielu bolszewików, także bliskich współpracowników Lenina (w tym Rozalija Ziemlaczka) było przeciwnego zdania. W rezultacie przedstawiciele obu grup wzięli udział w III Kongresie partii w Londynie w kwietniu 1905 roku. Na zjazd przybyła tylko nieliczna grupa mienszewików, a Lenin umocnił w ten sposób swoją dominację w partii. Nadzorował powstanie nowej bolszewickiej gazety „Proletarij” („Proletariusz”).

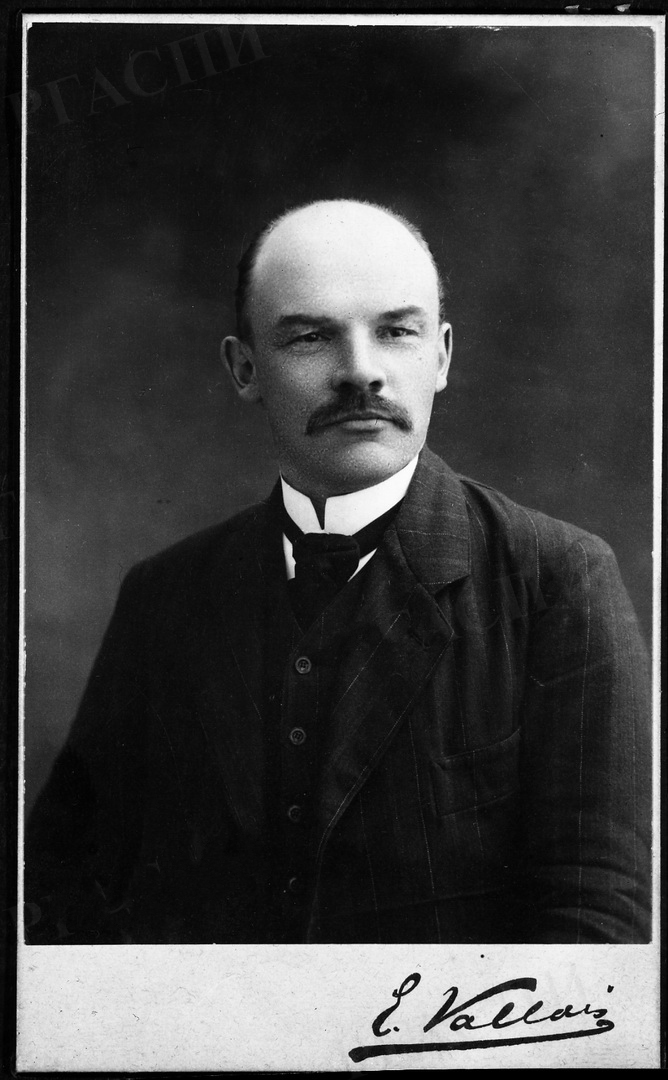
Lenin w Paryżu, 1910

Lenin przedstawił wiele swoich idei politycznych w pracy Dwie taktyki socjaldemokracji w rewolucji demokratycznej, opublikowanej w sierpniu tego samego roku. Przewidywał, że rosyjska liberalna burżuazja będzie w zupełności zadowolona z ustanowienia monarchii konstytucyjnej i nie będzie kontynuować rewolucji (według Lenina – zdradzi ją). Przekonywał do sojuszu proletariatu i chłopstwa celem obalenia caratu i ustanowieniem systemu władzy, który nazywał „tymczasową rewolucyjną demokratyczną dyktaturą proletariatu i chłopstwa”. Pod wpływem rosyjskich agrarnych socjalistów i jakobinów, uczestników rewolucji francuskiej, zaczął głosić hasła „zbrojnego powstania”, „masowego terroru” i „wywłaszczenia ziemi szlacheckiej”. Hasła te zdumiały bolszewików, którzy uznali, że Lenin przestał być ortodoksyjnym marksistą. Z Genewy Lenin na bieżąco śledził przebieg wydarzeń w Rosji. Spotkał się również z przebywającym na emigracji prawosławnym duchownym, Gieorgijem Gaponem, który prowadził rozpędzoną robotniczą demonstrację w krwawą niedzielę.
Nie chciał wrócić do Imperium Rosyjskiego, obawiając się aresztowania. Zdanie zmienił, gdy car Mikołaj II wprowadził w życie szereg reform zawartych w manifeście październikowym, liberalizujących system władzy w Rosji. Wierząc, że zmiany uchronią go przed represjami ze strony Ochrany, Lenin i jego żona potajemnie wrócili do Rosji przez Szwecję i Finlandię. Osiadł w Sankt Petersburgu, gdzie często zmieniał miejsce zamieszkania i kontynuował spisywanie swoich idei związanych z rewolucją. Żona pisarza Maksima Gorkiego przekonała go do pracy w redakcji legalnie ukazującej się radykalnej gazety „Nowe Życie”. Lenin wykorzystał posadę do omówienia na jej łamach problemów stojących przed SDPRR. Zachęcał partię do przyjmowania znacznej liczby nowych członków oraz opowiadał się za eskalacją walki rewolucyjnej. Uważał bowiem, że jedno i drugie było konieczne dla osiągnięcia sukcesu rewolucji. Zdanie zmienił po nieudanym powstaniu moskiewskim w grudniu 1905. Po stłumieniu przez carskie wojsko wystąpienia zbrojnego, do którego wezwała zdominowana przez bolszewików Moskiewska Rada Delegatów Robotniczych, wezwał partię do wzięcia udziału w wyborach do Dumy. W trakcie trwania kongresu bolszewickiego w fińskim Tampere po raz pierwszy spotkał młodego działacza partyjnego Józefa Stalina. Zmienił zdanie w kwestii mienszewików i zaczął apelować o pojednanie między dwiema frakcjami. W efekcie członkowie obu grup spotkali się na IV Zjeździe partii w Sztokholmie w kwietniu 1906 roku. Do pojednania jednak nie doszło. Mienszewicy potępili bowiem Lenina za zachęcanie przez niego do rabunków banków, tzw. ekspropriacji (m.in. w ten sposób pozyskiwano fundusze na działalność partyjną) i wezwań do stosowania przemocy. Kongres zakończył się wyborem nowego Komitetu Centralnego z 7 mienszewikami i 3 bolszewikami.

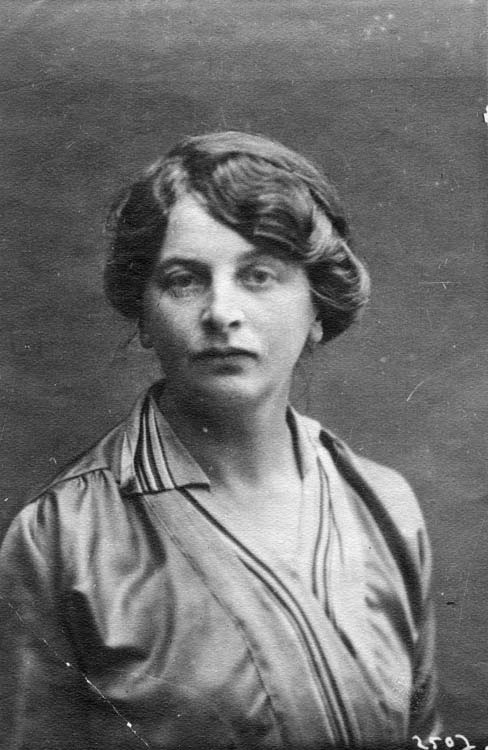
Inessa Armand, towarzyszka partyjna i kochanka Lenina

Centrum bolszewików utworzone zostało w Kuokkali na terenie Wielkiego Księstwa Finlandii. Na V Kongresie SDPRR, który odbył się w Londynie w maju 1907 roku, bolszewicy odzyskali w partii przewagę. Krótko potem rząd carski rozwiązał Drugą Dumę, a Ochrana aresztowała wielu rewolucjonistów. Lenin uciekł, w znacznej części pieszo, przez Finlandię do Szwecji, a stamtąd przedostał się do Szwajcarii. Aleksandr Bogdanow i inni prominentni bolszewicy postanowili przenieść centrum bolszewickie do Paryża. Choć Lenin nie zgodził się z tą decyzją, przeniósł się do tego miasta w grudniu 1908 roku. W trakcie pobytu w Paryżu Lenin został potrącony przez motocyklistę, gdy jechał na rowerze. Następnie wytoczył mu sprawę sądową.
W Paryżu ponownie zaczął polemizować z mienszewikami. Spowodowane to było krytyczną reakcją frakcji na akcje bolszewickie, takie jak napad na bank w Tbilisi w 1907 roku. Lenin zaczął również krytykować Aleksandra Bogdanowa i jego zwolenników. Bogdanow wierzył, że kultura socjalistyczna musi być wypracowana przez proletariat, Lenin opowiadał się natomiast za rozwojem „awangardy socjalistycznej inteligencji” przewodzącej klasie robotniczej. Bogdanow, pod wpływem Ernsta Macha, przyjął również, że wszelkie istniejące koncepty są relatywne, podczas gdy Lenin, w duchu ortodoksyjnego marksizmu, twierdził, że istnieje obiektywna rzeczywistość, niezależna od obserwacji człowieka. Chociaż skonfliktowani działacze w kwietniu 1908 roku na krótko udali się na wspólne wakacje do wilii Gorkiego na Capri, po powrocie do Paryża Lenin zainspirował rozłam wśród bolszewików między swoimi zwolennikami a zwolennikami Bogdanowa, którego oskarżył o odejście od doktryny marksistowskiej.
W maju 1908 roku Lenin na krótko zamieszkał w Londynie. Korzystając ze zbiorów biblioteki Muzeum Brytyjskiego, napisał Materializm i empiriokrytycyzm stanowiący atak na relatywizm Bogdanowa, który nazwał „burżuazyjno-reakcyjnym fałszem”. Frakcyjność Lenina rozzłościła coraz większą liczbę bolszewików, w tym jego bliskich zwolenników – Aleksieja Rykowa i Lwa Kamieniewa. Ochrana wykorzystała postawę Lenina w kwestii podziałów frakcyjnych i użyła szpiega Romana Malinowskiego do infiltrowania Lenina. Malinowski stał się bliskim sojusznikiem polityka w partii. Prawdopodobne jest, że Lenin wiedział o tym, że Malinowski jest szpiegiem, i celowo przekazywał mu fałszywe informacje, które ten następnie przekazywał Ochranie. Z drugiej strony wiele lat później w rozmowie z Gorkim twierdził, że nigdy nie widział Malinowskiego.

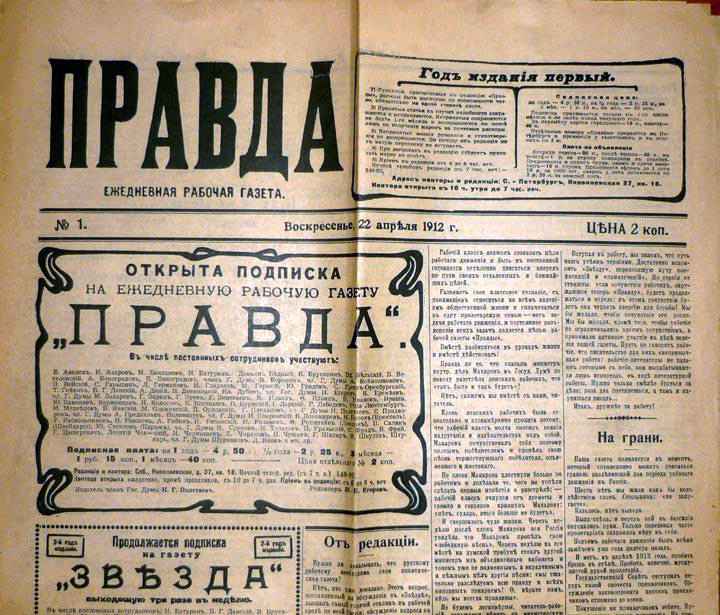
Pierwszy numer gazety „Prawda”, założonej z inicjatywy Lenina w 1912 roku jako organ frakcji bolszewików

W sierpniu 1910 roku wziął udział w VIII Kongresie II Międzynarodówki w Kopenhadze. Na spotkaniu reprezentował SDPRR. Przed wizytą udał się z matką na wakacje do Sztokholmu. Było to ostatnie spotkanie Lenina z matką przed jej śmiercią. Na krótko przeniósł się wraz z żoną i siostrami do niewielkiej miejscowości Bombon w departamencie Sekwana i Marna. 5 tygodni później przeprowadził się do Paryża, gdzie zamieszkał przy Rue Marie-Rose. We Francji zaprzyjaźnił się z francuską socjalistką Inessą Armand. Pozostawał z nią w bliskich relacjach od 1910 do 1912 roku. Niektórzy biografowie podają, że mieli ze sobą pozamałżeński romans. W maju 1911 roku założył szkołę SDPRR w Longjumeau, gdzie wykładał na różne tematy dla słuchaczy pochodzących z Rosji. Na paryskim posiedzeniu KC SDPRR w czerwcu 1911 roku postanowił skupić działalność na Rosji – zamknął Centrum Bolszewickie i zlikwidował pismo „Proletarij”. Dążąc do odbudowy swoich wpływów w partii, zorganizował konferencję partyjną, która odbyła się w Pradze w styczniu 1912 roku. Spotkanie pomógł mu zorganizować jego zwolennik Sergo Ordżonikidze. Chociaż 16 z 18 uczestników spotkania było bolszewikami, to ostro skrytykowali oni Lenina za inicjowanie konfliktów frakcyjnych, przez co stracił on wiele z dotychczasowego autorytetu.
Chcąc być bliżej Rosji (cała społeczność emigrantów w coraz mniejszym stopniu wpływała na bieg wydarzeń w kraju), przeniósł się do Krakowa. Polubił miasto i często korzystał z biblioteki na Uniwersytecie Jagiellońskim, prowadząc własne badania. Z Krakowa mógł pozostawać w kontakcie z działaczami partii działającymi w Imperium Rosyjskim, często odwiedzali go działacze bolszewiccy. Udało mu się przekonać bolszewickich członków Dumy do zerwania sojuszu z parlamentarzystami mienszewickimi. W styczniu 1913 roku dyskutował ze Stalinem (którego nazywał „wspaniałym Gruzinem”) na temat przyszłości nierosyjskich grup etnicznych w Imperium Rosyjskim. Ze względu na pogorszenie stanu zdrowia wraz z żoną przeniósł się na wieś do Białego Dunajca. Gdy żona Lenina zaczęła wymagać operacji tarczycy, para wyjechała do Berna, gdzie trafiła ona pod opiekę znanego chirurga Emila Theodora Kochera .

#### I wojna światowa (1914–1917)

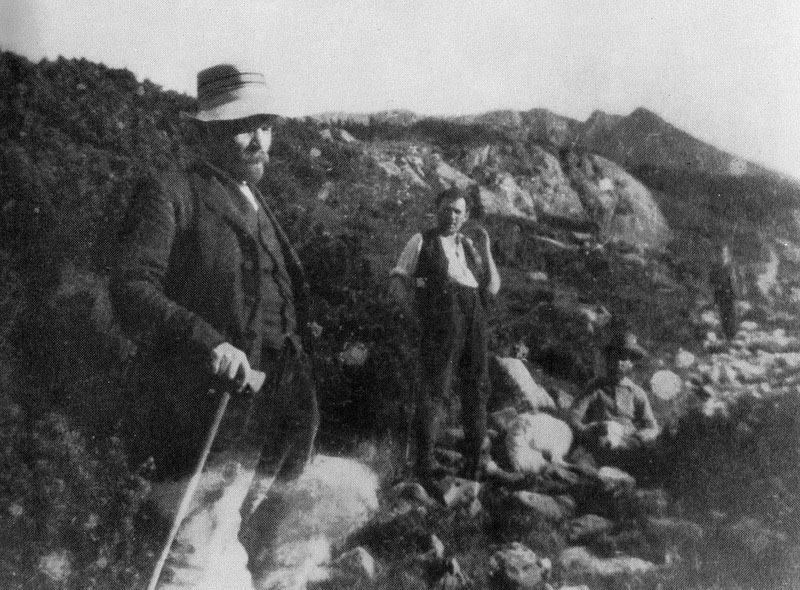
Lenin z Zinowjewem i Bagockim na wycieczce w okolicach Zakopanego, lato 1913 lub 1914 roku

Gdy wybuchła I wojna światowa, Lenin powrócił do Galicji. Przedtem nie zwracał szczególnej uwagi na rozwój sytuacji międzynarodowej. Jako Rosjanin i obywatel Imperium Rosyjskiego został uznany przez austro-węgierski rząd za szpiega. W sierpniu aresztowano go i uwięziono w Nowym Targu. Został uwolniony, dopiero gdy władze dowiedziały się, że jest działaczem antycarskim. Lenin przeniósł się z żoną do Szwajcarii, obawiając się, że Galicja znajdzie się w strefie działań wojennych. Zamieszkali w Bernie, a w lutym 1916 roku przeprowadzili się do Zurychu, który był tańszym miastem. Lenin był oburzony faktem, że Socjaldemokratyczna Partia Niemiec poparła wysiłki wojenne swojego kraju, naruszając tym samym postanowienie II Międzynarodówki mówiące, że wszystkie partie socjalistyczne powinny być przeciwne konfliktom międzynarodowym (rezolucja ze Stuttgartu z 1907 roku). Lenin uznał w rezultacie, że II Międzynarodówka w praktyce nie istnieje. Szczególnie krytykował postawę marksisty Karla Kautsky’ego, który poparł stanowisko SPD.
Zaangażował się w ruch, który miał stanowić socjalistyczną odpowiedź na wojnę. We wrześniu 1915 roku uczestniczył w antywojennej konferencji w Zimmerwaldzie, a następnie w drugiej konferencji antywojennej w Kiental w kwietniu 1916. Lenin wezwał socjalistów na całym kontynencie do przekształcenia „wojny imperialistycznej” w wojnę domową – w każdym kraju europejskim robotnicy mieliby wystąpić przeciwko burżuazji i arystokracji. Zachęcał do organizacji rewolucyjnych strajków, fraternizowania się żołnierzy walczących po przeciwnych stronach, krytyki nacjonalizmu i tworzenia nowych grup rewolucyjnych. Ostrej krytyce poddał też działania armii rosyjskiej i chwalił frontowe sukcesy Niemiec, wierząc, że w ten sposób osłabia carat. Lenin uważał, że car jest tysiąc razy poważniejszą przeszkodą dla rewolucji aniżeli niemiecki „kaiseryzm”, a obalenie systemu rządów panującego w Rosji było nieodzownym warunkiem sukcesu rewolucji proletariackiej.

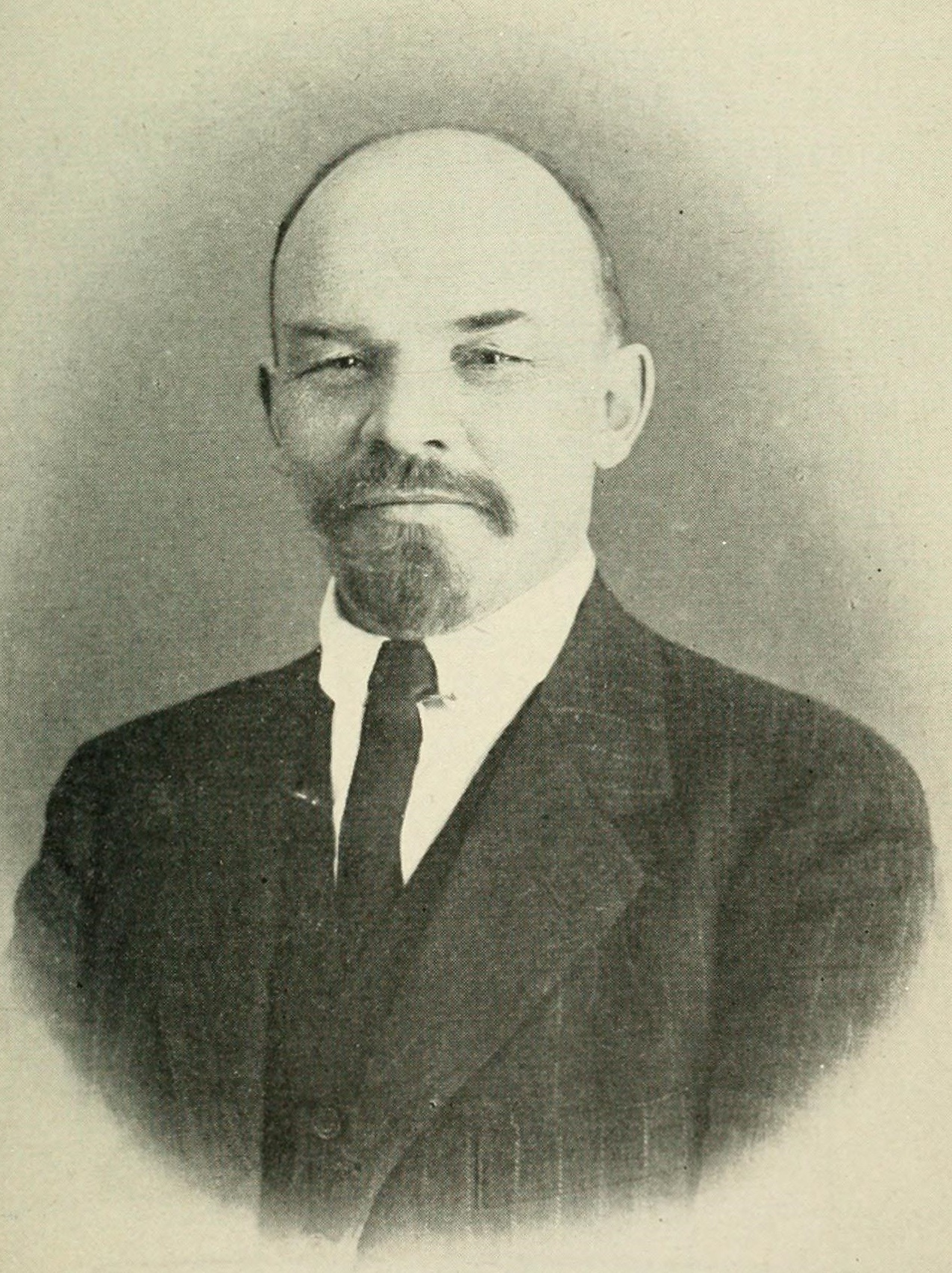
Lenin (1916)

Pod wpływem wydarzeń I wojny światowej napisał książkę Imperializm jako najwyższe stadium kapitalizmu. Stwierdził w niej, że imperializm jest produktem monopolistycznego kapitalizmu, a kapitaliści dążą do zwiększenia swoich zysków poprzez rozszerzenie swojej władzy na obszary, gdzie występują tańsze surowce, a płace są niższe. Skrytykował również poglądy Kautsky’ego, który głosił, że światowe mocarstwa zjednoczą siły, tworząc pokojowy „ultraimperializm”. Według Lenina koncepcja ta była wyjątkowym nonsensem. Lenin uważał, że rywalizacja między imperialistycznymi mocarstwami będzie trwać i zaostrzać się, dopóki nie zostaną one obalone przez rewolucję proletariacką i ustanowienie socjalizmu. Początkowe próby publikacji prac zostały wstrzymane, a książka ukazała się dopiero we wrześniu 1917 roku.
Korzystając z biblioteki publicznej w Bernie, poświęcił wiele czasu na czytanie dzieł Georga Wilhelma Friedricha Hegla, Arystotelesa i Ludwiga Feuerbacha – wszyscy z wymienionych twórców wpłynęli w istotny wpływ na myśl marksowską. Pod wpływem lektury porzucił dotychczasową interpretację marksizmu. Podczas gdy dawniej uważał, że polityka może być formułowana na podstawie przyjętych wcześniej naukowych założeń, teraz uważał, że tylko praktyka może potwierdzić słuszność określonych działań. Chociaż wciąż postrzegał siebie jako ortodoksyjnego marksistę, zaczął odwracać się od niektórych prognoz Marksa dotyczących rozwoju społecznego. Podczas gdy Marks wierzył, że „rewolucja burżuazyjno-demokratyczna” klasy średniej poprzedzi „rewolucję socjalistyczną” proletariatu, Lenin uważał, że proletariat w Rosji może obalić carat bez rewolucji pośredniej. W listopadzie 1914 roku wznowił wydawanie magazynu „Socjaldemokrata”, wspólnie z Grigorijem Zinowjewem. Jego kontakty z bolszewikami w Rosji były niewielkie z powodu wojny, w trakcie której Ochrana nasiliła działania wymierzone w ruch bolszewicki na terenie Imperium.
W lipcu 1916 roku zmarła matka Lenina, a on nie był w stanie uczestniczyć w jej pogrzebie w Petersburgu z powodu działań wojennych. Śmierć matki mocno go załamała. Popadł w depresję, obawiając się, że nie doczeka rewolucji socjalistycznej, której poświęcił życie.

#### Rewolucja lutowa i dni lipcowe (1917)

Trasa podróży Lenina z Zurichu do Piotrogrodu wiosną 1917 roku.

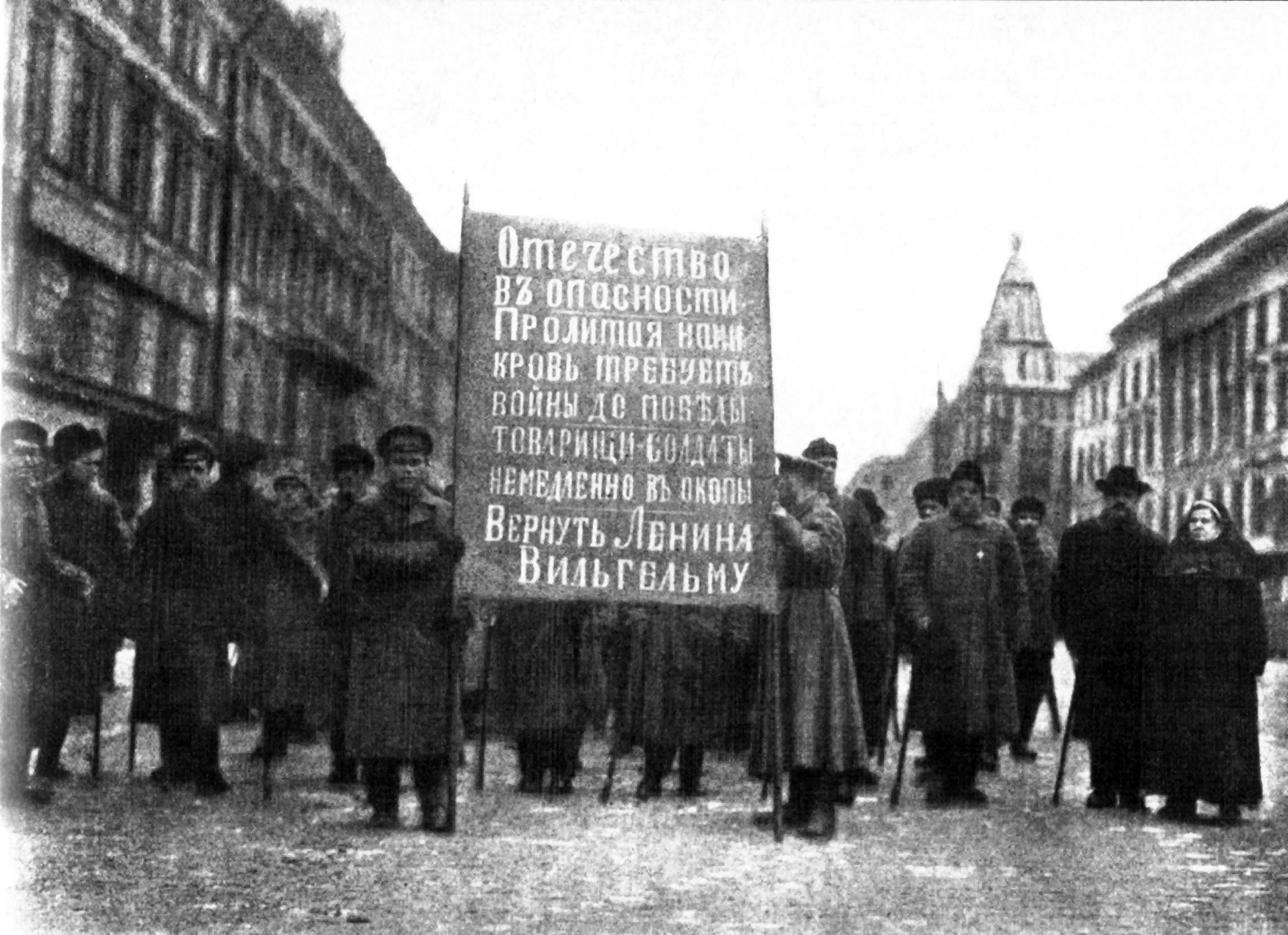
Demonstracja prowojenna w Piotrogrodzie z hasłem „Zwrócić Lenina Wilhelmowi”, wiosna 1917

W lutym 1917 roku w Piotrogrodzie wybuchła rewolucja lutowa. Wystąpienie rozpoczęło się po tym, gdy robotnicy zorganizowali strajk w proteście przeciwko pogarszaniu się warunków pracy w fabrykach i niedoborom żywności. Niepokoje szybko rozprzestrzeniły się na inne części Rosji. Car Mikołaj II abdykował. Władzę w państwie przejęła Duma Państwowa, z inicjatywy której utworzono Rząd Tymczasowy Rosji. Lenin, na wieść o wydarzeniach, zdecydował się przybyć do Rosji i stanąć na czele bolszewików. Wspólnie z innymi rosyjskimi emigrantami wynegocjował możliwość podróży przez teren Niemiec dla 32 obywateli rosyjskich (w grupie tej był on sam razem z żoną). Rząd Niemiec zgodził się na opuszczenie przez Lenina Szwajcarii, rozumiejąc, że jego działalność w Rosji mogła wywołać zamęt w tym kraju, a zatem okazać się korzystna dla strony niemieckiej w wojnie. Z Zurychu dostali się do Gottmadingen, następnie do Sassnitz, skąd promem przepłynęli do szwedzkiego Trelleborgu. Tam zostali uroczyście powitani przez burmistrza. Kolejnym etapem ich podróży była Haparanda. Stamtąd udali się saniami do Tornio w Finlandii, a następnie pociągiem z Helsinek do Piotrogrodu.
Przybywając na Dworzec Fiński w Piotrogrodzie, Lenin został powitany przez tłum bolszewików. Wygłosił przemówienie, w którym potępił Rząd Tymczasowy, który uważał za burżuazyjny i zbyt podobny do dawnej administracji carskiej, ponownie wzywając przy tym do ogólnoeuropejskiej rewolucji proletariackiej. Zatrzymał się u mieszkającej w mieście siostry Anny. Na następny dzień po przybyciu do miasta odwiedził groby zmarłej matki i siostry Olgi na cmentarzu Wołkowskim. W kolejnych dniach wygłosił serię przemówień na spotkaniach bolszewickich. W trakcie spotkania w pałacu Taurydzkim ostro skrytykował tych, którzy chcieli pojednania z mienszewikami. Przedstawił też tezy kwietniowe, które opracował w drodze ze Szwajcarii. Spotkał się też z marksistami z innych frakcji politycznych, w tym z mienszewikami, których atakował za popieranie Rządu Tymczasowego. Ci z kolei oskarżali go o próbę wywołania w Rosji wojny domowej. Mienszewicy i eserowcy, dominujący w Piotrogrodzkiej Radzie Delegatów Robotniczych i Żołnierskich, uważali, że Rosja była niedostatecznie rozwinięta, by zacząć budować socjalizm. Lenin uznał oba stronnictwa za zdrajców sprawy socjalizmu. Opowiedział się za natychmiastowym pokojem z Niemcami, nacjonalizacją przemysłu i banków, wywłaszczeniem gruntów i objęciem władzy przez rady – wszystko to miało prowadzić do socjalistycznej transformacji społeczeństwa. W ciągu najbliższych miesięcy prowadził kampanię na rzecz tych postulatów, wiele pisał dla „Prawdy” i występował publicznie w stolicy, próbując przekonać robotników, żołnierzy, marynarzy i chłopów do swoich poglądów.
Czując, że wśród zwolenników bolszewików rośnie frustracja i coraz bardziej chcieliby oni wywołać zbrojne powstanie, Lenin zaproponował organizację zbrojnej demonstracji politycznej w Piotrogrodzie, by sprawdzić reakcję rządu. Lenin niespodziewanie podupadł na zdrowiu, doświadczał bezsenności, bólów głowy i prawdopodobnie miewał drobne problemy z sercem. W czasie choroby pomagała mu żona, chociaż również podupadła na zdrowiu. Chcąc odpocząć, Lenin wyjechał z Piotrogrodu do fińskiej miejscowości Neivola, gdzie odwiedził swojego przyjaciela Władimira Boncz-Brujewicza. Pod jego nieobecność w mieście rozpoczęły się demonstracje żołnierzy i robotników; na wieść o nich Lenin wrócił do stolicy. Spotkał się z bolszewickim Komitetem Centralnym, a następnie widząc, że wystąpienie wymknęło się spod kontroli, z balkonu rezydencji Matyldy Krzesińskiej wzywał tłumy manifestantów do spokoju. Tego samego dnia Bolszewicka Organizacja Wojskowa przejęła faktyczne kierownictwo wydarzeń, Lenin jednak do ostatniej chwili nie był pewien, czy nastał już moment na próbę przejęcia władzy. W odpowiedzi na akty przemocy, do których doszło podczas manifestacji, a także obawiając się próby przejęcia władzy przez bolszewików, rząd oskarżył Lenina o zdradę stanu i nakazał jego aresztowanie. Do więzień trafiło 400 działaczy, a biura partii i „Prawdy” zostały zajęte. Rząd podał także do wiadomości publicznej, iż Lenin przybył do Rosji przez Niemcy, za zgodą tamtejszego rządu. Prasa oskarżała działacza o bycie niemieckim agentem-prowokatorem. Przywódca bolszewików ukrywał się natomiast przed zatrzymaniem w różnych kryjówkach w Piotrogrodzie.
Obawiając się, że zostanie zabity, wraz z jednym ze starszych działaczy bolszewickich, Grigorijem Zinowjewem, uciekł w przebraniu z miasta. Przeniósł się do należącego do bolszewickiego metalowca Nikołaja Jemieljanowa domu w miejscowości Razliw, na północ od Piotrogrodu. Bojąc się wykrycia, przeniósł się do szałasu w lesie w pobliżu Siestroriecka. Tutaj rozpoczął pracę nad książką Państwo i rewolucja, w której opisał rozwój państwa socjalistycznego powstałego w wyniku rewolucji proletariackiej. Państwo to w jego teorii miało stopniowo obumierać, pozostawiając po sobie społeczeństwo komunistyczne. W książce atakował też innych marksistów i grupy skrajnej lewicy, które nie podzielały jego opinii, iż przemoc była podstawowym środkiem politycznym, jaki powinien być użyty podczas rewolucji socjalistycznej. Oskarżył swoich oponentów o uleganie ideologicznym wpływom Kautskiego. W tym momencie dramatycznie również zmienił swoje podejście do rad robotniczych i żołnierskich, uznając je za kontrrewolucyjne z powodu wspierania Rządu Tymczasowego, który teraz określał mianem „dyktatury wojskowej”. Rozpoczął planowanie zbrojnego powstania, które obali rząd, a na czele którego mieliby stanąć bolszewicy. Na tajnym posiedzeniu Komitetu Centralnego projekt ten został jednak odrzucony. Po posiedzeniu Lenin 10 sierpnia przybył do Helsinek, gdzie ukrywał się w domach należących do sympatyków bolszewików. Ukrywanie się w Finlandii uniemożliwiło mu udział w szóstym kongresie partii na przełomie lipca i sierpnia.

#### Rewolucja październikowa (1917)

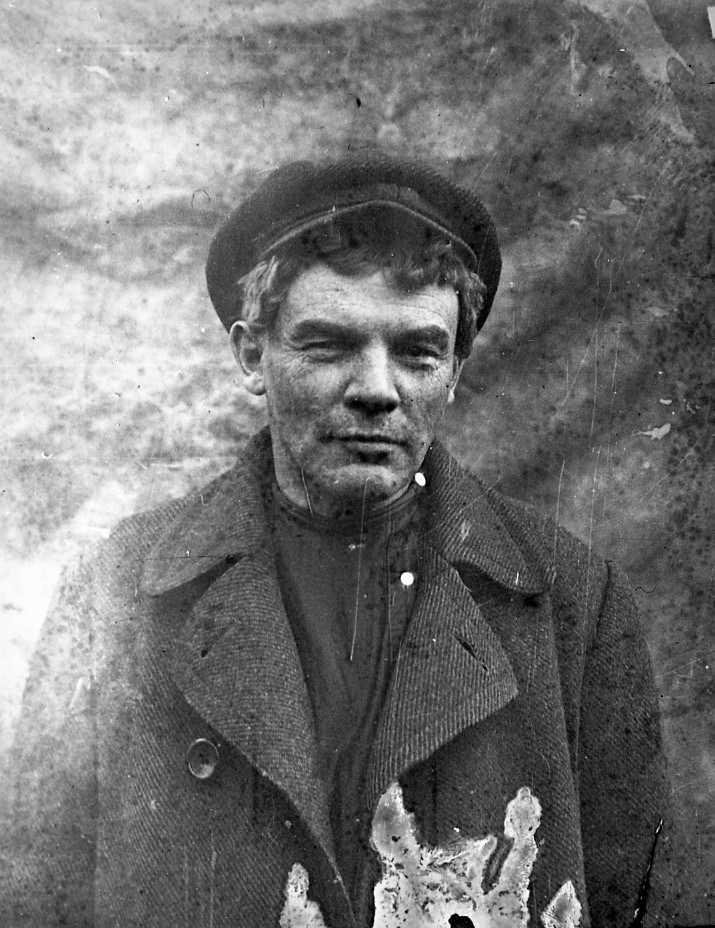
Fotografia Lenina przebranego za robotnika wykonana do fałszywych dokumentów, które umożliwiały mu ukrywanie się w Finlandii po nieudanym przewrocie bolszewickim w lipcu 1917

Pod koniec sierpnia 1917 roku, gdy Lenin ukrywał się w Finlandii, generał Ławr Korniłow, naczelny wódz Armii Rosyjskiej, wysłał wojska z frontu do Piotrogrodu. Sytuacja wyglądała na próbę wojskowego puczu (sprawa Korniłowa). Przerażony premier Aleksander Kiereński zwrócił się do Rady Piotrogrodzkiej – w tym do bolszewików – o pomoc, pozwalając rewolucjonistom organizować robotników w Czerwoną Gwardię w celu obrony Piotrogrodu przed wojskiem Korniłowa. Zamach zanikł, zanim Korniłow dotarł do miasta, ze względu na rosnącą niechęć żołnierzy do oficerów. Na całej sprawie skorzystali głównie bolszewicy, którym pozwolono powrócić na scenę polityczną.
W obawie przed kontrrewolucją sił prawicowych wrogich socjalizmowi, eserowcy i mienszewicy wpłynęli na rząd, aby ten znormalizował relacje z bolszewikami. Równocześnie popularność mienszewików i eserowców spadała z powodu ich poparcia dla rządu i prowadzonej przez niego wojny. Wyrazem tego był wybór Lwa Trockiego, marksisty bliskiego bolszewikom, na przejęcie przywództwa w Radzie Piotrogrodzkiej. We wrześniu bolszewicy uzyskali większość w sekcjach robotniczych rad robotniczych i żołnierskich w Moskwie i Piotrogrodzie .
Uznając, że sytuacja stała się dla niego bezpieczna, Lenin wrócił do Piotrogrodu poprzez Wyborg. 10 października wziął udział w posiedzeniu komitetu centralnego bolszewików. Na nim ponownie domagał się rozpoczęcia przygotowań do zbrojnego powstania i obalenia Rządu Tymczasowego. Wniosek Lenina został przyjęty dziesięcioma głosami przeciwko dwóm. Głosujący przeciw powstaniu Zinowjew i Kamieniew uważali, że rosyjscy robotnicy nie poprą gwałtownego zamachu na istniejący system, jak również nie istnieją jednoznaczne dowody na twierdzenie Lenina, jakoby cała Europa była na skraju rewolucji proletariackiej. Partia podjęła przygotowania do antyrządowego wystąpienia. Ostatnie decyzje podjęto na posiedzeniu w Instytucie Smolnym 24 października. Za przeprowadzenie puczu odpowiadać miał Komitet Wojskowo-Rewolucyjny – milicja ustanowiona przez Radę Piotrogrodzką przy wsparciu Rządu Tymczasowego podczas działań podjętych przez Korniłowa. Komitet składał się głównie z osób lojalnych wobec bolszewików.
W październiku Komitet otrzymał rozkaz przejęcia kontroli nad kluczowymi obiektami użyteczności, transportu, druku i komunikacji w Piotrogrodzie. Akcja miała odbyć się bez rozlewu krwi. Gdy powstanie było w toku, Lenin wygłosił przemówienie na forum Rady Piotrogrodzkiej, ogłaszając, że Rząd Tymczasowy został obalony. Lenin do siedziby Komitetu Wojskowo-Rewolucyjnego Rady Piotrogrodzkiej dotarł dopiero wieczorem 24 października/6 listopada 1917, pod koniec pierwszego dnia rewolucji (do tej pory ukrywał się w mieszkaniu konspiracyjnym przy ulicy Sierdobolskiej 1/41). Do tego czasu od początku rewolucji, dowodził nią Lew Trocki.
W rzeczywistości gabinet Kiereńskiego w tamtym momencie jeszcze nie złożył władzy. Nastąpiło to dopiero po tym, jak bolszewicy otoczyli siedzibę rządu – Pałac Zimowy, a krążownik „Aurora” zaczął ostrzeliwać budynek. Wówczas gabinet poddał się, a ministrowie zostali aresztowani. Bolszewicy w miejsce Rządu Tymczasowego utworzyli Radę Komisarzy Ludowych. Choć Lenin początkowo odmawiał objęcia urzędu przewodniczącego Rady, sugerując, że powinien nim zostać Trocki, inni bolszewicy przekonali go do objęcia tej funkcji. Lenin i inni bolszewicy wzięli następnie udział w II Zjeździe Rad, który odbył się w dniach 26 i 27 października. Zjazd był zdominowany przez bolszewików – uczestniczyli w nim głównie delegaci rad z miast, w których ci mieli większość. Znacznie mniej było przedstawicieli wsi. Na Zjeździe bolszewicy ogłosili utworzenie nowego rządu, co zostało ostro skrytykowane przez mienszewików. Uznali oni przewrót za nielegalny i ostrzegli, że ten krok może doprowadzić do wojny domowej.
W pierwszych dniach władzy Lenin unikał używania wyraźnie marksistowskiej i socjalistycznej frazeologii, obawiając się, że głosząc radykalne hasła może zrazić do siebie część ludności. Zamiast tego zapowiadał utworzenie nowego ustroju, w którym krajem rządziliby robotnicy. Po sukcesie puczu Lenin, jak i wielu innych bolszewików, spodziewali się, że rewolucja proletariacka w całej Europie jest kwestią dni lub w najgorszym razie najbliższych miesięcy.

### Rząd Lenina

#### Konsolidacja władzy (1917–1918)

##### Tworzenie rządu

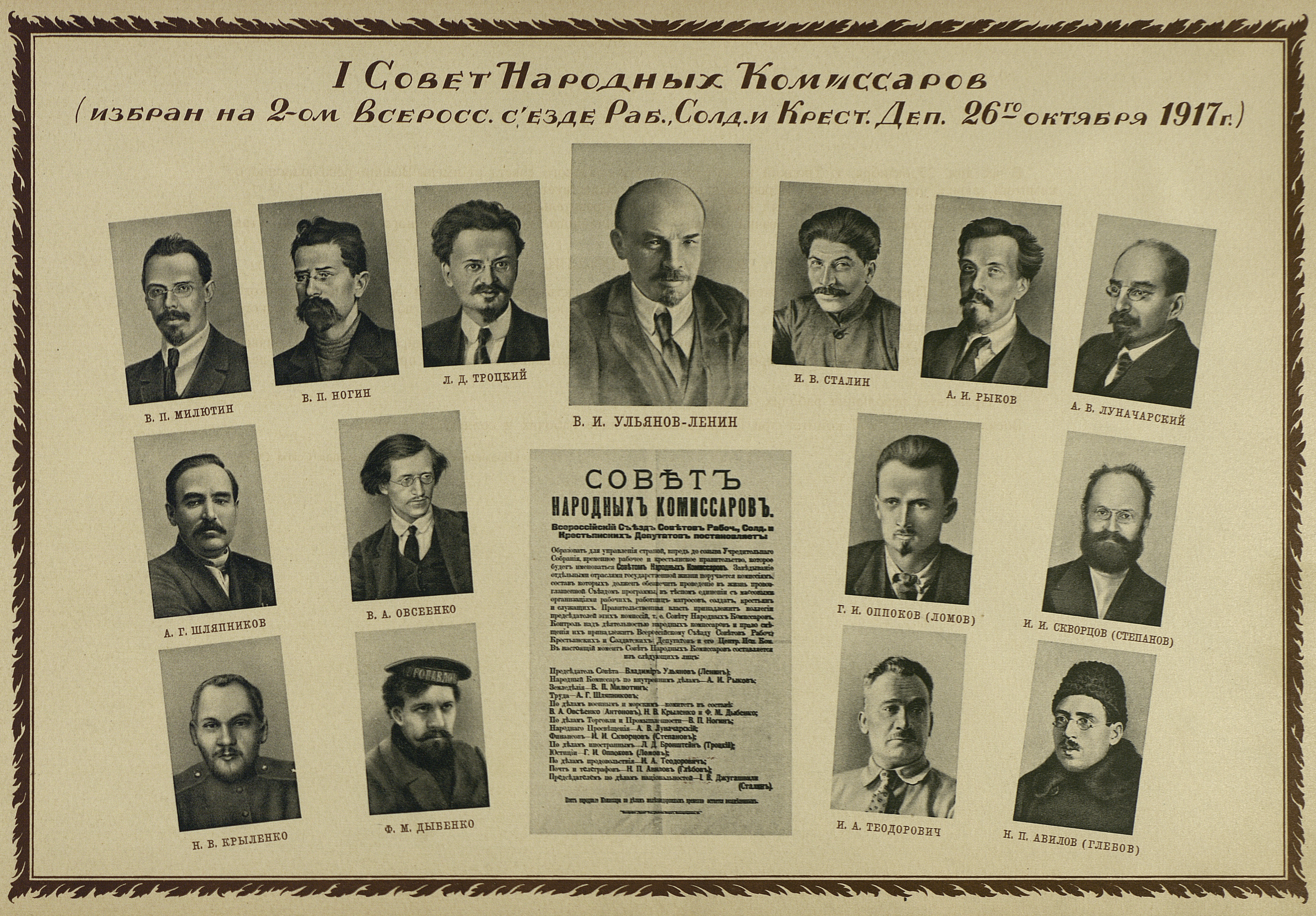
Skład pierwszego rządu Lenina, 1917

Poprzedni rząd, na którego czele stał Kiereński, zdecydował, że wybory do Zgromadzenia Konstytucyjnego mają odbyć się w listopadzie 1917 roku. Lenin po przejęciu władzy wiedział, że istnieje małe prawdopodobieństwo, że bolszewicy zdobędą w nich większość. Stąd też próbował przełożyć termin elekcji, na co nie zgodzili się pozostali liderzy bolszewików. Wybory odbyły się zgodnie z planem Rządu Tymczasowego. Wygrali je eserowcy. Bolszewicy znaleźli się na drugim miejscu, uzyskując około jednej czwartej głosów.
Według biografa Lenina, Davida Shuba, wybory te były najbardziej wolne w dotychczasowej historii Rosji. Bolszewicy najlepszy wynik uzyskali w miastach, na terenach uprzemysłowionych i w garnizonach wojskowych w centralnej Rosji. Ich antywojenne hasła okazały się szczególnie popularne pośród żołnierzy i marynarzy. Lenin i jego zwolennicy uważali, że głosowanie nie było sprawiedliwym odzwierciedleniem demokratycznej woli ludu rosyjskiego, bowiem ludzie nie mieli czasu na zapoznanie się z programem politycznym bolszewików, a listy wyborcze zostały sporządzone, zanim Lewicowi Eserowcy odłączyli się od reszty partii.
Nowo wybrane Rosyjskie Zgromadzenie Konstytucyjne zebrało się w styczniu 1918 roku w Petersburgu. Bolszewicy publicznie twierdzili, że Zgromadzenie jest kontrrewolucyjne, gdyż zamierzało odebrać władzę w kraju radom robotniczym; eserowcy i mienszewicy uważali natomiast, że takie rozwiązanie byłoby właściwe. Działacze popierający Zgromadzenie zorganizowali w Piotrogrodzie marsz w jego obronie. Marsz został ostrzelany przez wojsko, w wyniku czego zginęło kilka osób. W celu zdyskredytowania Zgromadzenia bolszewicy zgłosili w nim rezolucję, której ewentualne przyjęcie oznaczałoby pozbawienie wybranego organu znacznej części uprawnień. Zgromadzenie odrzuciło ten projekt. W odpowiedzi bolszewicy ogłosili, że to postępowanie było dowodem na kontrrewolucyjny charakter Konstytuanty i rozpędzili ją siłą.
Bolszewicy wielokrotnie wzywali Lenina do porzucenia dotychczasowej polityki i wezwania innych partii socjalistycznych do dołączenia do rządu, Lenin zdecydowanie odrzucał jednak takie rozwiązanie. W listopadzie 1917 roku do dymisji w proteście przeciwko jego nastawieniu podała się część członków bolszewickiego Komitetu Centralnego. Ponadto największy w Rosji związek zawodowy – Unia Pracowników Kolejowych – zagroził strajkiem w przypadku nieutworzenia rządu koalicyjnego najważniejszych partii socjalistycznych. Lenin zareagował na ostrzeżenie, przyjmując 9 grudnia do rządu lewicowych eserowców. Przedstawiciele partii otrzymali w rządzie pięć stanowisk. Zgromadzenie Konstytucyjne zostało rozwiązane przez rząd już w styczniu 1918 roku.
W listopadzie 1917 roku Lenin wraz z żoną zamieszkał w dwupokojowym mieszkaniu w Instytucie Smolnym. Naprzeciwko niego zamieszkał wraz z rodziną Trocki. Stres związany z rządzeniem państwem przyczynił się do nasilenia problemów zdrowotnych Lenina, który ponownie zaczął cierpieć na bóle głowy i bezsenność. W grudniu wyjechał wraz z żoną na kilka dni do sanatorium w Halie w Finlandii. W styczniu 1918 roku przeżył zamach. Pociski ominęły Lenina. Zamiast tego ranny został towarzyszący mu szwajcarski komunista Fritz Platten, który zasłonił radzieckiego przywódcę. Niektóre źródła wskazują, że organizatorami zamachu byli eserowcy, inne, że monarchiści.
Wiosną 1918 roku rząd bolszewicki podzielił Rosję na sześć jednostek terytorialnych zwanych obwodami (ros. obłasti), grupujących po kilka guberni. Były to: Moskwa (z dziewięcioma przyległymi guberniami), Ural ze stolicą w Jekaterynburgu, „Północna Komuna Pracujących” (siedem guberni ze stolicą w Piotrogrodzie), obwód północno-zachodni ze stolicą w Smoleńsku, Zachodnia Syberia ze stolicą w Omsku i Syberia Środkowa ze stolicą w Irkucku. Obwody te miały własną administrację, obsadzoną przez inteligencję, zwoływały własne zjazdy rad, niektóre powołały własne rady komisarzy ludowych. Gdzieniegdzie gubernie ogłosiły się „republikami” (gubernie: kazańska, kałuska, riazańska, ufijska, orenburska). Baszkirzy oraz Tatarzy nadwołżańscy powołali republiki narodowe. W czerwcu 1918 na terytorium Rosji istniały co najmniej 33 lokalne „rządy”.

Lenin jako szef rządu Rosji radzieckiej (zdjęcie z 1918 roku)

Na VII Kongresie bolszewików w marcu 1918 roku partia przyjęła nową oficjalną nazwę – Rosyjska Komunistyczna Partia. Lenin uznał, że termin „socjaldemokracja” zbyt ściśle wiąże się z reformistyczną Socjaldemokratyczną Partią Niemiec, która rozgniewała go w trakcie wojny za poparcie w niej własnego rządu. Nowa nazwa wskazywała cel partii – utworzenie społeczeństwa komunistycznego. Partia de facto sprawowała odtąd rzeczywistą władzę w Rosji, do czego jej członkowie się przyznawali, chociaż formalnie państwem rządziły Rada Komisarzy Ludowych i komitet wykonawczy wybrany przez wszechrosyjski zjazd rad. W partii utworzono Biuro Polityczne (Politbiuro) i Biuro Organizacyjne (Orgbiuro). Decyzje podejmowane przez te instytucje oraz KC były uważane za wiążące dla aparatu państwowego, rządu oraz Rady Pracy i Obrony. Lenin był w tej strukturze najbardziej znaczącą postacią. Był przewodniczącym rządu, zasiadał w Radzie Pracy i Obrony, w KC i w Biurze Politycznym. Jedyną osobą, której wpływ na kraj był porównywalnie znaczący, był Jakow Swierdłow, który jednak zmarł w marcu 1919 roku podczas pandemii grypy. Rosyjska opinia publiczna uważała jednak za drugą osobę w państwie Lwa Trockiego. Chociaż obaj działacze różnili się w poglądach w przeszłości, po 1918 Lenin zaczął podziwiać zdolności organizatorskie Trockiego i jego bezwzględność w postępowaniu względem wrogów bolszewików. W ścisłym kierownictwie partii najbliżej Lenina byli Zinowjew i Kamieniew.
Po przejęciu władzy przez bolszewików do partii zgłosiła się ogromna liczba nowych członków. W lutym 1917 roku było ich 23 600, w 1919 roku już 250 tysięcy, a w marcu 1921 roku – 730 tysięcy. Lenin uważał, że wielu z nowo przyjętych było karierowiczami, którzy dążyli do poprawy własnego statusu społecznego i nie utożsamiali się szczerze z poglądami bolszewików. W lipcu 1918 roku odbył się V Wszechrosyjski Zjazd Rad, na którym przyjęto nową konstytucję. Na jej mocy Republika Rosyjska została przemianowana na Rosyjską Federacyjną Socjalistyczną Republikę Radziecką.

##### Reformy społeczne i gospodarcze

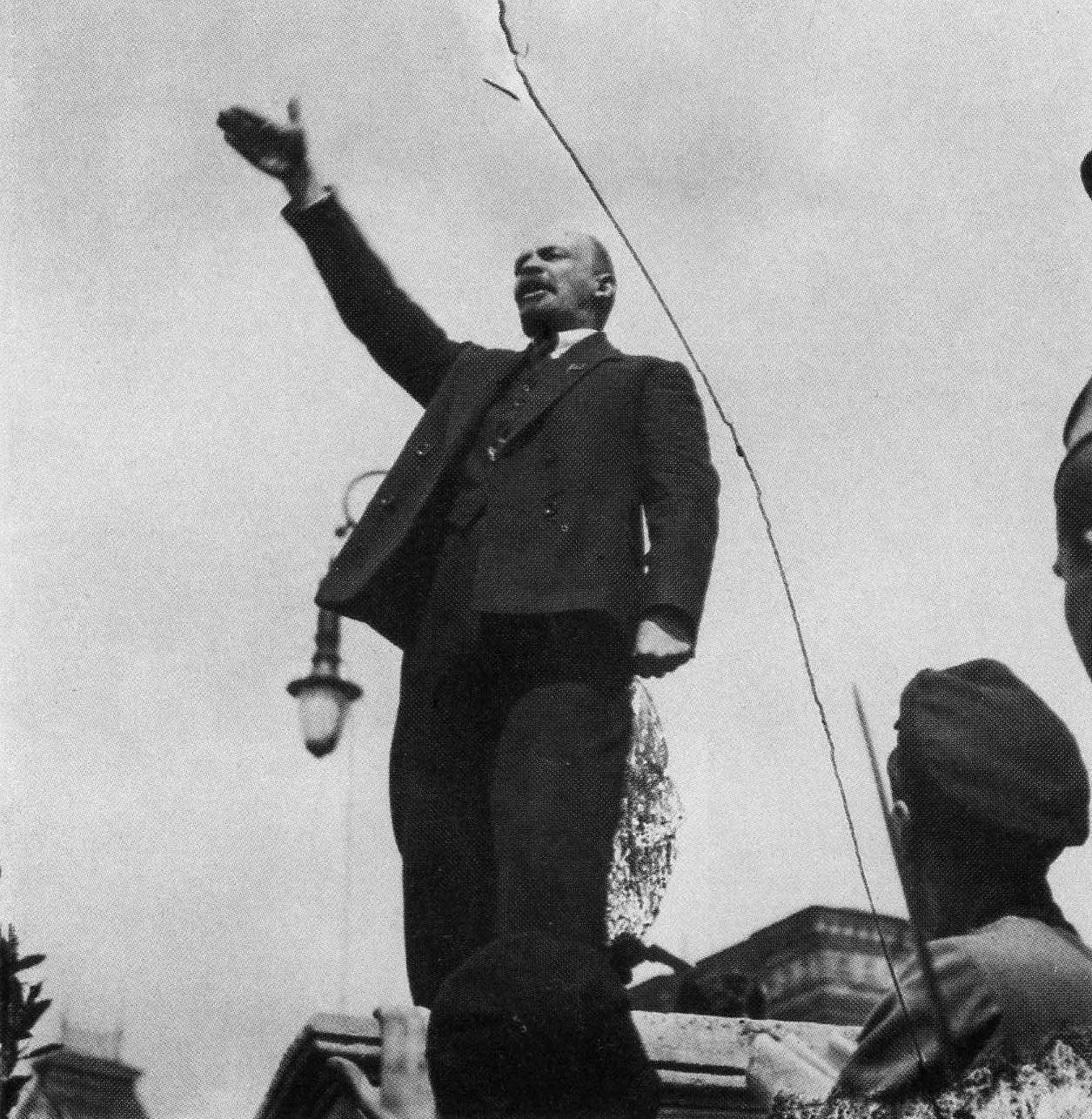
Lenin podczas wystąpienia

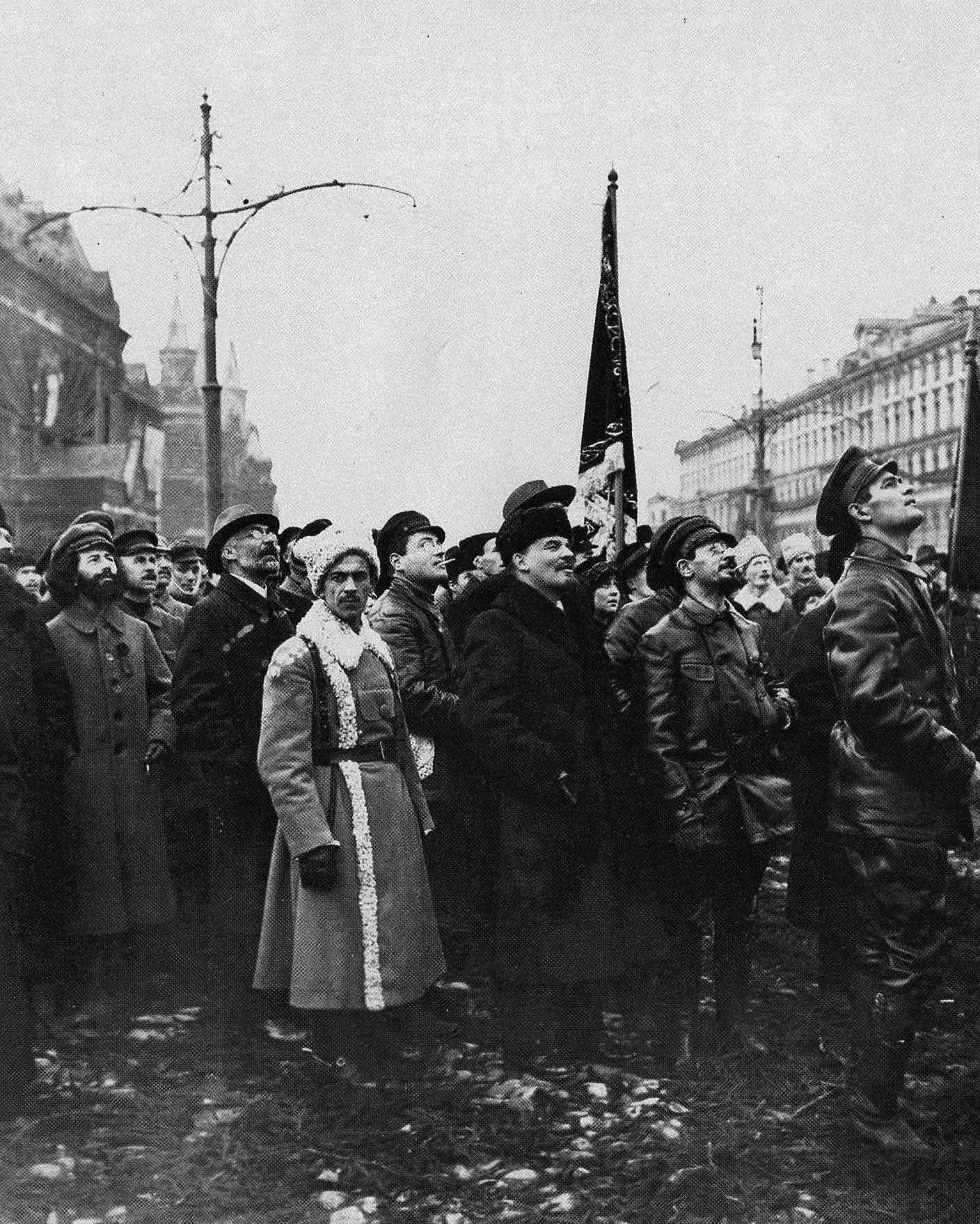
Lenin i Swierdłow na uroczystości odsłonięcia pomnika Marksa i Engelsa na placu Czerwonym w Moskwie podczas pierwszej rocznicy rewolucji, 1918

Rząd Lenina wydał szereg dekretów. Pierwszym z nich był dekret o ziemi, silnie wzorowany na platformie programowej eserowców. Na jego mocy grunty należące do arystokracji i Rosyjskiego Kościoła Prawosławnego zostały skonfiskowane, upaństwowione, a pozyskane areały miały zostać rozdzielone między chłopów. Kolejny dekret o pokoju, stanowił wezwanie do zakończenia I wojny światowej. Dokument ten pogłębił problem dezercji w rosyjskiej armii. Coraz więcej żołnierzy samowolnie opuszczało front i wracało do swoich domów, aby wziąć udział w podziale ziemi. W listopadzie rząd wydał dekret o prasie, który umożliwił zamknięcie wielu opozycyjnych mediów uznanych za kontrrewolucyjne. Prawo to było powszechnie krytykowane, w tym przez wielu bolszewików, jako sprzeczne z zasadą wolności prasy. Rząd twierdził przy tym, że jest to jedynie środek tymczasowy. 1 grudnia Rada Komisarzy Ludowych zdelegalizowała partię Konstytucyjno-Demokratyczną.
29 października Lenin wydał dekret wprowadzający ośmiogodzinny dzień pracy. Tego samego dnia ogłosił dekret o edukacji ludowej, który zapowiadał wprowadzenie bezpłatnej, powszechnej i świeckiej edukacji dla wszystkich dzieci w kraju. 2 listopada rząd pod jego kierownictwem opublikował Deklarację praw narodów Rosji, w której stwierdzono, że wszystkie nierosyjskie grupy etniczne żyjące na terenie dawnego Imperium Rosyjskiego mają prawo do samostanowienia i mogą tworzyć niezależne państwa narodowe. Powołując się na ten dekret w grudniu 1917 roku niepodległość ogłosiły Finlandia, Litwa i Łotwa. W styczniu 1918 roku suwerenność ogłosiła Ukraina, w lutym Estonia, Zakaukazie w kwietniu, a Polska w listopadzie. W każdym z tych państw powstały następnie, z pomocą Sownarkomu, odrębne partie komunistyczne. Rząd wprowadził również w Rosji kalendarz gregoriański w miejsce juliańskiego. W ciągu kilku najbliższych lat ustanowił również nowe regulacje poszerzające zakres praw kobiet, które uczyniono niezależnymi (pod względem ekonomicznym) od mężów; ponadto uproszczono prawo o rozwodach.
30 listopada Rada Komisarzy Ludowych ogłosiła rekwizycję złota i znacjonalizowała banki, co Lenin uważał za kluczowy krok na drodze do budowy socjalizmu. W tym samym miesiącu Sownarkom zniósł obowiązujące do tej pory stopnie wojskowe i odznaczenia, a żołnierzy wezwał do tworzenia komitetów, poprzez które wybieraliby dowódców. 14 listopada Lenin wydał rozporządzenie w sprawie kontroli robotniczej, które wzywało pracowników do tworzenia w przedsiębiorstwach komitetów monitorujących jego zarządzanie. W listopadzie 1918 roku zarządził utworzenie państwowych sierocińców. 1 grudnia utworzono Najwyższą Radę Gospodarki Narodowej, która objęła władzę nad bankowością, rolnictwem, przemysłem i handlem. W lutym podpisał Ustawę Zasadniczą o Socjalizacji Ziemi, która ratyfikowała przekazanie gruntów rolnych w ręce rosyjskiego chłopstwa.
Na początku 1918 Rada Komisarzy Ludowych ogłosiła anulowanie zadłużenia zagranicznego Rosji i odmówiła dalszego spłacania długów. W kwietniu tego samego roku znacjonalizowany został handel zagraniczny, a import i eksport znalazły się całkowicie w rękach państwa. W czerwcu 1918 Rada Komisarzy Ludowych wydała dekret o nacjonalizacji, na mocy którego upaństwowiono koleje, zakłady inżynieryjne, tekstylne, metalurgiczne i kopalnie. Nacjonalizacja ta miała jednak w wielu wypadkach charakter czysto teoretyczny, ponieważ bolszewicy nie byli w stanie niejednokrotnie wyegzekwować tego przepisu. Całkowitą nacjonalizację, podczas której państwo przejęło również małe zakłady przemysłowe, przeprowadzono dopiero w listopadzie 1920.
Reformy te wywołały podział w ruchu bolszewickim. Grupa nazwana później „lewicowymi komunistami” domagała się całkowitej nacjonalizacji przemysłu, rolnictwa, handlu, finansów, transportu i komunikacji. Lenin odrzucał tak radykalne postulaty jako niepraktyczne na tym etapie rewolucji. Przywódca stał na stanowisku, że rząd powinien znacjonalizować tylko duże przedsiębiorstwa kapitalistyczne, takie jak banki, kolei, większe majątki ziemskie, większe fabryki i kopalnie. Był zwolennikiem kapitalizmu państwowego, w ramach którego mniejsze przedsiębiorstwa pozostaną w prywatnych rękach i zostaną znacjonalizowane dopiero wtedy, gdy odpowiednio się rozwiną. Lenin nie zgadzał się z lewicowymi komunistami również w sprawie organizacji gospodarczej. W czerwcu 1918 roku wyraził pogląd o potrzebie scentralizowania kontroli nad przemysłem. Lewicowi komuniści twierdzili natomiast, że każda fabryka powinna znajdować się pod bezpośrednią kontrolą swoich pracowników. Lenin uważał, że poglądy takie są bliższe anarchosyndykalizmowi niż marksizmowi.
Lenin interesował się również sprawami kultury. W listopadzie 1917 roku w memorandum domagał się, by piotrogrodzkie biblioteki wydłużyły godziny pracy. W maju 1918 roku opracował plan utworzenia Socjalistycznej Akademii Nauk Społecznych, która miałaby m.in. publikować opracowania z zakresu marksizmu. W sierpniu 1918 roku, w celu zwiększenia liczby studentów, zalecił uniwersytetom preferencyjnie traktować podczas rekrutacji na studia osoby pochodzące z rodzin robotników i biednych chłopów. Poparł zamknięcie Teatru Bolszoj, gdyż fundusze przeznaczane na jego finansowanie w jego ocenie mogłyby zostać wydane na walkę z analfabetyzmem. W kwietniu 1918 wezwał do usuwania w całym kraju pomników z okresu carskiego i zastępowania ich pomnikami socjalistycznymi. W rocznicę rewolucji październikowej, w listopadzie 1918 roku był obecny na uroczystości odsłonięcia pomnika Karola Marksa i Fryderyka Engelsa na placu Czerwonym w Moskwie.
W listopadzie 1917 Rada Komisarzy Ludowych ogłosiła zniesienie przedrewolucyjnego systemu prawnego i sądownictwa. W jego miejsce wprowadzono system oparty na „świadomości rewolucyjnej”. Również w listopadzie utworzone zostały Trybunały Rewolucyjne, które miały rozstrzygać w sprawach „przestępstw kontrrewolucyjnych”, natomiast w marcu 1918 powstały Sądy Ludowe, które miały rozstrzygać w sprawach cywilnych i pozostałych sprawach karnych. Sądom tym nakazano ignorowanie prawa obowiązującego przed listopadem 1917 i opieranie swoich wyroków na dekretach Sownarkomu oraz na „socjalistycznym poczuciu sprawiedliwości”.
Od lipca 1922 intelektualiści, których uważano za nieprzychylnych rządowi bolszewickiemu, byli zsyłani lub deportowani z Rosji. Lenin osobiście kontrolował listy osób, które miały być w ten sposób represjonowane; byli wśród nich inżynierowie, archeolodzy, wydawcy, agronomowie, lekarze i pisarze. Gorki pisał do Lenina, wyrażając zaniepokojenie takim traktowaniem intelektualistów, jednak Lenin w odpowiedzi ze złością potępił „burżuazyjnych intelektualistów” jako kontrrewolucyjny element w społeczeństwie.

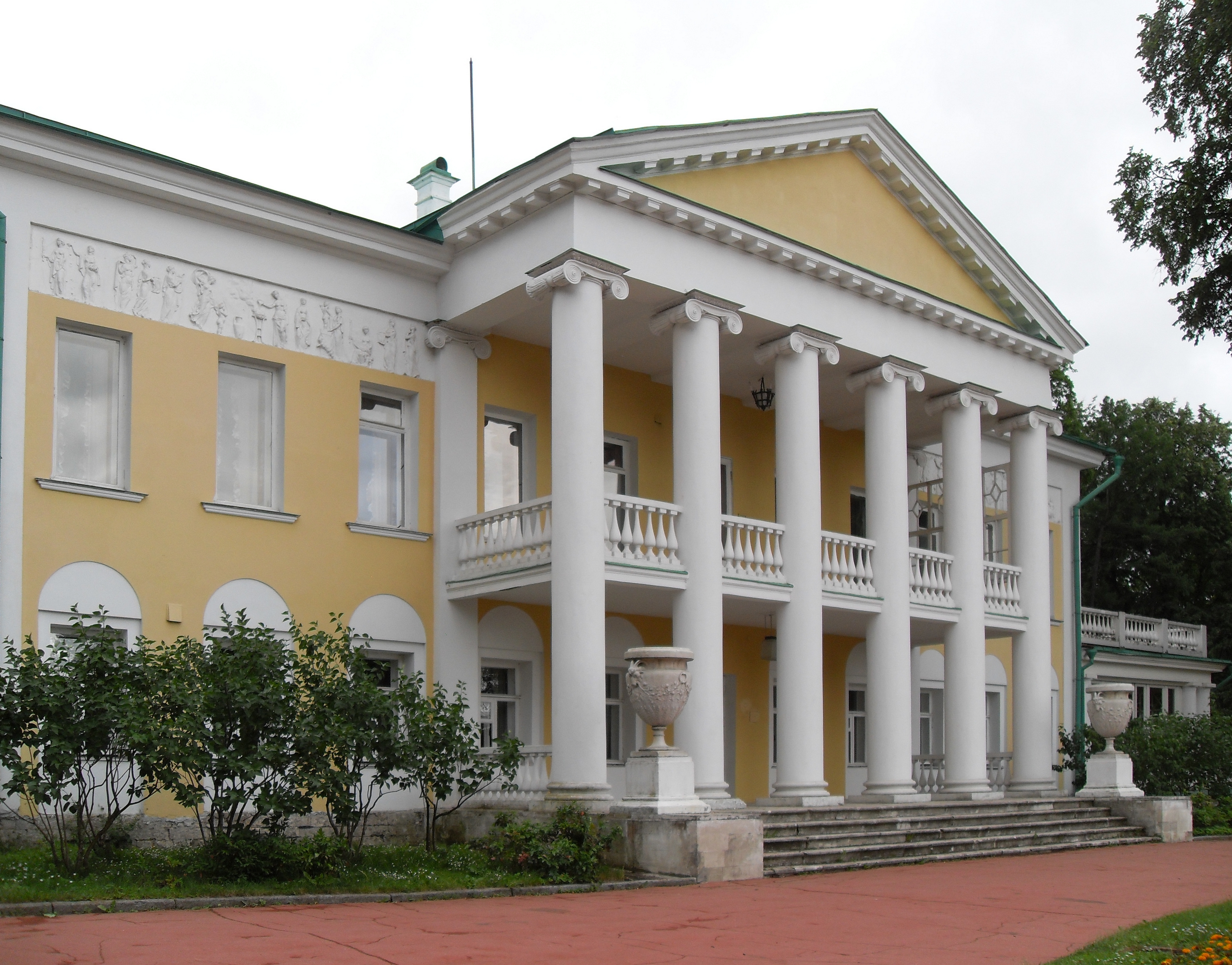
Pałac w byłej rezydencji Durasowów w podmoskiewskich Gorkach, oddanej w 1918 roku do dyspozycji Lenina i jego rodziny

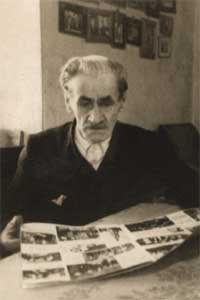
Spiridon Putin, osobisty kucharz Lenina i Krupskiej w Gorkach, później również kucharz Stalina, dziadek Władimira Putina (zdjęcie pod koniec życia)

W tym czasie wiele miast w zachodniej Rosji zaczęło cierpieć głód z powodu niedoborów żywności. Lenin o taki stan rzeczy oskarżył zamożniejszych chłopów i kułaków, twierdząc, że magazynowali oni produkty we własnym interesie. W maju 1918 roku wydał nakaz rekwizycji żywności przez specjalne uzbrojone oddziały i jej dystrybucji w miastach, w czerwcu wezwał do utworzenia komitetów biedoty (kombiedów) mających wspomóc rekwizycję. W kwietniu 1918 Lenin wydał deklarację „Bezwzględna wojna przeciwko kułakom! Śmierć im!”. Wobec rozwoju czarnego rynku, de facto uzupełniającego oficjalną państwową gospodarkę, wzywał do rozstrzeliwania spekulantów i czarnorynkowych handlarzy. Wydał dekret, w którym nakazywał brać 25–30 zamożnych zakładników, którzy swoim życiem gwarantowaliby dokonanie rekwizycji żywności. Przykładem poglądów Lenina w tej sprawie jest również telegram wysłany w sierpniu 1918 do bolszewików z Penzy, w którym wzywał do stłumienia powstania chłopskiego poprzez publiczne powieszenie przynajmniej 100 „znanych kułaków, bogaczy, krwiopijców”. Polityka ta doprowadziła do eskalacji przemocy na prowincji, co przyczyniło się do wybuchu wojny domowej; Fischer określił te wydarzenia jako „wojnę domową w wojnie domowej”. Polityka względem chłopów sprawiła, że przestali oni produkować zboże na handel, lecz ograniczali się do wytwarzania go na własne potrzeby. Na V Wszechrosyjskim Zjeździe Rad z lipca 1918 roku w Moskwie eserowcy i lewicowi eserowcy potępili użycie metod siłowych w trakcie rekwizycji. Widząc, że kombiedy zwróciły się przeciwko chłopom średnio zamożnym („średniakom”), niebędącym kułakami, co z kolei prowadziło do pogorszenia stosunków między chłopstwem z rządem, w grudniu 1918 Lenin zlikwidował komitety. Wezwał również do karania robotników, którzy nie poddawali się dyscyplinie.
Znajdował się pod wpływem teorii Niccola Machiavellego o stosowaniu przez państwo przemocy w celu sprawowania kontroli i wielokrotnie podkreślał potrzebę posługiwania się terrorem i przemocą w celu obalenia starego porządku i zapewnienia sukcesu rewolucji. Przemoc taką nazywał „rewolucyjną sprawiedliwością”. Przemawiając w listopadzie 1917 przed komitetem wykonawczym Wszechrosyjskiego Zjazdu Radu twierdził, że państwo jest z natury instytucją stosującą przemoc; dotąd niewielka grupa bogaczy posługiwała się przemocą przeciwko ludziom, po rewolucji natomiast przemoc miała być stosowana w interesie ludu. Sprzeciwiał się zniesieniu kary śmierci i twierdził, że bez egzekucji nie da się ochronić rewolucji. Obawiając się sił kontrrewolucyjnych i obalenia przez nie rewolucyjnej administracji, nakazał utworzenie policji politycznej znanej jako Wszechrosyjska Komisja Nadzwyczajna do Walki z Kontrrewolucją i Sabotażem, w skrócie określanej jako Czeka. Na czele tej organizacji umieścił polskiego rewolucjonistę Feliksa Dzierżyńskiego. Lenin powiedział, że dobry komunista jest również czekistą. W ciągu kolejnych lat ofiarami tej organizacji padły dziesiątki tysięcy ludzi. Do 1918 w Rosji utworzono obozy pracy, do których trafiały osoby uznane za wrogów państwa. W 1921 rząd zgodził się na budowę obozu w Uchcie, który miał pomieścić od 10 do 20 tys. więźniów. W rezultacie realia wczesnej bolszewickiej Rosji stały się całkowicie odmienne od ideałów państwa socjalistycznego bez ucisku, terroru czy rządów policyjnych, które Lenin głosił jeszcze w 1917.
Taki stan rzeczy doprowadził do potępienia rządu Lenina przez wielu zagranicznych obserwatorów. Wielu z nich stwierdziło, że utworzone przez niego państwo nie może być nazywane socjalistycznym. Krytycy wskazywali na brak powszechnego udziału w życiu politycznym, konsultacji ze społeczeństwem i demokracji w zakładach pracy – cech, które uważali za kluczowe dla społeczeństwa socjalistycznego. Na jesieni 1918 roku Karl Kautsky wydał broszurę Dyktatura Proletariatu, w której krytykował reżim bolszewicki jako antydemokratyczny, na co Lenin odpowiedział w ostrych słowach, nazywając autora druku „burżuazyjnym pochlebcą”. Lenina skrytykowała też Róża Luksemburg, która podzielała stanowisko Kautskiego i uważała, że Lenin „nie ustanowił dyktatury proletariatu..., a jedynie dyktaturę garści polityków”. Z kolei rosyjski anarchista Piotr Kropotkin opisał przejęcie władzy przez bolszewików jako „pogrzeb rewolucji rosyjskiej”.

##### Traktat brzeski

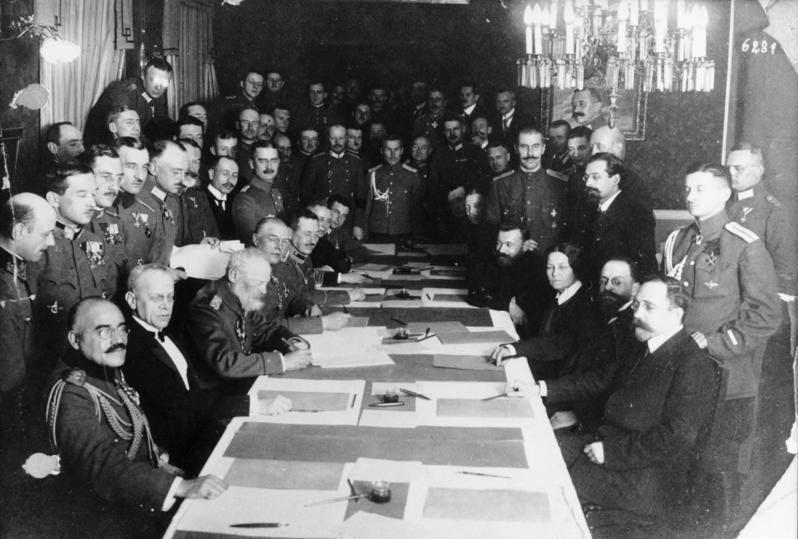
Podpisanie traktatu brzeskiego

Po objęciu władzy w Rosji Lenin uważał, że jednym z kluczowych zadań stojących przed jego rządem jest wycofanie kraju z wojny światowej przez ustanowienie rozejmu z państwami centralnymi. Polityk uważał, że trwająca wojna spowoduje wzrost niezadowolenia wśród znużonych walkami rosyjskich żołnierzy, którym obiecał pokój. Sądził również, że zarówno postawa rosyjskich wojsk, jak i odnosząca sukcesy armia niemiecka mogą tworzyć zagrożenia dla jego rządu i dla sprawy socjalizmu na świecie. Dlatego był skłonny do zaakceptowania pokoju z państwami centralnymi za wszelką cenę. Inni bolszewicy – w szczególności Nikołaj Bucharin i lewicowi komuniści – uważali inaczej. Ich zdaniem pokój z państwami centralnymi byłby zdradą ruchu rewolucyjnego. W ich przekonaniu Rosja powinna prowadzić „rewolucyjną wojnę obronną”, która poskutkowałaby w Niemczech wybuchem powstania robotniczego przeciwko rządowi. Według biografa Lenina, Roberta Service’a, wewnątrzpartyjna kampania na rzecz pokoju była „najbardziej zaciekła” w jego karierze politycznej.
Uznając, że musi postępować w tej sprawie ostrożnie, Lenin nie wszedł w bezpośrednie negocjacje z państwami centralnymi. Zamiast tego w dekrecie o pokoju zaproponował trzymiesięczny okres zawieszenia broni, co zostało następnie zatwierdzone przez II Zjazd Rad i przedstawione rządom Niemiec i Austro-Węgier. Niemcy odpowiedziały na ofertę pozytywnie, widząc w takim rozwiązaniu szansę skupienia swojej uwagi militarnej na froncie zachodnim. W listopadzie rozpoczęły się rozmowy pokojowe, które toczyły się w siedzibie niemieckiego dowództwa na froncie wschodnim w Brześciu Litewskim. Delegacja rosyjska składała się z Lwa Trockiego i Adolfa Joffego. Obie strony zgodziły się na jedenaście dni zawieszenia broni. Następnie przedłużyły je do stycznia.
Negocjacje nie odbyły się bez sporów. Niemcy żądali, aby Rosja uznała ich wojenne zdobycze obejmujące Polskę, Litwę i Kurlandię. Rosjanie twierdzili, że aneksja tych terenów przez Niemców jest naruszeniem prawa narodów do samostanowienia i że pokój musi być osiągnięty bez aneksji terytorialnych. Bolszewicy mieli nadzieję, że rozmowy będzie można przedłużać w nieskończoność, do momentu, gdy w całej Europie wybuchnie rewolucja proletariacka. 7 stycznia 1918 roku Trocki powrócił z Brześcia Litewskiego do Piotrogrodu informując, że negocjatorzy strony przeciwnej przedstawili Rosji ultimatum – albo Rosjanie zaakceptują żądania terytorialne Niemiec, albo wojna zostanie wznowiona.
8 stycznia Lenin wygłosił mowę przed III Wszechrosyjskim Zjazdem Rad. Wezwał w niej delegatów do przyjęcia propozycji Niemiec. Twierdził, że straty terytorialne są dopuszczalne, jeżeli zapewnią przetrwanie bolszewickiego rządu. Większość bolszewików odrzuciła to stanowisko w nadziei na dalsze przedłużanie rozejmu. 10 lutego państwa centralne wydały drugie ultimatum. W odpowiedzi Komitet Centralny bolszewików odrzucił je, jednak wbrew żądaniom Lenina. 18 lutego armia niemiecka wznowiła ofensywę, zbliżając się coraz bardziej do Piotrogrodu. Już pierwszego dnia zajęty został Dyneburg, a na początku marca siły niemieckie znalazły się w odległości 150 km od stolicy.
Po niemieckiej ofensywie Lenin ponownie wezwał KC do zaakceptowania żądań państw centralnych. Tym razem uzyskał w KC większość siedmiu głosów przeciwko pięciu. Lewicowi komuniści i Bucharin podtrzymali stanowisko przeciwne pokojowi. 23 lutego państwa centralne wydały nowe ultimatum. Mocarstwa zażądały od Rosji uznania kontroli niemieckiej nad nie tylko Polską i państwami bałtyckimi, ale także nad Ukrainą. W przypadku odmowy zagroziły inwazją na Rosję. 3 marca delegacja bolszewicka podpisała traktat pokojowy – traktat brzeski. Wiedząc, że wydarzenie to wzbudzi kontrowersje, Lenin postanowił nie podpisywać traktatu osobiście, ale powierzył to zadanie Grigorijowi Sokolnikowowi. Traktat spowodował ogromne straty terytorialne Rosji: poza jej granicami znalazły się: 26% populacji, 37% ziem użytkowanych rolniczo, 28% przemysłu, 26% kolei, dwie trzecie zasobów węgla i żelaza.
Porozumienie pokojowe zostało bardzo źle odebrane w Rosji. Biuro Moskiewskie partii bolszewickiej oficjalnie ogłosiło swój sprzeciw wobec traktatu, co Lenin uznał za całkowicie zrozumiałe i uprawnione. Lewicowi eserowcy i kilku bolszewików na znak protestu zrezygnowało z funkcji ministerialnych (wszyscy następnie, nieoficjalnie, powrócili na dawne stanowiska).
Po podpisaniu traktatu rząd Lenina skupił się na próbach wzniecenia rewolucji proletariackiej w Niemczech. Wydano szereg antywojennych i antyrządowych publikacji, które były rozsyłane pośród wojsk niemieckich walczących na froncie rosyjskim. Rozgniewany rząd Niemiec usunął przedstawicieli rządu Rosji ze swojego terytorium. W listopadzie 1918 w Niemczech wybuchła rewolucja listopadowa, do której wybuchu przyczyniło się wsparcie płynące m.in. ze strony rosyjskich rewolucjonistów z Rosji. Jeszcze jednak w tym samym miesiącu cesarz niemiecki Wilhelm II podał się do dymisji, a nowa administracja 11 listopada 1918 roku podpisała rozejm z Ententą. Wówczas rząd bolszewicki ogłosił, że traktat brzeski stracił ważność.

### Moskwa i zamach

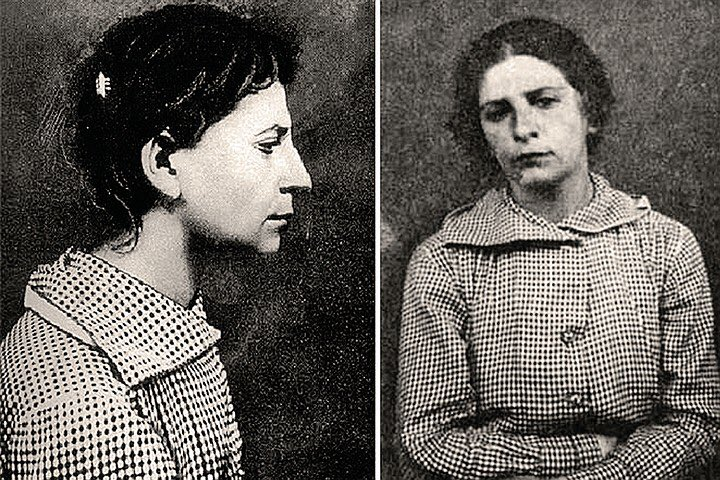
Fanny Kapłan, wykonawczyni nieudanego zamachu na Lenina w Fabryce Michelsona 30 sierpnia 1918

W dalszym ciągu obawiając się, że niemiecka armia może stanowić zagrożenie dla stolicy, w marcu 1918 rząd przeniósł się do Moskwy. Ogłoszono, że jest to środek tymczasowy. Lenin razem z rodziną, podobnie jak Trocki, zamieszkał na Kremlu, w dawnym budynku Senatu. Do końca życia bardzo rzadko opuszczał centrum Moskwy, z wyjątkiem wycieczki do Piotrogrodu w 1919 i 1920 oraz okresu rekonwalescencji.
30 sierpnia 1918, po przemowie do moskiewskich robotników, padł ofiarą zamachu – został trafiony dwiema kulami, ciężko ranny. Do Lenina strzelała zwolenniczka eserowców Fanny Kapłan. Zapytana, dlaczego przeprowadziła zamach, stwierdziła, że Lenin jest „zagrożeniem dla socjalizmu”. Po krótkim śledztwie stracona przez rozstrzelanie. Atak odbił się echem w prasie rosyjskiej i przyczynił się do zwiększenia popularności Lenina i wzrostu poparcia dla niego. We wrześniu 1918 roku chory polityk przeniósł się do luksusowej posiadłości w pobliżu Gorki (współcześnie Gorki Leninskije), krótko wcześniej zakupionej przez rząd.
W styczniu 1919 opuścił Moskwę, by udać się na imprezę dla dzieci w Sokolnikach, na którą został zaproszony. Gdy jechał przez przedmieścia, uzbrojeni mężczyźni zatrzymali jego samochód, nakazali pasażerom wyjść, a następnie ukradli auto. Lenin twierdził, że incydent miał znaczenie jedynie rabunkowe, gdyż gdyby napastnicy działali z pobudek politycznych, z pewnością zabiliby go. W związku z tym incydentem w Moskwie wprowadzono de facto stan wojenny, a kilkuset podejrzanych przestępców aresztowano. W kwietniu 1919, na rozkaz Józefa Stalina, ochrona Lenina została zwiększona.

#### Wojna domowa

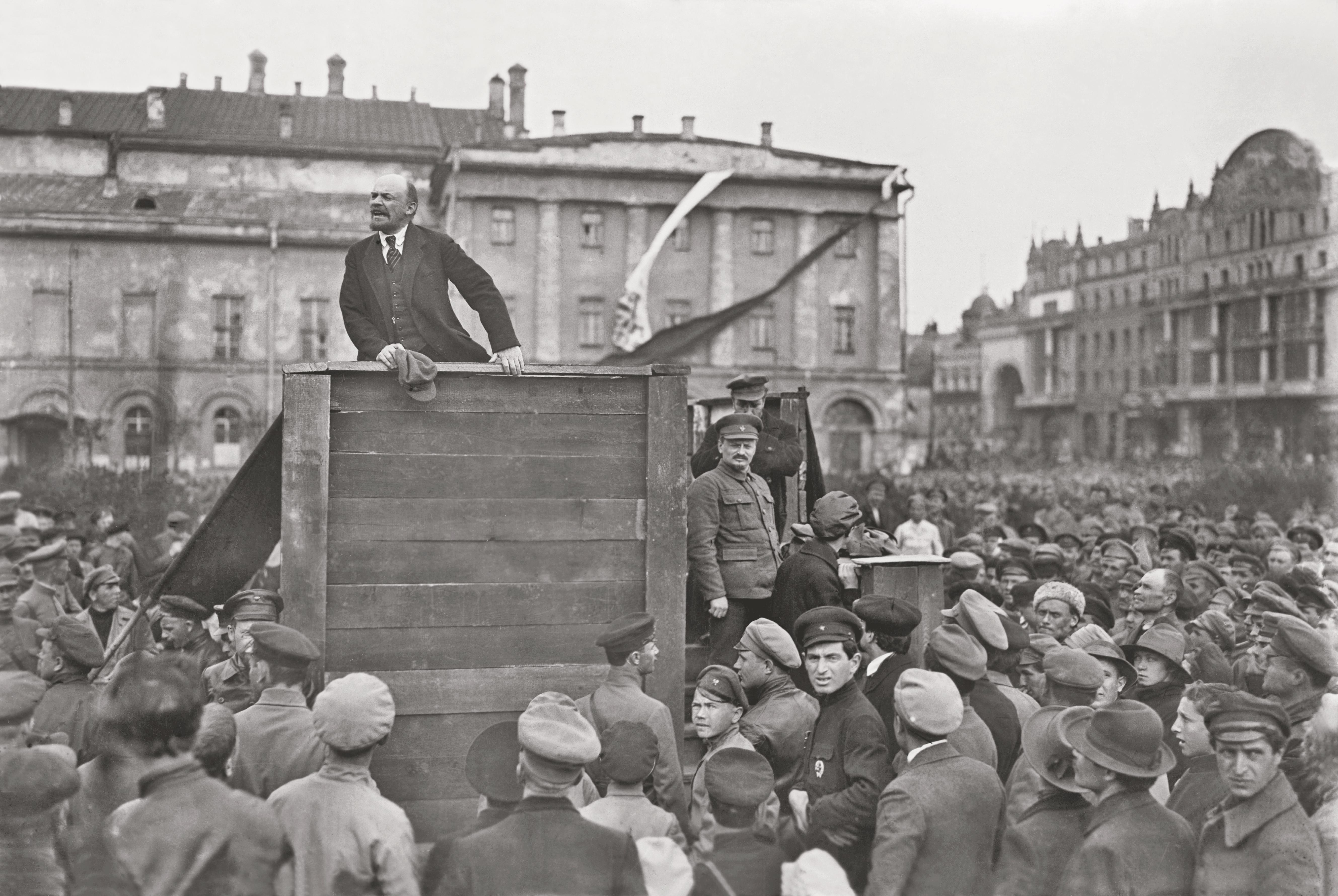
Lenin podczas przemówienia w 1920 roku, obok stoją Trocki i Kamieniew

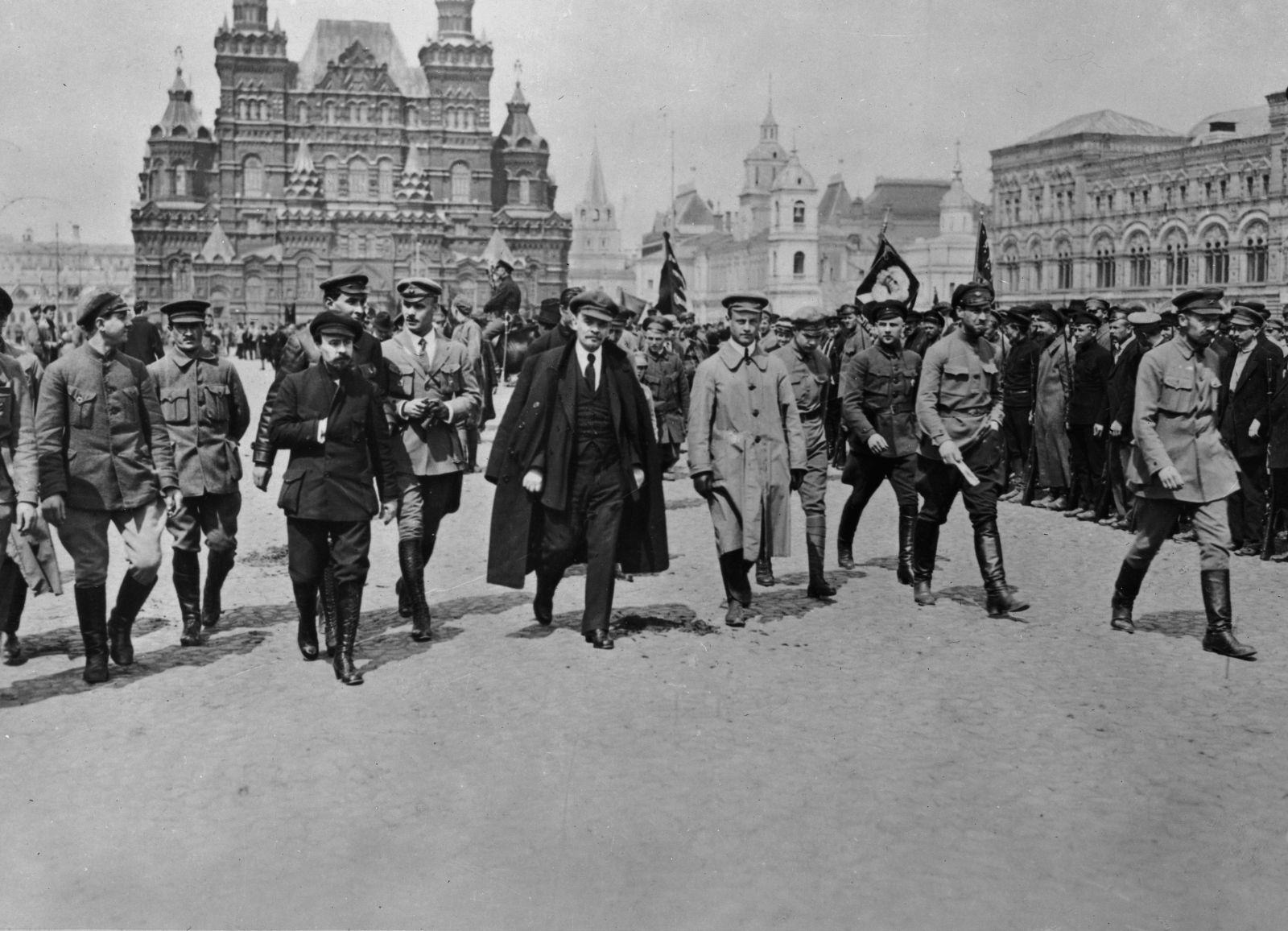
Lenin na paradzie w centrum Moskwy, 1919

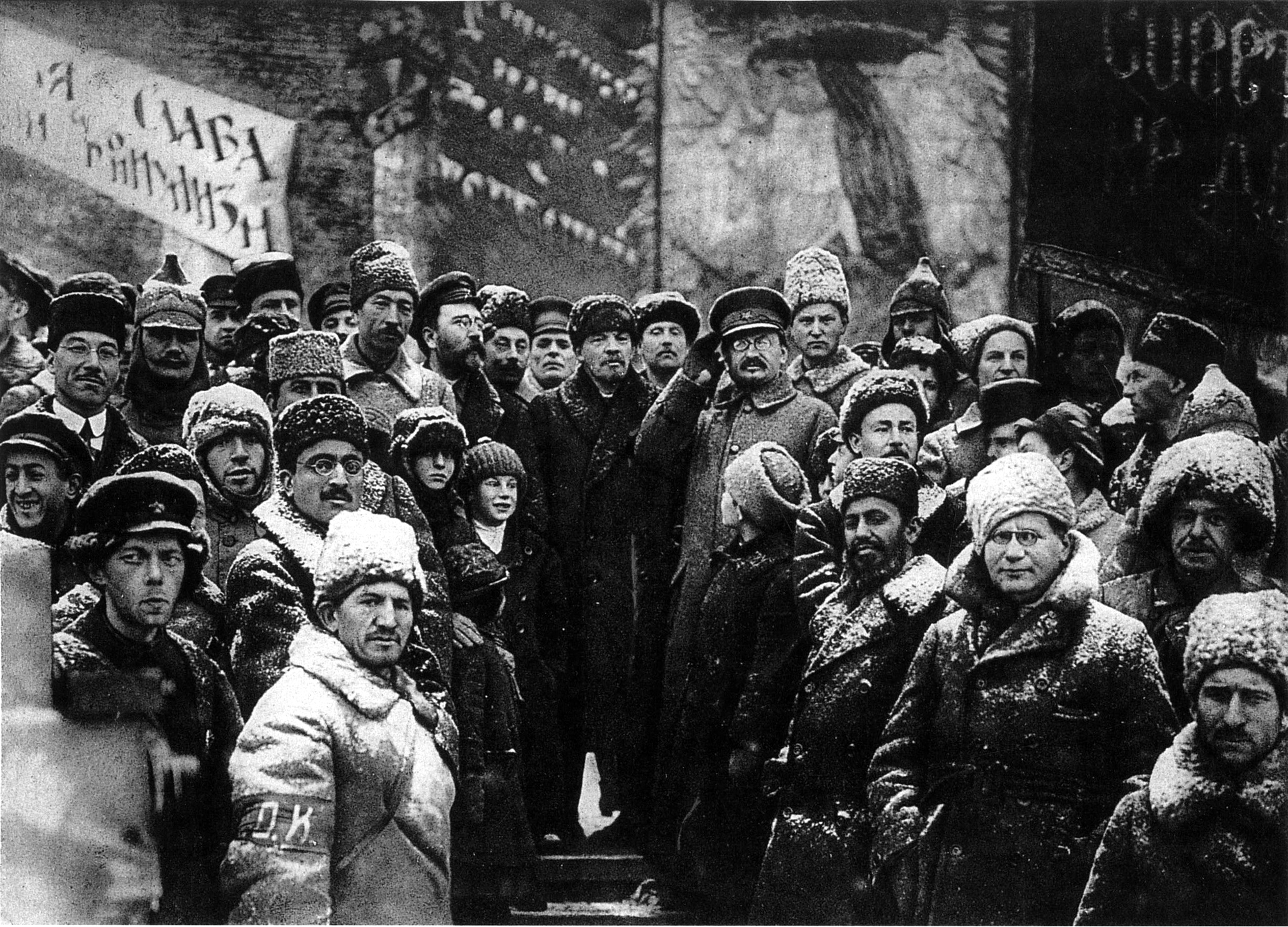
Obchody drugiej rocznicy rewolucji październikowej, listopad 1919; w środku Lenin i Trocki

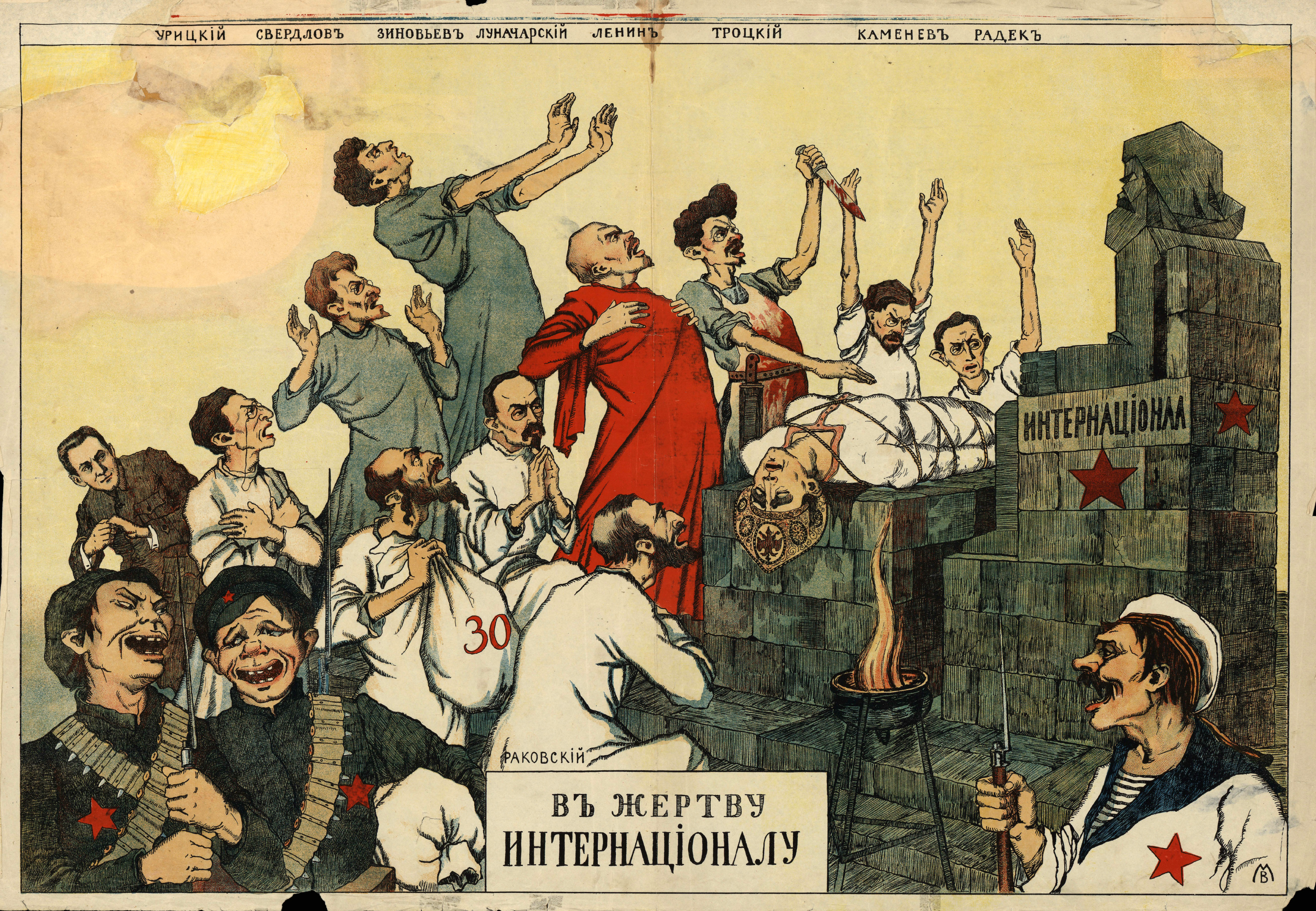
Antybolszewicki plakat Białych z ok. 1919 roku. Główni bolszewicy, na czele z Leninem, składają na ołtarzu „Internacjonalizmu” ofiarę z Rosji.

Chociaż Lenin czytał pracę O wojnie autorstwa Carla von Clausewitza, nie miał żadnego doświadczenia wojskowego. Jego poglądy w kwestii wojny domowej opierały się na marksistowskim rozumieniu wojny klasowej, a w szczególności na doświadczeniach Komuny Paryskiej. Lenin spodziewał się antyrewolucyjnego oporu rosyjskiej burżuazji i arystokracji, jednak uważał, że bolszewicy mają większe szanse na wygranie wojny. Wynikać to miało z większej liczebności klas niższych i zdolności partii do ich organizowania. Nie przewidział jednak skali zbrojnej opozycji wobec bolszewickich rządów. Krajowa burżuazja, pozbawiona wielu dotychczasowych praw, szybko przystąpiła do walki z nimi. W grudniu 1917 roku na Południu Rosji, z inicjatywy Ławra Korniłowa i Michaiła Aleksiejewa powstała antybolszewicka Armia Ochotnicza. Na jej czele stanął następnie Anton Denikin, który poprowadził ofensywę Białych przez Don i południową Ukrainę, zajmując Kursk i Orzeł. Na Syberii Najwyższym Władcą Rosji ogłosił się wrogi bolszewikom admirał Aleksandr Kołczak, który ruszył w kierunku Moskwy, zdobywając w grudniu 1918 Perm; jego siły zostały pokonane w lipcu 1919. Antybolszewickie siły, zdobywając obszary Rosji, wprowadzały na nich biały terror, wymierzony w zwolenników rządu, lecz zwykle bardziej spontaniczny niż odgórny, wprowadzony przez rząd terror czerwony.
Wojna domowa w Rosji była starciem nie tylko Czerwonych (bolszewików i ich zwolenników) i Białych. Składały się na nią również wystąpienia narodowe i bunty chłopskie.
Siły Białych były wspierane przez zachodnie rządy, które uważały, że pokój brzeski był zdradą zachodnich sojuszników Rosji, jak również obawiały się wezwań bolszewików do rewolucji światowej. Biali, czyli przeciwnicy rządu, zostali wzmocnieni, gdy ich armię zasiliło 35 tysięcy byłych członków Korpusu Czechosłowackiego. Dzięki pomocy tych żołnierzy kontrrewolucjoniści utworzyli rząd zwany jako Komucz. Za jego siedzibę obrano Samarę. Komucz i Korpus Czechosłowacki rozszerzyły obszar swoich wpływów na Kazań, jednak ich siły zostały rozbite przez Armię Czerwoną w bitwie pod Swijażskiem. Została ona utworzona na polecenie Lenina przez Lwa Trockiego. Ze wsparciem Lenina we wrześniu 1918 roku Trocki zorganizował Rewolucyjną Radę Wojenną Republiki, której przewodniczącym pozostawał do 1925 roku. W szeregach Armii Czerwonej znalazło się wielu dawnych carskich oficerów. Lenin zgodził się na to, dostrzegając, że mieli oni cenne doświadczenie wojskowe; Trocki nakazał utworzenie rad wojskowych, by nadzorować ich postępowanie. W związku z falą pogromów Żydów, które objęły szczególnie obszar Ukrainy, dokonywanych zarówno przez Białych, jak i Armię Czerwoną, Lenin potępił zjawisko antysemityzmu i oświadczył, że to kapitaliści doprowadzili do powstania nienawiści względem Żydów, socjaliści bowiem nie mieli ku temu powodu. Nie starał się jednak o ukaranie winnych pogromów.
Oddziały czerwonoarmistów zostały wysłane do nowo utworzonych państw narodowych na terenach dawnego Imperium Rosyjskiego, by wesprzeć tamtejszych komunistów w powołaniu tam rządów radzieckich. Dzięki tej strategii powstały Komuna Ludzi Pracy Estonii, Łotewska Socjalistyczna Republika Radziecka, Litewska Socjalistyczna Republika Radziecka i Białoruska Socjalistyczna Republika Radziecka. Wszystkie te organy były oficjalnie niezależne od Rosji bolszewickiej. Wielu starszych bolszewików krytykowało wspieranie ruchów narodowych nawet w takiej postaci, twierdząc, że naruszono w ten sposób internacjonalistyczny etos ruchu. Lenin nie zważał na krytykę, podkreślając, że uczucia narodowe i etniczne muszą być szanowane. Zapewnił jednak, że realna władza znajdowała się w Moskwie, a zatem „narodowe” rządy były jedynie regionalnymi oddziałami Rady Komisarzy Ludowych.
Podpisanie traktatu brzeskiego sprawiło, że lewicowi eserzy coraz bardziej zdecydowanie postrzegali bolszewików jako zdrajców rewolucji. W lipcu 1918 roku ich działacz Jakow Blumkin dokonał udanego zamachu na niemieckiego ambasadora w Rosji, Wilhelma von Mirbach-Harffa. Zamachowiec liczył, że incydent dyplomatyczny doprowadzi do odnowienia wojny rewolucyjnej z Niemcami. Starając się rozładować sytuację, Lenin złożył osobiste kondolencje ambasadzie niemieckiej. Lewicowi eserowcy niezadowoleni z rozwoju sytuacji zorganizowali nieudaną próbę puczu antybolszewickiego. Wystąpienie to zostało szybko stłumione przez siły Trockiego i dwa łotewskie bataliony stacjonujące w stolicy. Przywódcy lewicowych eserów zostali aresztowani i skazani na kary więzienia; wyroki w ich sprawie były jednak znacznie łagodniejsze niż w przypadku innych krytyków bolszewików. 9 lipca V Wszechrosyjski Zjazd Rad ogłosił wykluczenie przedstawicieli partii lewicowych eserowców z rad na terenie całego kraju.
Bolszewicy zajmowali przede wszystkim obszar Wielkorosji, podczas gdy Biali znajdowali się głównie na peryferiach dawnego imperium, w regionach zdominowanych przez nierosyjskie grupy etniczne. W rękach bolszewików pozostały dwa najważniejsze miasta Rosji – Moskwa i Piotrogród. Antykapitalizm bolszewików wpłynął na ich duże poparcie ze strony proletariatu, zaś wielu chłopów poparło ich z uwagi na podział ziemi. Rosyjski nacjonalizm głoszony przez Białych generałów zniechęcał niektóre mniejszości narodowe i etniczne. Dużym utrudnieniem dla Białych było również rozproszenie geograficzne ich sił. Do niewielkiego poparcia dla nich przyczynił się też brak oczekiwanych haseł zmian społecznych, które przyciągnęłyby do nich zwolenników. Zapowiedzi restauracji monarchii nie odgrywały nośnej społecznie roli. W wojnie domowej zginęło 13 mln ludzi.
Latem 1919 wojska Denikina musiały na Ukrainie przejść do odwrotu, by następnie okopać się na Krymie; Denikin, po zrzeczeniu się dowództwa na rzecz generała Piotra Wrangla, następnie wyemigrował do państw Europy Zachodniej. W grudniu 1919 Armia Czerwona ponownie zajęła Kijów. Do stycznia 1920 Biali zostali pokonani na ziemiach rosyjskich, walki trwały natomiast na ziemiach dawnego imperium, na których powstały nowe państwa. Chociaż Lenin zgodził się na ich utworzenie, podobnie jak inni bolszewicy pragnął przyłączyć je do socjalistycznej Rosji.
W lipcu 1918 roku Jakow Swierdłow poinformował Lenina i rząd, że rada z Jekaterynburga postanowiła rozstrzelać byłego cara Mikołaja II i jego rodzinę, aby nie dopuścić do odbicia ich przez zbliżającą się do miasta Białą Armię. Mimo braku dowodów, Pipes i Wołkogonow uważają, że Lenin zgodził się na stracenie byłego monarchy. Był to dla niego polityczny aksjomat; wzorem była egzekucja Ludwika XVI dokonana przez rewolucjonistów francuskich. Egzekucja miała uniemożliwić monarchistom propagandowe wykorzystanie Romanowów i udowodnić Rosjanom, że restauracja monarchii była niemożliwa. Do wiadomości publicznej podano jedynie informację o śmierci Mikołaja II, zapewniono, że jego najbliższa rodzina pozostała przy życiu.

#### Czerwony terror

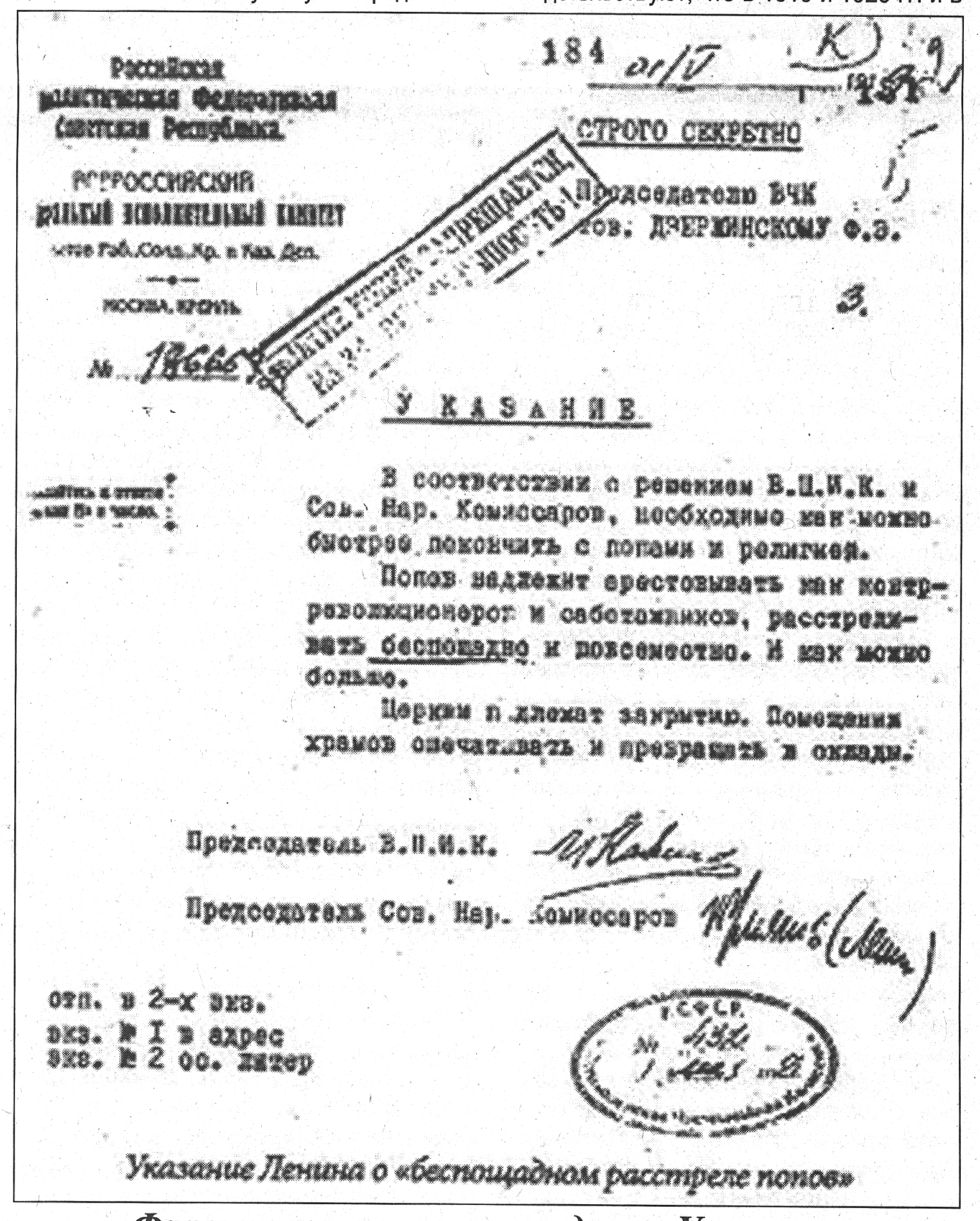
Rozkaz Lenina i Kalinina z 1 maja 1919 do szefa Czeki Dzierżyńskiego nakazujący „jak najszybciej położyć kres księżom i religii”. Dekret nakazuje aresztować popów jako kontrrewolucjonistów i „rozstrzeliwać bezlitośnie i wszędzie, i jak najwięcej”

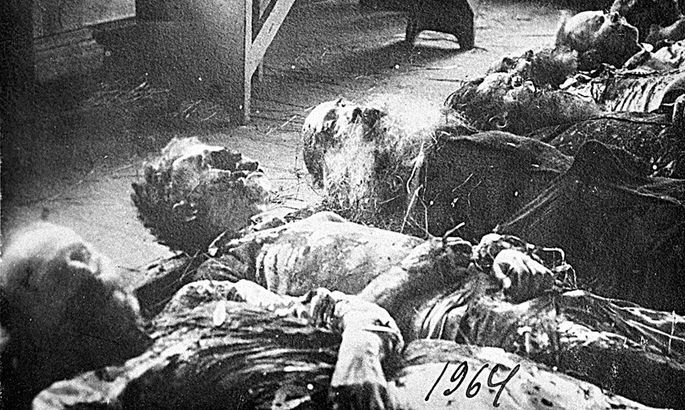
Ofiary masakry dokonanej przez Czeka 14 stycznia 1919 r. w piwnicy banku kredytowego w Tartu w Estonii. Wśród ofiar m.in. biskup Płaton

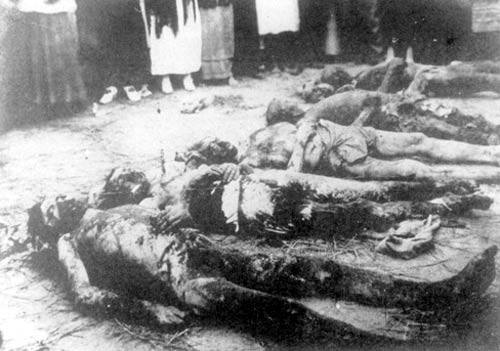
Ofiary Czeki znalezione w piwnicy budynku Tulipowa w Chersoniu na Ukrainie, 1918

Pod nieobecność Lenina, 5 września 1918 roku, rząd uchwalił dekret O czerwonym terrorze, który przywódca później zatwierdził. Celem terroru było wyeliminowanie burżuazji jako klasy, jednak represje dotknęły nie tylko jej przedstawicieli, ale również osoby uznane za wrogów bolszewików i za społecznie niepożądane (np. prostytutki). Czeka mogła zarówno skazać, jak i stracić każdego, kogo uznała za wroga rządu, nawet bez wyroku Trybunału Rewolucyjnego. Egzekucji dokonywały oddziały Czeka w całej Rosji.
Lenin nigdy nie obserwował aktów przemocy i starał się publicznie od niej dystansować. Z reguły nie wzywał do rozstrzeliwania kontrrewolucjonistów i zdrajców w publicznych przemówieniach i artykułach, jednak często czynił tak w kodowanych telegramach i poufnych notatkach. Wielu bolszewików piastujących w partii stanowiska średniego szczebla wyrażało niezadowolenie z powodu masowych egzekucji dokonywanych przez Czekę i wyrażało zaniepokojenie brakiem odpowiedzialności tej organizacji za jej działania. Do 1920 Czeka stała się najpotężniejszą rosyjską instytucją państwową. Jej wpływy obejmowały całą administrację państwową. Według Pipesa Rosja Radziecka była z tego powodu państwem policyjnym. Nie ma precyzyjnego szacunku liczby ofiar czerwonego terroru; historycy podają liczby od 50 do 140 tys. ofiar. W większości byli to dawni carscy urzędnicy lub zamożni obywatele.
W ramach polityki terroru Czeka od 1919 utworzyła sieć obozów koncentracyjnych dla przeciwników rządu. Sownarkom nakazał tworzenie takich obozów wszystkim władzom obwodowym. Do końca 1920 powstały 84 obozy, w których znalazło się ok. 50 tys. więźniów. Do listopada 1923 liczba obozów wzrosła do 315, a więźniów – do 70 tys. Praca więźniów według Pipesa de facto była pracą niewolniczą.
Zarządzone przez bolszewików represje w istotny sposób przyczyniły się do zakończenia wojny i zwycięstwa bolszewików. Ostatnią z większych akcji wojny domowej było wywołane w marcu 1921 roku przez radykalną lewicę powstanie w Kronsztadzie, stłumione przez bolszewików. Ludowy komisarz Sprawiedliwości, Dmitrij Kurski za radą Lenina utworzył nowy kodeks karny Rosji. Nowe prawo zwiększało kary za działalność antypaństwową.
Partia bolszewicka, identyfikująca się z wojującym ateizmem, przystąpiła do walki z religią. Rząd ogłosił rozdział państwa i Rosyjskiego Kościoła Prawosławnego, a bolszewicka prasa atakowała duchowieństwo jako kontrrewolucjonistów. Po wybuchu klęski głodu w 1921 patriarcha moskiewski i całej Rusi Tichon wezwał parafie do dobrowolnej sprzedaży niektórych elementów wyposażenia świątyń w celu zakupu żywności dla głodujących; był gotów współpracować w tym zakresie z rządem. W lutym 1922 Rada Komisarzy Ludowych wezwała do konfiskaty wszystkich kosztowności cerkiewnych, by mogły być następnie sprzedane. Patriarcha Tichon był przeciwny sprzedaży poświęconych naczyń liturgicznych, a wielu duchownych również sprzeciwiało się takiemu postępowaniu.
Po tym, gdy w marcu 1922 doszło do zamieszek przed soborem Zmartwychwstania Pańskiego w Szui, Lenin wydał obszerny memoriał, w którym wzywał do natychmiastowej i radykalnej kontynuacji konfiskat, twierdząc, że tylko w czasie klęski głodu można liczyć na względne poparcie społeczne dla akcji antycerkiewnej. Wzywał również do zdecydowanej rozprawy z opozycyjnym duchowieństwem, w tym do masowego wydawania wyroków śmierci na „czarnosecinnych księży”. Mimo tego Politbiuro postanowiło 16 marca wstrzymać czasowo konfiskatę, wysyłając stosowne polecenie do organizacji terenowych trzy dni później. Do rewindykacji powrócono 22 marca pod wpływem Lenina. W kwietniu radziecki przywódca powtórzył swoje stanowisko, wzywając do kontynuacji represji wobec prawosławnych duchownych, wprost nakazując przeprowadzanie jak największej liczby egzekucji. Antyreligijna polityka Rady Komisarzy Ludowych w największym stopniu dotknęła Cerkiew prawosławną jako największą organizację religijną w Rosji. Jednak rząd represjonował również inne religie i wyznania (judaizm, islam lub katolicyzm). Jednak do 1922 roku sytuację kościoła katolickiego w Rosji bolszewickiej można uznać za stosunkowo bezpieczną. Okres ten zakończyło aresztowanie arcybiskupa Jana Cieplaka.

#### Polityka gospodarcza i społeczna w okresie wojny domowej
W czasie trwania wojny rząd bolszewicki wprowadził system gospodarczy zwany jako komunizm wojenny. Komunizm wojenny traktowany był jako rozwiązanie tymczasowe. Choć Lenin osobiście opowiadał się za utworzeniem kapitalizmu państwowego, uległ w sferze gospodarczej skrajnej lewicy partyjnej. Radykalny komunizm wojenny nie był efektywnym systemem i przyczynił się do spadku produkcji, niedoborów żywności w niektórych częściach kraju i rozwoju czarnego rynku. Skłoniło to Lenina do odejścia od tego systemu na rzecz bardziej liberalnych rozwiązań.
W 1920 roku zainicjował GOELRO (Narodowy Plan Elektryfikacji Rosji). W marcu 1921 roku wprowadził system NEP-u (Nowa Polityka Ekonomiczna). Pozwolono na istnienie sektora prywatnego. NEP był wzorowany na pierwotnej, leninowskiej polityce gospodarczej, tj. „kapitalizmie państwowym”. Zakładał on współistnienie firm prywatnych i państwowych. Odchodzono od nacjonalizacji, a w części inwestycji NEP-u, rząd wsparty został przez zagranicznych inwestorów. Po raz pierwszy od wybuchu rewolucji kraj rozpoczął prowadzenie zorganizowanej wymiany technologicznej z innymi państwami. Za priorytet NEP uważał politykę rolną. Bolszewicy widzieli w tradycyjnych strukturach wiejskich zacofanie, zaś sposób życia na wsi bardzo przypominał czasy carskiej Rosji. Polityka ta starała się wykorzenić ten sposób funkcjonowania chłopów i promowała wśród nich walkę o swoje interesy. Ziemia należała wyłącznie do prywatnych właścicieli, gdyż idea skolektywizowania rolnictwa spotkała się ze zbyt silną opozycją.
Według Lenina i jego zwolenników, NEP był środkiem tymczasowym. NEP wzbudził dużą niechęć wśród lewicowej opozycji wewnątrz partii bolszewickiej, która krytykowała politykę gospodarczą za rezygnację z kontroli państwa i wprowadzenie elementów kapitalizmu. Efektem polityki NEP-u było przejęcie drobnych przedsiębiorstw w ręce prywatne oraz spółdzielcze (sytuacja ta zmieniła się jednak w okresie stalinizacji). Strategia okazała się sukcesem, a w 1928 roku produkcja rolna i przemysłowa powróciła do poziomu sprzed I wojny światowej.
Lenin zalegalizował homoseksualizm, rozwody i aborcję (homoseksualizm i aborcja zostały zdelegalizowane przez kolejne bardziej konserwatywne obyczajowo administracje; aborcję ponownie zalegalizowano w 1956 roku). Zwiększał przy tym kobietom prawa polityczno-cywilne. Wprowadził powszechną i bezpłatną opiekę zdrowotną i system edukacji.

#### Leninowska polityka narodowościowa

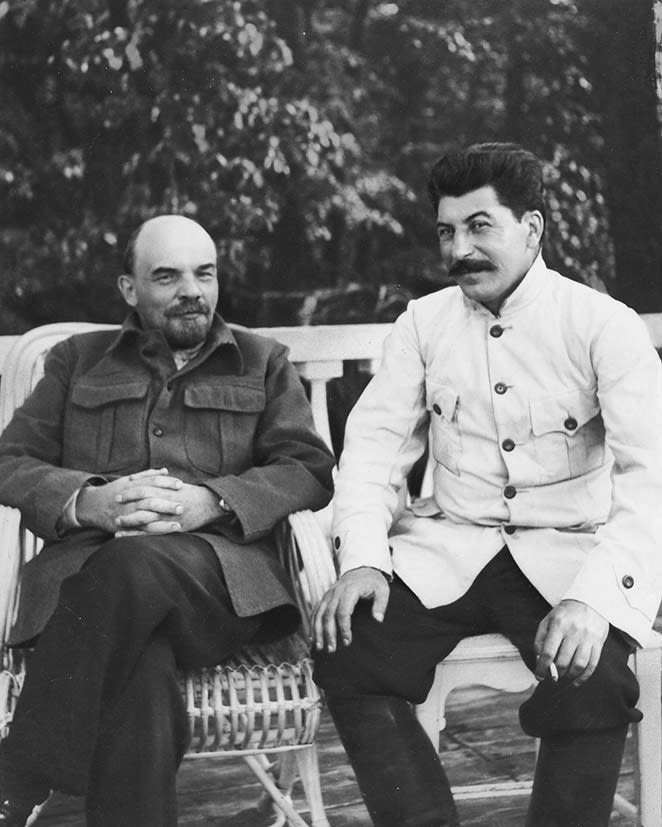
Lenin z sekretarzem generalnym KC RKP(b) Józefem Stalinem, Gorki, 1922 rok

Po stabilizacji państwa w grudniu 1922 Lenin zainicjował utworzenie Związku Socjalistycznych Republik Radzieckich (ZSRR), obejmując urząd przewodniczącego Rady Komisarzy Ludowych ZSRR (łącząc to stanowisko z funkcją przewodniczącego Rady Komisarzy Ludowych RSFSR). Nowy kurs partii w sprawach narodowościowych został zapoczątkowany już na X Zjeździe partii w marcu 1921 roku. Przewidywał on przyznanie wszystkim mniejszościom narodowym na terenie państwa ograniczonego samorządu pod kierownictwem partii. Nowa strategia przewidywała amnestię dla działaczy niepodległościowych, a nawet chwilowy sojusz z nimi. Najważniejszym elementem tej strategii była tzw. korienizacja (pol. autochtonizacja lub ukorzenienie). Była ona równoznaczna z przyjęciem zasad przyspieszonego rozwoju wcześniej uciskanych przez carat mniejszości narodowych, wysuwaniem na kierownicze stanowiska przedstawicieli tych mniejszości, przejściem aparatu partyjnego i państwowego na terenach narodowościowych na posługiwanie się językami mniejszości oraz rozwijaniem nauki i oświaty w tych językach.
Korienizacja była prowadzona również w strukturach wojskowych. Przejawiało się to m.in. opracowaniem specjalnych regulaminów w językach narodowych dla jednostek stacjonujących w rejonach mniejszościowych i tworzeniem jednostek składających się z przedstawicieli mniejszości narodowych, jak np. ukraińskich czy białoruskich, w tym próbą stworzenia jednostek żydowskich. Rozpoczęto plany tworzenia autonomicznych jednostek administracyjnych na terenie poszczególnych republik związkowych np. polskich na Białorusi i Ukrainie (późniejsze „Marchlewszczyzna” i „Dzierżyńszczyzna”), żydowskich (np. Żydowski Obwód Autonomiczny ze stolicą w dalekowschodnim Birobidżanie), romskich, czy nawet osobnych republik (np. Tatarstan).
Niektórzy historycy uważają, że w opracowaniu tej koncepcji rolę odegrały emigracyjne, szwajcarskie doświadczenia Lenina i istniejący tam system kantonalny. Leninowska polityka narodowościowa zakładała istnienie trójszczeblowego mniejszościowego systemu administracyjnego: liczące ponad 100 tys. osób grupy narodowościowe mieszkające na zwartym terytorium miały tworzyć republiki autonomiczne (np. Radziecka Autonomiczna Republika Niemców Powołża), mniejsze – ponad 10 tys. – rejony autonomiczne i najmniejsze – ponad 500 osobowe – rady wiejskie.

#### Międzynarodówka Komunistyczna

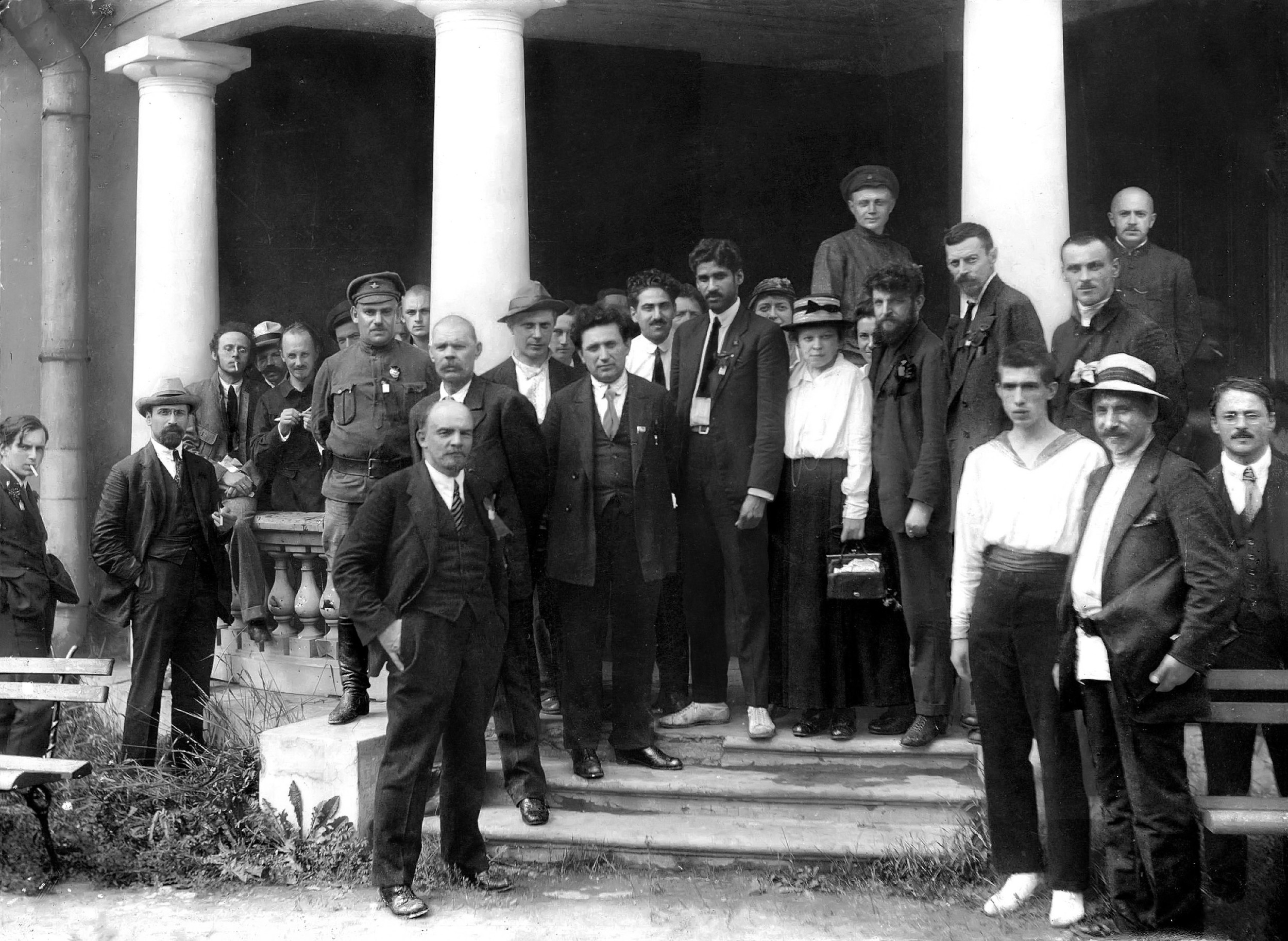
Delegaci na II kongres Kominternu, Piotrogród, 19 lipca 1920

Po zawieszeniu broni na froncie zachodnim, Lenin uważał, że wybuch rewolucji światowej jest nieunikniony (zwłaszcza w Europie). Jego rząd poparł utworzenie Węgierskiej Republiki Rad Béla Kuna w marcu 1919 roku oraz ustanowienie Bawarskiej Republiki Rad i innych ośrodków rewolucji w Niemczech (kierowanej w znacznej mierze przez Związek Spartakusa). Pod koniec 1918 roku brytyjska Partia Pracy wezwała do ustanowienia międzynarodowej konferencji partii socjalistycznych. Na konferencji utworzono organizację o nazwie Socjalistyczna Międzynarodówka Robotnicza. Lenin widział w tej organizacji ożywienie Drugiej Międzynarodówki, którą pogardzał. Postanowił zrównoważyć swój wpływ na światowy ruch socjalistyczny, formułując odrębną konferencję. Lenin w organizacji konferencji został wsparty przez Zinowiewa, Trockiego, Chrystiana Rakowskiego i Andżelikę Bałabanową.
2 marca 1919 roku w Moskwie odbył się pierwszy Kongres Międzynarodówki Komunistycznej (Komintern). Spotkaniu brakowało globalnego charakteru. Z 34 zgromadzonych delegatów, 30 przybywało z krajów byłego Imperium Rosyjskiego, ponadto w większości nie zostali oni oficjalnie uznani za przedstawicieli przez swoje rodzime partie. Bolszewicy, dążąc do kontroli nad organizacją, pozwalali w przyszłości dołączać do Międzynarodówki Komunistycznej jedynie partiom, które przyjęły poglądy leninowskie. Lenin w swojej przemowie do delegatów potępił rewizjonizm marksistowski i działaczy takich jak Kautsky, jak również ponownie wezwał do zbrojnego obalenia rządów burżuazji w Europie. Przewodniczącym Międzynarodówki został Zinowiew. W praktyce dużą kontrolę nad nią zachował sam Lenin.
Po I Kongresie Międzynarodówki Komunistycznej nastąpił VIII Kongres partii bolszewików. W trakcie jego trwania Lenin był wielokrotnie krytykowany za środki, którymi posługuje się, realizując cele polityczne. Wielu działaczy szczególnie krytycznie odniosło się do uznania przez Lenina suwerenności Finlandii, gdzie dopiero co w wyniku wojny domowej w Finlandii upadła republika socjalistyczna, w wyniku czego powstała monarchia.
Drugi Kongres Międzynarodówki Komunistycznej został otwarty w Piotrogrodzie w czerwcu 1920 roku, skąd przeniósł się do Moskwy. Sesje tego kongresu odbywały się do sierpnia.
Przewidywania Lenina co do sukcesu światowej rewolucji runęły. Klęską okazała się wojna polsko-bolszewicka, Węgierska Republika Rad została obalona w wyniku rumuńskiej interwencji, a powstanie niemieckich rewolucjonistów zostało stłumione.

#### Wielki głód w latach 1921–1922

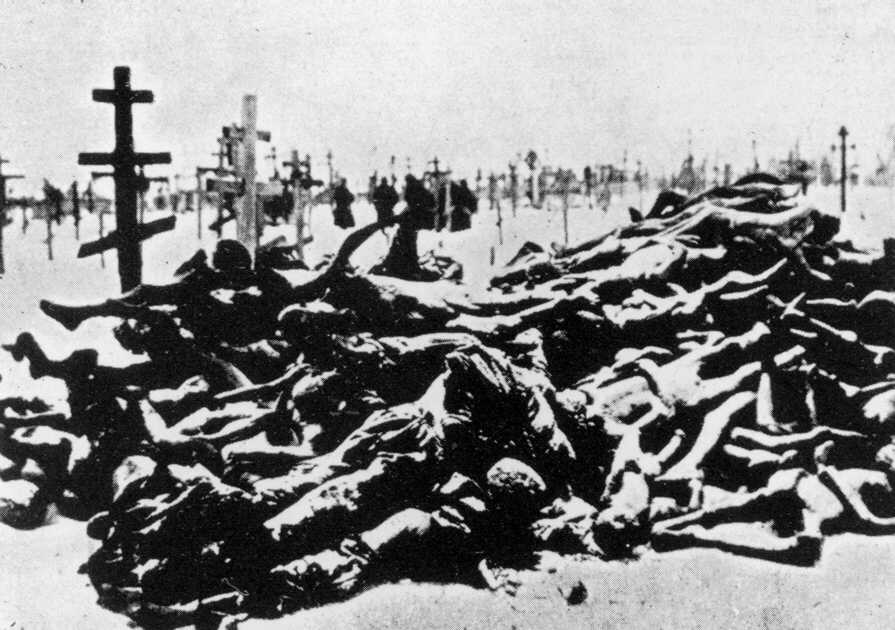
Ofiary głodu na Powołżu, Buzułuk, przełom roku 1921 i 1922

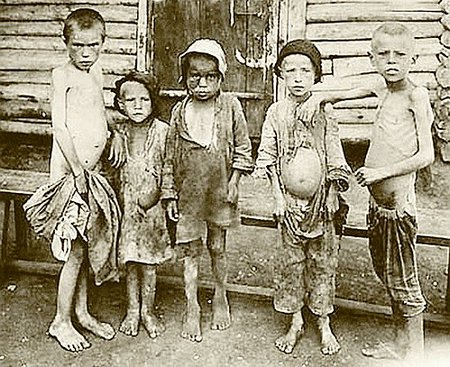
Głodne dzieci w Bugurusłanie, rok 1922

W 1918 roku, dzięki staraniom Lenina i wszystkich bolszewików, ograbiono całą burżuazję, w wyniku czego cały ciężar bolszewickiego eksperymentu spadł na chłopstwo. Wieś odpowiedziała masowym oporem, który szybko zamienił się w zbrojne powstania, które bolszewicy tłumili nierzadko w sposób brutalny i krwawy. Przykładowo w ramach jednej z takich operacji bolszewicy zmobilizowali wielkie siły wojskowe i używali trujących gazów. W wyniku tego wsie zostały zrujnowane i nie były w stanie wyżywić wszystkich swoich mieszkańców. Na domiar złego były regularnie najeżdżane przez „oddziały zaopatrzeniowe”.
W 1920 roku zarekwirowano 10 milionów ton pudów zboża, w tym całą rezerwę i ziarno siewne na następny rok. Chłopi nie mieli już co jeść w styczniu 1921 roku, a w lutym szybko zaczęła rosnąć śmiertelność. Lenin nie zrobił nic, by pomóc głodującym nawet wówczas, gdy dotkliwe braki żywności zaczęły ogarniać coraz większe obszary. Lenin i Mołotow wysłali 30 lipca 1921 roku telegram do komitetów i guberni z żądaniem, by wzmocnić aparat ściągania podatków na wsi.
W listopadzie 1921 roku politbiuro w składzie: Lenin, Trocki, Kamieniew, Mołotow i Kalinin – jednomyślnie odrzuciło prośbę o zwiększenie racji żywności dla głodujących dzieci. Zamiast tego – gdy miliony ludzi umierały z głodu – bolszewicy hojnie wydawali carskie złoto, by inicjować rewolucje o charakterze komunistycznym w innych państwach. Politbiuro nakazało również rekwirować kosztowności i grabić cerkwie po to, aby, jak tłumaczono, zakupić zboże. W rzeczywistości zebrane środki przeznaczano na inne cele.
W czerwcu 1921 roku intelektualiści utworzyli Komitet Pomocy Głodującym. Lenin odrzucił delegację Komitetu, jednak dzięki wpływom Gorkiego, komitet uzyskał w połowie lipca 1921 roku audiencję u Lwa Kamieniewa. Ostatecznie udało się członkom komitetu przekonać część kierownictw o swej przydatności. 21 lipca 1921 rząd bolszewicki zalegalizował komitet. Miał on prawo do zdobywania w Rosji i poza jej granicami żywności, paszy dla zwierząt i lekarstw oraz do podziału tych dóbr. Komitet nawiązał współpracę z Cerkwią. 7 lipca odczytano list pasterski patriarchy Tichona nawołujący do pomocy głodującym. Komitet nawiązał też współpracę z Czerwonym Krzyżem, Amerykańską Administracją Pomocy i kwakrami. Jednak bolszewicy 27 sierpnia 1921 roku rozwiązali komitet, gdy Amerykanie zaczęli przesyłać statki z zaopatrzeniem, dla Lenina rola komitetu była zakończona. Lenin nakazał aresztować Prokopowicza, a resztę członków komitetu usunąć z Moskwy i wysłać ich do miejsc jak najdalej oddalonych od kolei stolic ujezdów i trzymać członków komitetu w areszcie domowym. Prasa bolszewicka rozpoczęła kampanię oszczerstw przeciwko Komitetowi, Dzierżyński stwierdził, że trzeba było zniszczyć Komitet, nie dlatego że był nielojalny, ale dlatego że przyciągał do siebie społeczeństwo. Po Komitecie bolszewicy ustanowili Centralną Komisję Pomocy Głodującym, organ był skorumpowany, nieskuteczny i zbiurokratyzowany. Na domiar złego Lenin uważał działalność międzynarodowych organizacji pomocy głodującym za intrygę imperialistycznej burżuazji. Organizacjom charytatywnym czyniono wszelkie trudności, ograniczano ilość artykułów spożywczych jakie można było przekazać prywatnym osobom i organizacjom, wprowadzono opłaty za korzystanie z radzieckich dróg, magazynów itp.
Liczbę osób dotkniętych głodem ocenia się na od 30 mln do 36 mln. Centralna Komisja Pomocy Głodującym była w stanie wyżywić tylko 3 mln ludzi, natomiast ARA, Czerwony Krzyż i organizacja kwakrów 11 mln ludzi. W wyniku głodu zmarło 5 mln ludzi, 9 mln ludzi udało się uratować tylko dzięki pomocy międzynarodowej.

### Choroba i śmierć

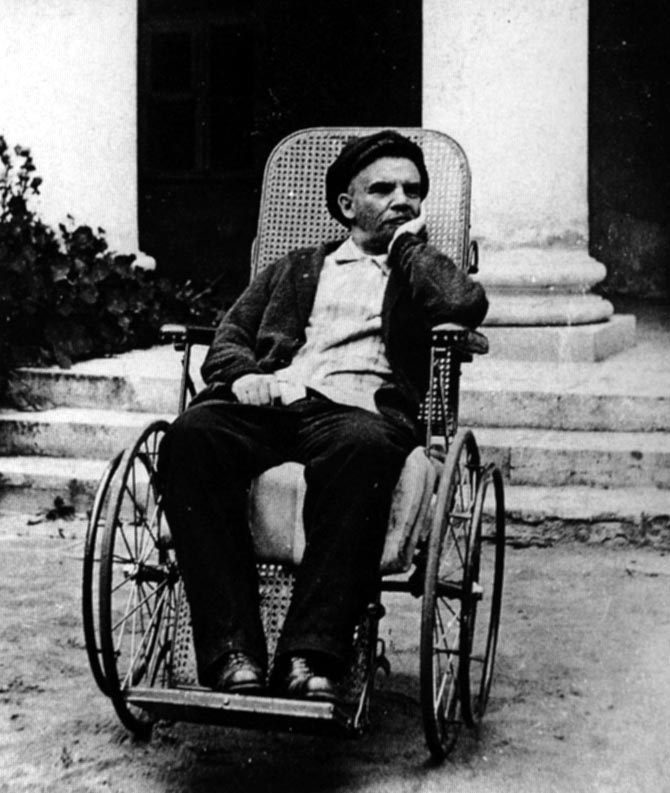
Schorowany Lenin, Gorki 1923

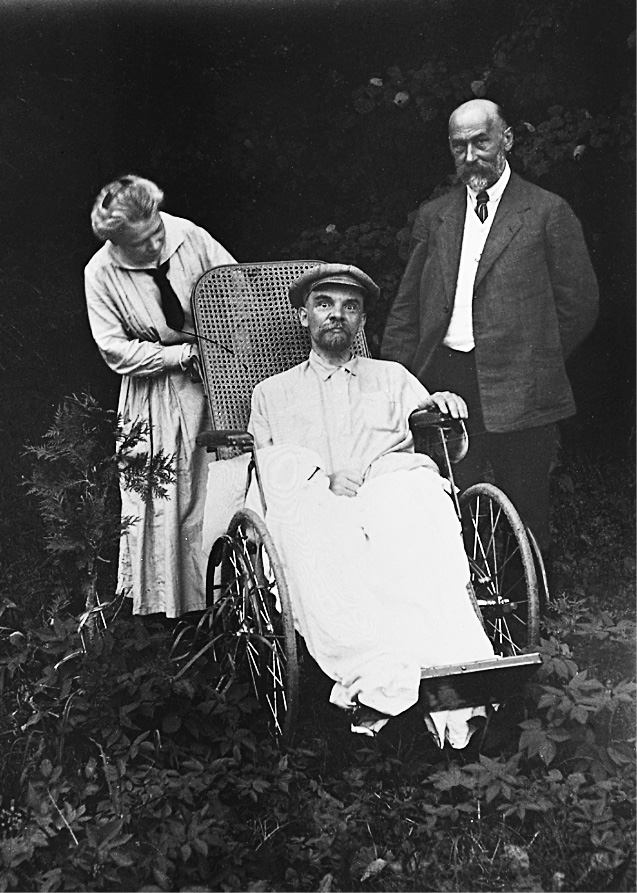
Ostatnie znane zdjęcie Lenina, Gorki, maj 1923. Obok stoją jego siostra Anna i jeden z lekarzy A.M. Kożewnikow.

Po zamachu z 30 sierpnia 1918 Lenin nigdy nie wrócił w pełni do zdrowia. Lenin zachował w szyi kulę, którą niemiecki chirurg usunął dopiero 24 kwietnia 1922 roku. Lenin narażony na ciągły stres związany z długoletnią wojną domową, pracował od czternastu do szesnastu godzin dziennie, zajmując się nawet mało istotnymi zadaniami rządu bolszewickiego, dodatkowo stale służąc jako doradca innych polityków.
Po powrocie do Piotrogrodu, 25 maja 1922 roku, doznał pierwszego z trzech udarów. Po ataku nie był w stanie mówić przez kilka dni oraz miał problemy z poruszaniem się. W czerwcu jego stan zdrowia się poprawił. W sierpniu zdecydował się na ograniczenie obowiązków. W grudniu 1922 miał miejsce kolejny udar, w wyniku którego podjął decyzję o wycofaniu się z czynnego życia politycznego. W marcu 1923 nastąpił trzeci wylew, w wyniku którego został stopniowo sparaliżowany, utracił mowę i prawdopodobnie funkcje poznawcze. Pomimo to oficjalnie pozostał przywódcą partii do końca życia. Mimo wysiłków wielu lekarzy, w tym czołówki zagranicznych medyków (m.in. Georga Klemperera z Berlina, potem Otfrida Foerstera z Wrocławia), nie udało się powstrzymać postępów choroby. Istnieje hipoteza, że choroba miała podłoże genetyczne (jego ojciec zmarł w wyniku wylewu również w wieku 55 lat). Istnieje kilka źródeł stwierdzających śmierć Lenina w wyniku nieleczonej kiły (która wtedy nie była skutecznie leczona z powodu niewynalezienia jeszcze antybiotyków). Jedyną osobą, z którą Lenin mógł utrzymywać stałe stosunki seksualne (wyjąwszy żonę Nadieżdę Krupską) była rewolucjonistka Inessa Armand znana z bujnego życia seksualnego (miała 5 dzieci z dwoma mężczyznami, którzy do tego byli braćmi). Publikacje, które ukazały się w roku 2009 na podstawie prac Helen Rappaport, powielają informację, jakoby przyczyną śmierci Lenina były powikłania kiły.
Dokumenty medyczne dotyczące choroby Lenina stanowią dotąd tajemnicę państwową w Rosji – w roku 1999 państwowe Rosyjskie Archiwum Historii Socjalno-Politycznej przedłużyło tajemnicę państwową dotyczącą dokumentów choroby Lenina na 25 lat do roku 2024. Badacze, którzy mimo to dotarli do ich treści, twierdzą, że Lenin umarł na kiłę III-rzędową.
Stopniowo tracił władzę, bezsilnie obserwując walkę o sukcesję. Ostatnie dokumenty świadczą, że zdawał sobie sprawę z negatywnych zjawisk w utworzonym przez siebie państwie: występował przeciwko biurokratyzacji partii bolszewickiej oraz wzrastającemu w siłę rosyjskiemu szowinizmowi. O Stalinie, którego w 1922 wyznaczył na sekretarza generalnego partii bolszewickiej, napisał, że „skupił w swych rękach nadmierną władzę” i że „jest zbyt brutalny”.
Lenin zmarł 21 stycznia 1924 o godzinie 18.50 w wieku 53 lat. Przed śmiercią przekazał żonie dokumenty, w tym testament, który Krupska odczytała na XIII Kongresie partii w maju 1924 roku. Lenin w swoich zapiskach charakteryzował, pod kątem predyspozycji do kierowania RKP(b), sześciu czołowych przywódców bolszewickich: Trockiego, Zinowjewa, Kamieniewa, Bucharina („ulubieńca partii”), Piatakowa i Stalina. Lenin nie wskazał jednoznacznie swojego następcy, dostrzegając w każdym z wymienionych zarówno zalety, jak i wady; „testament” koncentrował się głównie na Trockim, którego Lenin nazwał najwybitniejszym (jednak zarzucił mu niebolszewizm) i Stalinie (wobec którego największy zarzut dotyczył zbytniej brutalności i braku ogłady). Dokument został odczytany jedynie w regionalnych grupach delegatów podczas XIII Zjazdu RKP(b) i następnie, ponieważ nie był przeznaczony do publikacji, utajniony, po czym krążył tylko jako tzw. samizdat. W okresie stalinowskim (zwłaszcza w okresie wielkiego terroru) samo posiadanie tekstu testamentu politycznego Lenina stanowiło już podstawę do aresztowania i wyroku z art. 58 kodeksu karnego RFSRR za „podżeganie do terroru” (poprzez wezwanie do usunięcia Stalina ze stanowiska).
Rząd sowiecki ogłosił śmierć Lenina publicznie dzień po jego zgonie oraz ogłosił żałobę narodową w całym kraju. Pogrzeb odbył się 27 stycznia, a w ciągu najbliższych trzech dni grób wodza odwiedziło około miliona żałobników z całego Związku Radzieckiego.

## Ideologia polityczna
Lenin był rewolucyjnym marksistą. Jego teoria rewolucji mówiła o konieczności gwałtownego obalenia kapitalizmu przez rewolucję komunistyczną. Po rewolucji nastąpić miał etap dyktatury proletariatu, zarządzanej przez partię awangardową. Poglądy te dały początek filozofii leninizmu. Po stadium dyktatury proletariatu miało zostać zbudowane bezpaństwowe i bezklasowe społeczeństwo komunistyczne. Na leninizm w znaczący sposób wpłynęły przedmarksistowskie nurty rosyjskiej myśli socjalistycznej w tym narodnictwo (choć on sam wyśmiewał marksistów, którzy przyjęli część poglądów od niemarksistowskich filozofów i socjologów współczesnych). Lenin uważał, że jego interpretacja marksizmu jest jedyną autentyczną.
Był internacjonalistą i zapalonym zwolennikiem rewolucji światowej. Uważał, że nacjonalizm i pojęcie granic są przestarzałe i odwracają uwagę od pojęcia walki klasowej. Jego zdaniem w ramach rewolucji socjalistycznej procesem nieuniknionym było „łączenie narodów” i ustanowienie „Stanów Zjednoczonych Świata”. Był przeciwnikiem federalizmu uważając, że lepsze od niego jest scentralizowane państwo unitarne. Pozostawał antyimperialistą i zwolennikiem poglądu zakładającego, że wszystkie narody zasługują na „prawo do samostanowienia”. Popierał przez to walki narodowowyzwoleńcze (twierdząc nawet, że dopuszczalna jest próba oderwania się mniejszości narodowej od państwa socjalistycznego, które nie jest wolne od błędów lub niedociągnięć). Ostrej krytyce poddawał zjawisko antysemityzmu w Imperium Rosyjskim, twierdząc, że „To nie Żydzi są wrogami ludu pracującego. Wrogami pracowników są kapitaliści wszystkich krajów”.
Uważał, że demokracja przedstawicielska jest iluzją prawdziwej demokracji i służy utrzymaniu dyktatury burżuazyjnej. Jako przykład dyktatury burżuazyjnej podawał Stany Zjednoczone. Jego zdaniem obie partie dwupartyjnego systemu USA były prowadzone przez „sprytnych miliarderów”.

## Pisarstwo
Był płodnym teoretykiem politycznym i filozofem piszącym o praktycznych aspektach przeprowadzenia rewolucji. Pisał ulotki, artykuły i książki bez niczyjej pomocy aż do czasu choroby. Stale korespondował z sojusznikami i przyjaciółmi z Rosji, jak i z całego świata. Jego Dzieła zebrane obejmują 54 tomy, z którego każdy liczy około 650 stron. 45 tomów zostało przetłumaczonych na język angielski przez Oficynę Postępową Moskwy w latach 1960–1970.
Po jego śmierci cenzura ZSRR selektywnie ocenzurowała jego pisma w celu ustanowienia dogmatu o nieomylności Lenina, Stalina (jego następcy) i Komitetu Centralnego partii. W okresie rządów Stalina usunięto z prac Lenina wszystkie informacje o sprzeczności z osobą Stalina i jego poglądami.

## Życie prywatne i charakterystyka

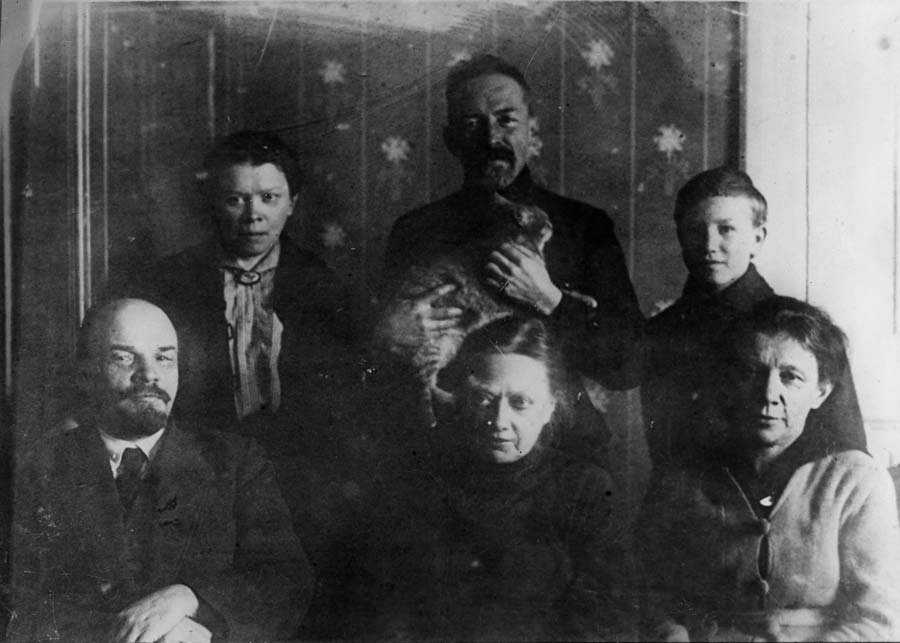
Lenin z rodziną, Kreml 1920. Siedzą: Lenin, żona Nadieżda, siostra Anna. Stoją: siostra Maria, brat Dymitr (z kotem) i Georgij Łozgaczow (adoptowany syn Anny)

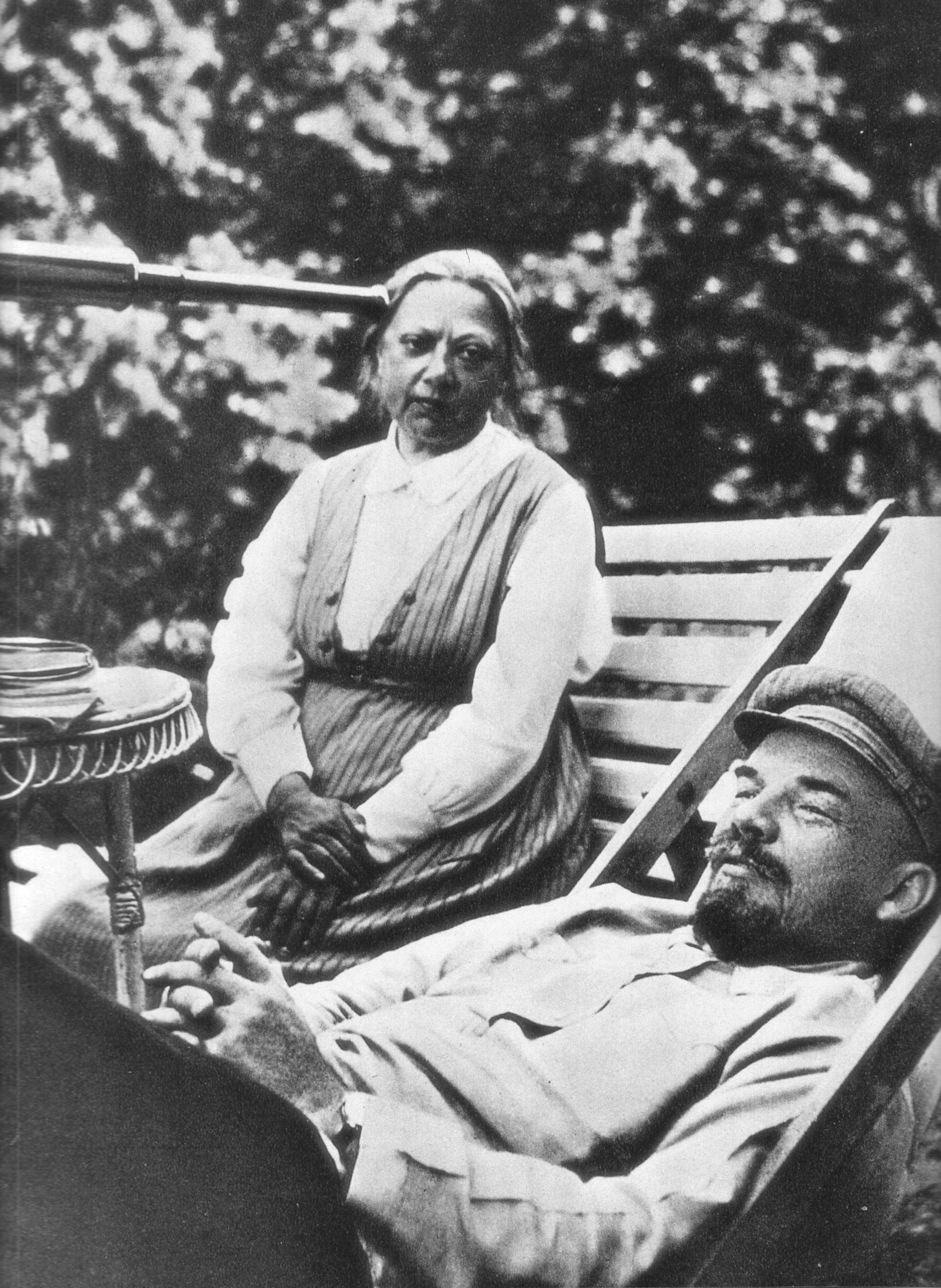
Lenin i Krupska w Gorkach, 1922 rok

Historyk Richard Pipes zauważa, że Lenin posiadał dużą charyzmę i osobisty magnetyzm oraz wykazywał „niezwykłą zdolność do zdyscyplinowanej pracy i całkowitego zaangażowania w sprawę rewolucyjną”. Przyjaciel Lenina, Gorki, opisywał go z kolei jako osobę „zbyt zwyczajną” i nie dającą „wrażenia bycia liderem”. Biograf Louis Fischer opisał go jako „miłośnika radykalnej zmiany”, dla którego „na ziemi nigdy nie było niczego pośrodku, wszystko było albo czarne albo czerwone”. Historyk i biograf Robert Service twierdził, że Lenin był osobą silnie emocjonalną i skrajnie nienawidzącą władz carskich. Według Service’a Lenin był silnie „emocjonalnie przywiązany” do swoich ideologicznych bohaterów (Marksa, Engelsa i Czernyszewskiego) i posiadał portret każdego z nich.
Zdaniem Service’a, Lenin był człowiekiem „kapryśnym i niestabilnym”. Pipes i Fischer zgodnie twierdzą, że przywódca rewolucji był nietolerancyjny wobec opozycji i będąc osobą nieskłonną do kompromisów, odrzucał opinie, które różniły się od jego własnych poglądów. Według Service’a bardzo rzadko przyznawał się do własnych błędów, a Fischer określa go mianem „zdeterminowanego ideologicznego fanatyka”.
Według Dmitrija Wołkogonowa był człowiekiem dobrodusznym, lubiącym zwierzęta, łagodnym, który uwielbiał się śmiać (wykazywał skłonności do czarnego humoru), z drugiej zaś strony jego zachowanie zupełnie zmieniało się, jeśli chodziło o politykę. W niej pozostawał bezkompromisowy, brutalny i mściwy.
Oprócz rosyjskiego, biegle mówił i czytał po francusku, niemiecku i angielsku. W trosce o sprawność fizyczną, regularnie ćwiczył, jeździł na rowerze, pływał i polował, a w górach Szwajcarii rozwinął pasję do górskich wędrówek. Pogardzał nieporządkiem, cały czas utrzymywał schludny wygląd biurka i zaostrzał ołówki. W trakcie pracy nalegał na utrzymanie całkowitej ciszy. Według Fischera cechowała go „minimalna próżność”. Stąd też nie lubił kultu jednostki, który radziecka administracja zaczęła budować wokół niego pod koniec życia (zauważając jednak, że może on w przyszłości mieć wpływ jednoczący na stworzony przez niego ruch). Po godzinnym spotkaniu z Leninem, filozof Bertrand Russell stwierdził, że rosyjski polityk był osobą bardzo przyjacielską i skromną.
Choć był politycznym radykałem, zajmował bardzo konserwatywną postawę wobec seksu i instytucji małżeństwa. Przez całe dorosłe życie był w związku z Nadieżdą Krupską, którą poślubił. Krupska podzielała marksistowskie poglądy Włodzimierza. Para nie mogła mieć dzieci, nad czym zresztą bardzo ubolewała. Małżonkowie często jednak pomagali swoim przyjaciołom w opiece nad ich potomstwem.
Lenin był ateistą i uważał, że socjalizm jest z natury ateistyczny, odrzucając w ten sposób socjalizm chrześcijański. Prywatnie był krytyczny wobec swojej rosyjskiej ojczyzny, opisując ją jako kraj będący daleko w tyle za Europą i bliższy Azji. Już od lat młodzieńczych pragnął, aby Rosja zbliżyła się kulturowo do Zachodu.

## Oceny
Według biografa Lenina, Davida Shuba, Lenin stanowi podstawę dzisiejszego ruchu komunistycznego. Po śmierci Lenina administracja Stalina stworzyła ideologię zwaną jako marksizm-leninizm. Nazwa ta została wyodrębniona, aby odróżniać ją od doktryn rywalizujących z nią w ramach ruchu komunistycznego. Sam Lenin został uznany przez komunistów za „największego geniusza ludzkości” i „przywódcę oraz nauczyciela narodów całego świata”. Do dziś pozostaje bardzo kontrowersyjną i budzącą podziały postacią. Zainspirował całe rzesze rewolucjonistów, wśród których znaleźli się Mao Zedong, Fidel Castro czy Hồ Chí Minh. Wpływy ideologiczne leninizmu na komunistów, szczególnie tych zachodnich, zmalały dopiero po 1968 roku.
Sympatycy postrzegają go jako bojownika o dobrobyt ludzi i lepsze warunki pracy, podczas gdy krytycy widzą w nim dyktatora, który stworzył system jednopartyjny. Rzeczą bezsprzeczną pozostaje fakt, że Lenin miał znaczący wpływ na międzynarodowy ruch komunistyczny i jest jedną z najbardziej wpływowych i kontrowersyjnych postaci XX wieku.
Amerykański tygodnik „Time” umieścił go na liście Stu najważniejszych ludzi stulecia i w gronie 25 ikon politycznych wszech czasów.
Jednym z pierwszych i głośniejszych krytyków działalności Lenina była polska ekonomistka Róża Luksemburg. Poddała negatywnej ocenie pomysły Lenina na organizowanie partii rewolucyjnych, jak również koncepcję zdominowania ich przez kilku pozbawionych skrupułów liderów. W 1904 napisała artykuł Organizacyjne pytania na temat rosyjskiej Socjal-Demokracji lub leninizm czy marksizm?, który miał być odpowiedzią na publikację Lenina pt. Co robić? z 1903. Luksemburg zauważyła, że boi się, iż autorytaryzm, który widziała w Leninie, doprowadzi do sekciarstwa, a nie do dyktatury mającej zapanować po zakończonej sukcesem rewolucji (co także uważała za poważne zagrożenie).
W 1946 brytyjski pisarz i socjalista George Orwell w swoim eseju Second Thoughts on James Burnham napisał:

[gdyby Lenin żył po 1924] nie ma mocnych powodów, aby sądzić, że główne linie rozwoju byłyby bardzo inne. Na długo przed 1923 wyraźnie widać zalążki społeczeństwa totalitarnego. Lenin rzeczywiście jest jednym z tych polityków, którzy zyskują niezasłużoną reputację dzięki przedwczesnej śmierci. Gdyby żył, jest prawdopodobne, że albo zostałby wyrzucony, jak Trocki, albo utrzymywałby się u władzy metodami równie barbarzyńskimi lub prawie tak barbarzyńskimi, jak metody Stalina.

Prof. Andrzej Nowak, historyk i sowietolog z Uniwersytetu Jagiellońskiego w rozmowie dla PCh24.pl zauważył:

Lenin cechował się swoiście szatańską inteligencją. Kiedy się czyta jego teksty, to z niemal każdego przebija złość.

## Upamiętnienie

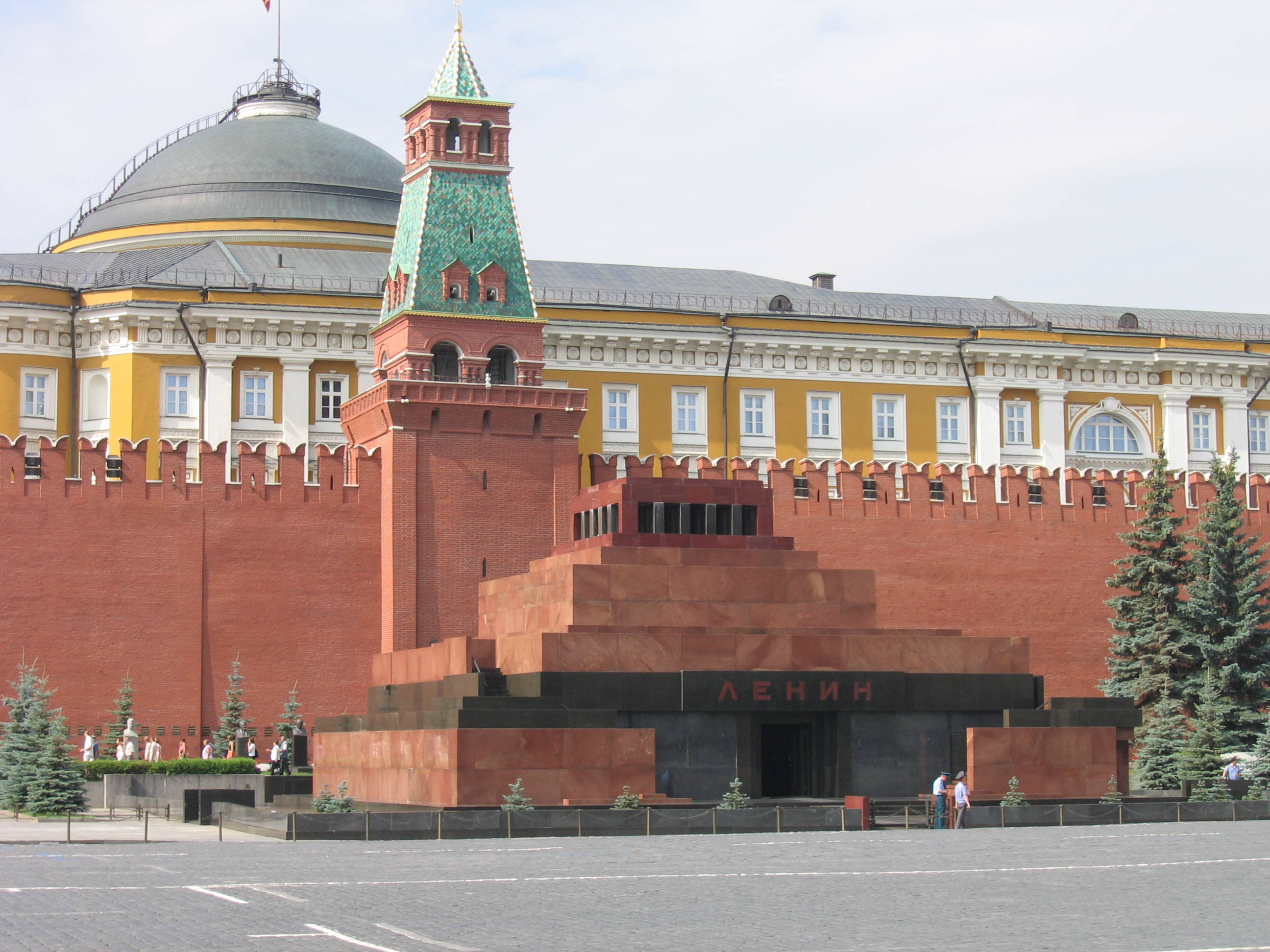
Mauzoleum Lenina na placu Czerwonym w Moskwie, na tle murów Kremla

W samym Związku Radzieckim imię Lenina nadano wielu miastom, dzielnicom, szczytowi, jezioru, rzece i kanałom – nosiło je co najmniej sto kilkadziesiąt obiektów geograficznych, w tym drugie pod względem wielkości miasto kraju. Miasto Sankt Petersburg, gdzie rozpoczęły się zarówno rewolucja lutowa, jak i październikowa, w 1924 roku w cztery dni po śmierci Lenina zostało przemianowane na Leningrad. W 1991 roku rząd przywrócił nazwę miasta, zachowując przy tym nazwę obwód leningradzki. Jego imieniem nazwano także Uljanowsk (dawniej Symbirsk), gdzie Lenin urodził się i obwód uljanowski. Giumri w Armenii od 1924 do 1990 nosiło nazwę Leninakan, a miasto Chodżent w latach 1936–1991 nazwę Leninabad. Istniało kilka miejscowości o nazwie Lenino, Uljanowsk i inne, oraz trzeci pod względem wysokości szczyt ówczesnego ZSRR – Szczyt Lenina. Jego imię nosi planetoida (852) Wladilena. W 1954 roku Zakłady Metalurgiczne w Nowej Hucie zostały nazwane od imienia Włodzimierza Lenina.
W czasach radzieckich w Europie Wschodniej wzniesiony został szereg pomników Lenina. Choć niektóre z nich zostały następnie usunięte, większość nadal stoi. Po tym okresie sporadycznie wznoszono nowe pomniki wodza rewolucji, m.in. na Ukrainie. Generalnie jednak po upadku ZSRR w wielu krajach, prócz Federacji Rosyjskiej, zaczęto burzyć lub demontować jego posągi. Szczególnie mocno pomniki Lenina ucierpiały na Ukrainie w trakcie i po euromajdanie (1320 zburzonych pomników do grudnia 2016). W Rosji pomniki Lenina traktowane są jako zabytki, a ich liczba szacowana jest na kilkadziesiąt tysięcy.
Mimo sprzeciwów rodziny i wbrew woli samego Lenina, z inicjatywy Stalina zwłoki Lenina zmumifikowano i udostępniono do oglądania w mauzoleum na Placu Czerwonym. Nowe władze partyjne postanowiły wykorzystać autentyczną popularność i autorytet Lenina i przenieść ją na partię „leninowską”. Legendę Lenina wykorzystał Stalin do budowania własnego kultu jako „następcy”. W czasach radzieckich cytaty z jego dzieł były koniecznym uzupełnieniem dzieł naukowych, imię Lenina nosiły organizacja młodzieżowa (Wszechzwiązkowy Leninowski Komunistyczny Związek Młodzieży – WLKSM), akademia nauk rolniczych i wiele innych instytucji. Nagradzano orderami i medalami imienia Lenina oraz wręczano nagrody imienia Lenina.
Były prezydent Ekwadoru nazywa się Lenín Moreno – imię Lenín dostał na cześć Włodzimierza Lenina.

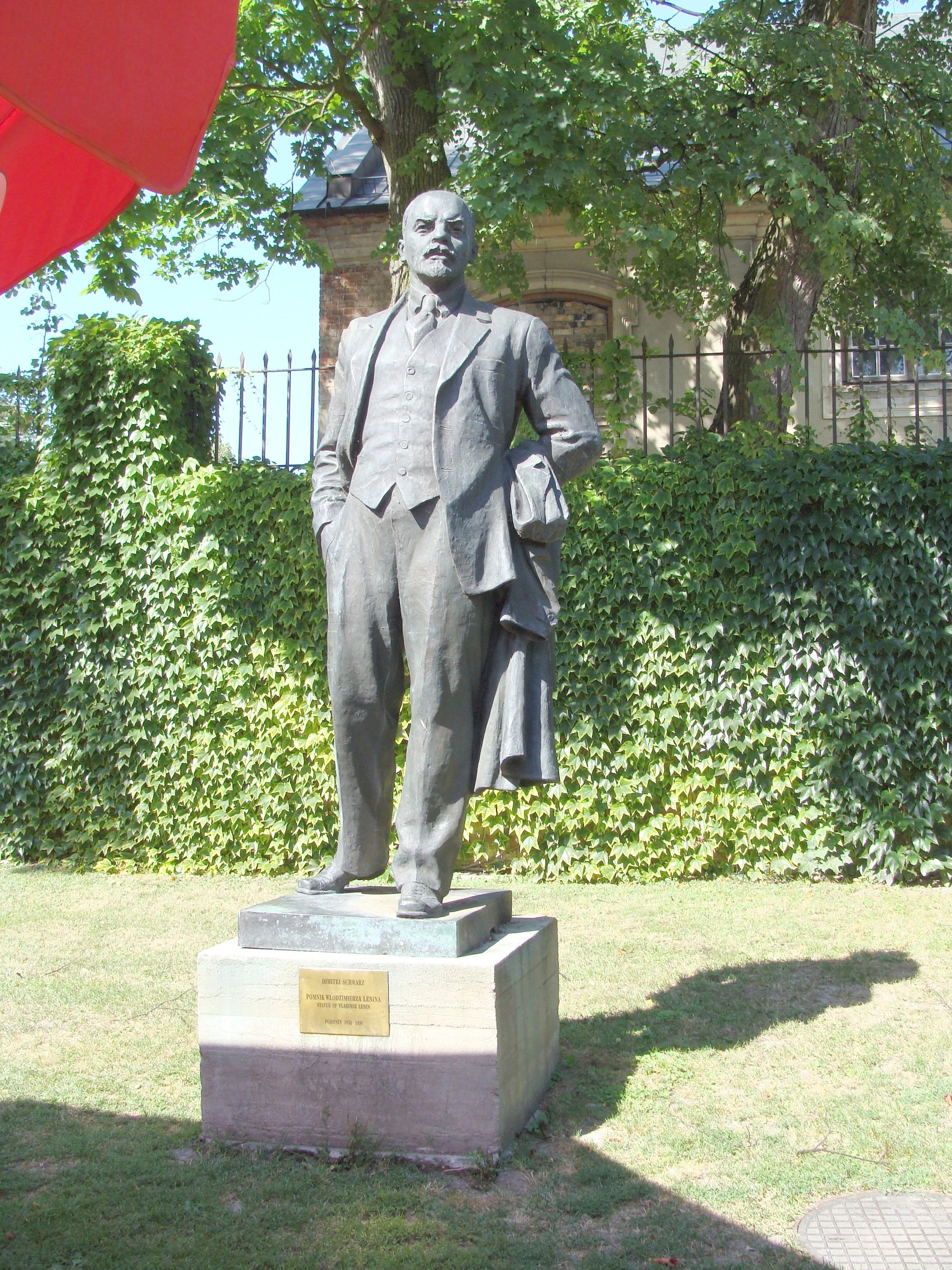
Pomnik Lenina Dimitri Schwarza pierwotnie stojący w Poroninie, obecnie w Kozłówce

### Literatura
Lenin upamiętniony został w wielu utworach prozatorskich oraz poetyckich służących komunistycznej propagandzie. Leninowi swoje utwory poświęcili:
- Aleksander Abaszeli wiersz „Serce Lenina” z 1940 roku[749],
- Rafael Alberti wiersz „Morze Czarne”[750],
- Demian Biedny wiersz „Płatki śniegu”[751],
- Bertolt Brecht wiersz „Jak tkacze dywanów z Kujan-Bułak uczcili Lenina”[752],
- Władysław Broniewski wiersz „Pokłon Rewolucji Październikowej”[753],
- Stanisław Dobrowolski wiersz „Październik”[754],
- Konstanty Ildefons Gałczyński wiersz „Przed mauzoleum Lenina”[755]

Przykładem krytycznej biografii Lenina jest:
- Antoni Ferdynand Ossendowski – Lenin